# جون مينارد كينز
جون مينارد كينز أو بارون كينز الأول (بالإنجليزية: John Maynard Keynes) «5 جزيران/يونيو 1883 - 21 نيسان/أبريل 1946» اقتصادي إنجليزي ساهمت أفكاره في إحداثِ تغييرٍ جذري في نظرية وممارسة الاقتصاد الكلي؛ عُرف كينز بأنّه مُنقذ الفردية الرأسمالية من انتشار البطالة نتيجة إيمانه بأنّ عدم معالجة هذه المُشكلة سيؤدي لتحكم الأنظمة الاستبدادية في العالم الغربي. كانت الرياضيات مادته المفضلة، حيث لعبت دوراً أساسياً في صقل مهاراته والتأسيس لأعماله فيما بعد، بالإضافة إلى تميزه في الأدب الكلاسيكي والتاريخ. يُعتبر جون مينارد كينز أحد أكثر الاقتصاديين نفوذاً في القرن العشرين، وهو باني اللّبنة الأساسية لمدرسةٍ اقتصادية كثيرة التفرعات عُرفت فيما بعد بالاقتصاد الكينزي.
قاد كينز ثورةً في التفكير الاقتصادي في أثناء فترة الكساد الكبير التي تحدى فيها أفكار الاقتصاد الكلاسيكي الجديد المعتمد على التأكيدات بأن السوق الحر سيوفر تلقائياً كل ما يحتاجه الاقتصاد من العمالة بشرط تحقق مرونة العُمال في طلب أجورهم. جادل كينز في الفكرة القائلة بأنّ إجمالي الطلب (إجمالي الإنفاق في الاقتصاد) هو المُحدد الأساسي للنشاط الاقتصادي، ورأى أن الطلب الكلي غير المُلائم سيؤدي لفتراتٍ طويلةٍ تتسم بنسبة بطالةٍ مُرتفعةٍ مما سيؤدي لتخفيض أُجور العُمال ممّا يعني أنّ الاقتصاد لن ينتعش بشكلٍ تلقائي مع أسلوب التوظيف للسوق الحُرّة. وعليه دعا كينز إلى استخدام السياسات المالية والنقدية الحكومية للتخفيف من الأثر الكبير للركود الاقتصادي، وفصَّل أفكارَه كلَّها في مؤلفه الأهم الذي نُشر عام 1936 النظرية العامة للتوظيف والفائدة والنقد. بدأت الاقتصادات الغربية في تبني توصيات كينز في أواخر الثلاثينيات من القرن العشرين وبحلول العقدين التاليين كانت الحكومات الرأسمالية كلها تقريباً قد تبنت توصياته. شارك جون مينارد كينز بصفته مندوب بريطانيا في تصميم المؤسسات الاقتصادية الدولية بعد الحرب العالمية الثانية وقدم العديد من التوصيات التي نُقض بعضها لاحقاً من قبل الوفد الأمريكي.
تسببّ الركود التضخمي في الاقتصادين البريطاني والأمريكي مع حلول السبعينات من القرن العشرين بانهيار جزئي في أفكار كينز إضافة إلى تعالي الانتقادات لتوصياته من قبل اقتصاديين مثل ميلتون فريدمان وغيره ممّن جادلوا في قدرة التدخل الحكومي على تنظيم دورةِ الأعمال بشكلٍ إيجابي من خلالِ السياسة المالية، ومع ذلك فقد عادت سياسات الاقتصاد الكينزي للظهور مع الأزمة المالية العالمية عام 2008 حيث شكلت توصيات كينز الأساس النظري للخطوات التي قام بها الرئيس الأمريكي باراك أوباما، ورئيس وزراء بريطانيا جوردن براون ورؤساء حكومات آخرين لإخراج العالم من أزمته حينها.
أدرجت مجلة تايم في عام 1999 كينز ضمن أهم شخصيات القرن العشرين واعتبرت أن «فكرته الراديكالية بأن الحكومات يجب أن تنفق أموالاً لا تمتلكها ربما تكون قد أنقذت الرأسمالية». واعتبرت مجلة ذي إيكونوميست كينز «أشهر اقتصاديي بريطانيا في القرن العشرين». إضافةً إلى كونه خبيراً اقتصادياً فقد كان كينز موظفاً حكومياً أيضاً ومديراً لمصرف انجلترا وعضواً في مجموعة بلومزبري للمثقفين.

## النشأة والتعليم

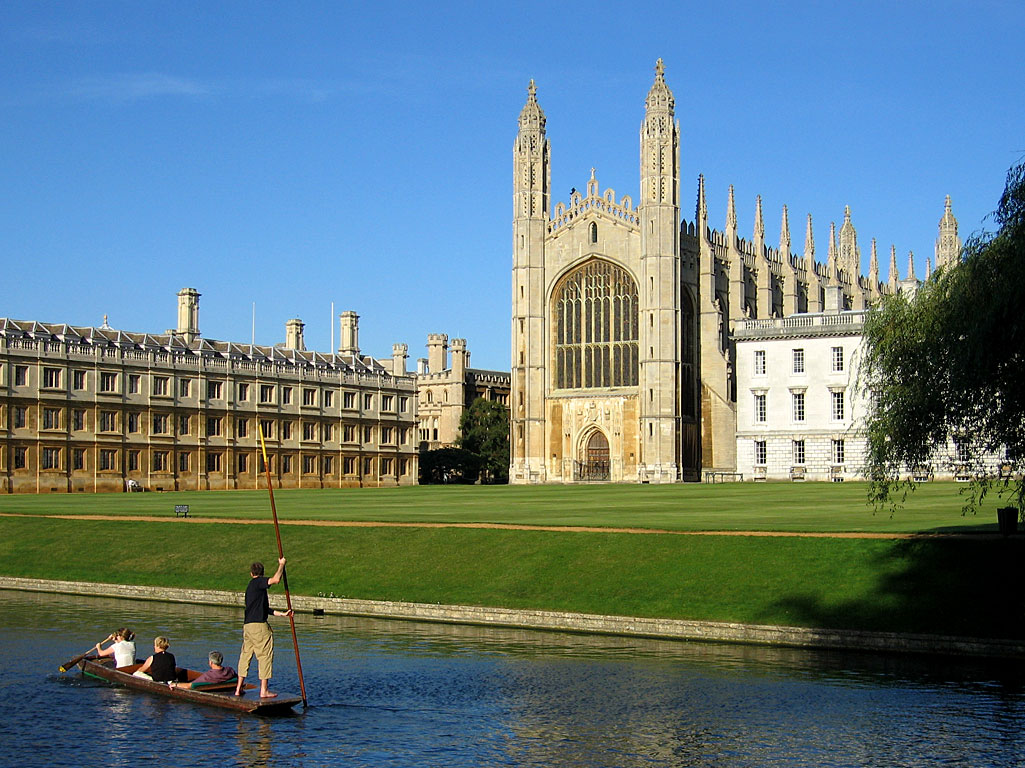
الجهة الغربية من كلية الملك في كامبريدج

ولد جون مينارد كينز في كامبرديج في إنجلترا لعائلة من الطبقة المتوسطة، والده جون نيفل كينز كان خبيراً اقتصادياً ومحاضراً في العلوم الأخلاقية في جامعة كامبريدج، أمّا والدته فلورنس أدا كينز فكانت مُصلحةً اجتماعية. كان كينز مولودهم الأول وأنجبا طفلين بعده هما مارغريت عام 1885 وجيفري عام 1887 والذي أصبح طبيباً جراحاً، أمّا مارغريت فقد تزوجت من عالم الفيزيولوجيا الحائز على جائزة نوبل أرشيبالد هل.
عاش مينارد كينز جواً عائلياً مُترابطاً وفقاً لسيرته التي كتبها المؤرخ الاقتصادي روبرت سكيدلسكي؛ إذ إن والديه لم ينفصلا ولم يُغادرا منزلهما، وحتّى بعد بلوغ الأولاد واستقلالهم كانا يرحبان بعودتهم لمنزل العائلة. حصل كينز على دعم كبير من والده لاجتياز الامتحانات الخاصة بالحصول على المنح الدراسية إضافةً لحصوله على دعمٍ ماديٍّ منه في مطلع شبابه، لكن أصول العائلة كادت توشك على النفاد مع بداية الكساد الكبير في عام 1929. وفق روايات المؤرخ سكيدلسكي فإن والدة كينز أولت أطفالها اهتماماً كبيراً، «ولأنها استطاعت النمو مع أطفالها فإنهم لم يتخلوا عن المنزل أبداً».
عند بلوغه سن الخامسة أوائل عام 1889 بدأ كينز بالذهاب لروضة الأطفال التابعة لمؤسسة ستيفين بيرس، ومنذ بدايته ظهرت موهبته بالحساب، لكن صحته السيئة منعته من الاستمرار الدائم في روضة الأطفال، فتلقى تعليمه في المنزل على يد المربية بياتريس ماكينتوش إضافةً لوالدته. بعد بلوغه سن الثامنة عام 1892 بدأ كينز حياته المدرسية في مدرسة سينت فيث، وبعد عامين وضحت مقدرته الكبيرة في الرياضيات، وقد كتب مدير المدرسة عام 1896 «إنّه عقلٌ مُميز عن جميع الأولاد في المدرسة» وكان واثقاً من قدرته على الحصول على منحة دراسية في إيتون.
استطاع كينز الحصول على المنحة الملكية في كلية إيتون حيث أظهر العديد من المواهب خصوصاً في الرياضيات والتاريخ والأدب الكلاسيكي؛ لتُتوج هذه المواهب بحصوله على جائزة توملين (بالإنجليزية: Tomline Prize) للرياضيات. كان دان ماكميلان الصديق الأول لكينز وهو الأخ الأكبر لهارولد ماكميلان الذي سيصبح رئيساً لوزراء بريطانيا لاحقاً. على الرغم من أنّ كينز ينحدر من الطبقة المتوسطة، إلا أنه اختلط بسهولة مع تلاميذ الطبقة العُليا.
حصل كينز على منحة لدراسة الرياضيات في الكلية الملكية في كامبريدج وغادر إليها عام 1902. ورغم رغبته الواضحة وتوجهه نحو الفلسفة خصوصاً النظام الأخلاقي لجورج إدوارد مور، إلاّ أن ألفرد مارشال طلب منه أن يُحوّل وجهته ليصبح خبيراً اقتصادياً. ونجح كينز في الحصول على عضوية نادي جامعة بيت إضافةً لكونه عضواً نشطاً في مجتمع رُسل كامبريدج شبه السري، وهو نادٍ مُخصص للنقاش بين أكثر الطلاب تميزاً. احتفظ كينز بعلاقة مع هذا النادي بعد تخرجه -كما كان يفعل العديدُ من الطلاب- واستمر في حضور اجتماعاته. وقبل مغادرة كامبريدج استطاع كينز أن يُصبح رئيسأ لجمعية اتحاد كامبريدج والنادي الليبرالي في الجامعة نفسها، وفي تلك الفترة قيل بأنّه صار مُلحداً.
في مايو 1904 حصل على درجة البكالوريوس في الرياضيات من الدرجة الأولى. بصرف النظر عن بضعة أشهر قضاها في إجازات مع العائلة والأصدقاء، واصل كينز إشراك نفسه في الجامعة على مدار العامين التاليين، وشارك في المناقشات ودروس الفلسفة، وحضر محاضرات الاقتصاد بشكل غير رسمي بصفته طالب دراسات عليا لمدة فصل دراسي واحد، مما شكل بداياته الأولى لتعلم الاقتصاد.
كتب الاقتصادي هاري جونسون أنّ التفاؤل الذي أحاط بكينز هو المفتاح الأساسي لفهم تفكيره الذي سيظهر في مراحل متقدمة. كان كينز على ثقة تامّة بأنّه يستطيع إيجاد الحلول لأي مشكلة يُطلب إليه حلها مُعتمداً على حب المسؤولين الحكوميين لفعل الخير. هذا التفاؤل لدى كينز كان ثقافياً أيضاً، وهو نابعٌ من ازدواجية المرحلة التي عاشها، فمن ناحية هو يُمثل الجيل الأخير الذي نشأ في عهد قوة إمبراطورية بريطانيا العُظمى، ومن ناحيةٍ ثانيةٍ هو شعور هذا الجيل بأنّه قادر على الحكم بالثقافة بدلاً من الخبرة. بحسب ما ذكر سكيدلسكي كاتب السيرة الذاتية لكينز فإن الإحساس بالوحدة الثقافية الذي ساد في بريطانيا العظمى بعد الحرب العالمية الأولى أعطى المتعلمين بشكلٍ جيد فرصة العمل في جهاتٍ مُختلفة، ما أكسبهم الثقة بقدراتهم على الاستعانة بالخبرات من القطاعات المختلفة.

## الحياة الشخصية

### العلاقات
كانت علاقات كينز العاطفية والجنسية الأولى مع الرجال حصراً، ومن بينهم كان ديلي نوكس ودانييل ماكميلان؛ كان كينز منفتحاً في الحديث عن شؤونه الخاصة واحتفظ بمذكراتٍ كتب فيها عن لقاءاته الرومانسية من العام 1901 حتّى 1915. وبسبب علاقة كينز الوثيقة مع ماكميلان نشرت شركة ماكميلان واحداً من أهم أعمال كينز الأولى، وهو «الآثار الاقتصادية للسلام».
كانت مجموعة بلومزبري متراخيةً بما يخص المثلية الجنسية؛ وقد ساهم كينز مع الكاتب ليتون استراشي في إعادة تشكيل المواقف الفيكتورية لرسل كامبريدج، فشاعت العلاقات المثلية بين أعضاء النادي لبعض الوقت، كما كتب برتراند راسل. ربما كان الفنان دنكان غرانت من محبي كينز لكنهما في الغالب كانا مُتنافسين وليسا عشاقاً.
يستخدم معارضو كينز في السياسة والاقتصاد نشاطه المثلي غالباً لأجل التأثير على عمله الأكاديمي حيث يوجهون أغلب انتقاداتهم نحو عدم اهتمام كينز بالمستقبل لأنه لم يُنجب أطفالاً، رغمّ أن بعض مُنتقدي حياته الشخصية اعتذروا على هجومهم هذا بعدما تأكدوا أن زوجة كينز كانت خضعت لعملية إجهاض. فوجئ أصدقاء كينز في مجموعة بلومزبري عندما بدأ يتودد إلى النساء، وأظهر أنّه ثنائي الميول الجنسية؛ كان إعجابه الأول بالسيدة راي كوستيلو وقد كتب عام 1906: «يبدو أني قد وقعت في حب راي قليلاً، لكن وبسبب أنّها ليست رجلاً لم أكن أعرف الخطوات التي يجب أن آخذها تجاهها».

### الزواج

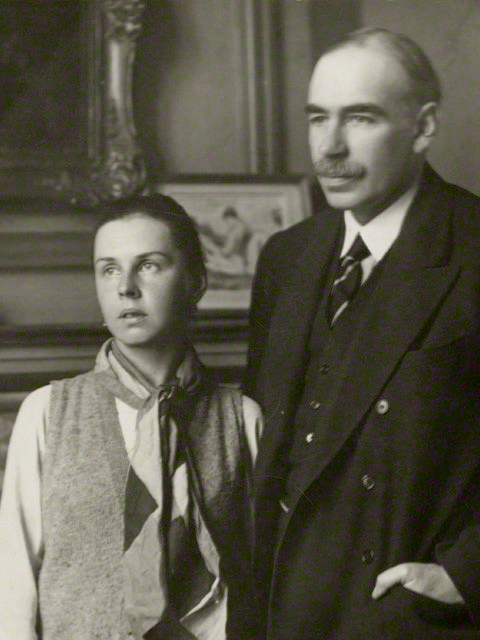
جون مينارد كينز مع ليديا لوبوكوفا عام 1920.

كتب كينز عام 1921 أنّه يعيش حال «حب شديد» مع ليديا لوبوكوفا راقصة الباليه الروسية وأحد أهم نجوم فرقة سيرجي دياجليف الروسية. في مراحل الخطوبة الأولى حافظ على علاقات مع بعض الرجال، لكنه اختار لوبوكوفا في النهاية وتزوجا عام 1925. كتب دينكان غرانت «يا له من زواج عظيم بين الذكاء والجمال، إنّ زواجهما عادل». كتب بيرت كلارك إن الزواج أعطى كينز تركيزاً جديداً واستقراراً عاطفياً وسعادة مُطلقة، كان الزوجان يأملان في إنجاب طفل لكن هذا لم يحدث.
تعرضت لوبوكوفا لانتقاداتٍ في البداية -على الأقل من قبل أصدقاء كينز في مجموعة بلومزبري- وذلك بسبب سلوكها غير المتوافق مع السلوكيات الإنجليزية. لُوحظ هذا الشيء في رسائل فانيسا وكلايف بيل وفيرجينيا وولف. في رواية السيدة دالاوي لفيرجينيا وولف الصادرة عام 1925 بُنيت شخصية ريزيا وران سميث على طبائع لوبوكوفا، لاحقاً كتب فورستر عن ندمه لما حدث مع ليديا كينز واعتبر أنّه كان يجب تسجيل كل كلمةٍ من كلماتها: «كيف كُنا جميعاً نستخف بها».

### دعمه للفن
اعتبر كينز أن السعي وراء مصلحته المالية يُمثل حالة مرضية بينما الهدف الصحيح من عمله هو توفير أوقات الفراغ، أراد توفير وقت عمل أقصر للجميع وإجازات أكثر. كانت اهتماماته أدبية عمومًا ودرامية خصوصًا حيث قدم دعماً مالياً لمسرح كامبردج للفنون وسمح لهذه المؤسسة المسرحية أن تُصبح واحدة من المؤسسات البريطانية العاملة خارج لندن.
اهتمام كينز بالرقص والأوبرا الكلاسيكييْن دفعه لدعم دار الأوبرا الملكية في كوفنت جاردن وشركة الباليه في سادلرز ويلز، وبصفته عضواً في مجلس تشجيع الموسيقا والفنون (بالإنجليزية: Council for the Encouragement of Music and the Arts) فقد ساعد خلال الحرب في تأمين الأموال الحكومية للحفاظ على المُنظمتين. بعد الحرب الثانية لعب دوراً كبيراً في إنشاء مجلس الفنون في بريطانيا العُظمى وتولى رئاسته في عام 1946. منذ البداية كانت منظمتا دار الأوبرا الملكية وسادلرز ويلز أكبر الحاصلين على منح من هذه الهيئة.
جمع كينز كمية كبيرة من الأعمال الفنية مثل أعمال بول سيزان وإدغار ديغا وأميديو موديلياني وجورج براك وبابلو بيكاسو وجورج سورات (يمكن رؤية بعضها الآن في متحف فيتز ويليام) إضافةً لاستمتاعه بجمع الكتب حيث جمع العديد من أوراق إسحاق نيوتن وبناءً على دراستها وصف نيوتن بأنّه «آخر السحرة».

### آراؤه الدينية
كان كينز مثل العديد من البريطانيين البارزين في ذلك الوقت عضواً في مجموعة بلومزبري، روت فيرجينيا وولف -وهي إحدى كُتاب سيرته- عن العشاء الذي جمعها مع كينز وت. س. إليوت حيث ناقشوا مواضيع الدين في سياق الكفاح ضد أخلاق العصر الفيكتوري، في الغالب فقد تأكد أن كينز كان ملحداً، ووفقاً لجامعة كامبريدج فإنّه ظل ملحداً حتى وفاته. حسب الكاتبة فإن كينز لم يكن قادراً على أخذ الدين على محمل الجد معتبراً أنّه انحراف للعقل البشري.
كاتبُ سيرةٍ آخر وهو هسيون تشارلز كتب أنّه «كسر إيمان الأسرة وأصبح مُلحداً شرساً» خلال الفترة التي قضاها في إيتون. أحد أصدقاء كينز ذكر أنّه "ملحد مخلص لمعبد مصلى الملك (بالإنجليزية: King's Chapel)". وفي كامبريدج كان عضواً في جمعية كامبريدج للزندقة، وهي مجموعة مُلحدة غير سرية روّجت لأفكار العلمانية والإنسانية.

### استثماراته
كان كينز مستثمراً ناجحاً وكوّن ثروته الخاصة؛ لكن ومع انهيار وول ستريت عام 1929 جُمّد الكثير من أصوله وهذا ما لم يكن يتوقعه، إلاّ أنّه برغم ذلك لم يحتجْ لوقتٍ كبيرٍ لتعويض خسارته. عند وفاته عام 1946 كان صافي ثروته 500 ألف جنيه إسترليني أي ما يعادل 20.5 مليون جنيه إسترليني أو 27.1 مليون دولار بأرقام عام 2018، كانت هذه الثروة كلها رغم الدعم السخي الذي قدمه للجمعيات الخيرية. فرضيات كينز كانت تجعله يتردد في بيع شيء في أثناء هبوط السوق فقد كان يرى في هذا الهبوط مؤشراً قوياً على تعميق الركود.
في بداية العشرينات من القرن العشرين أدار كينز الهبة المقدمة من جامعة كامبريدج بشكل سيئٍ باستراتيجية تعتمد على توقيت ازدهار السوق أو هبوطه، لاحقاً أصبح تركيزه أكبر على الأسهم المُتداولة للشركات الصغيرة ومتوسطة الحجم، هذا القرار أثار جدلاً كبيراً حيث اعتُبرت هذه الأسهم استثماراً عالي الخطورة وكانت التوصيات المُمتدة لقرون تُشير بأن الاستثمار الأفضل يكون في الأراضي الزراعية أو في الأملاك الثابتة مثل الأسناد. مُنح كينز إذناً في استثمار مبلغ قليل في الأسهم وأسفرت إدارته المُميزة عن نمو هذا الجزء من المال ليصبح غالبية أصول الوقف الذي يحصل عليه. الإدارة النشطة في محفظته الاستثمارية تفوقت على الأسهم البريطانية بمتوسط 6% وحتّى 8% سنوياً خلال ربع قرن تقريباً ممّا أعطاه تصوراً إيجابياً من قبل مستثمرين مثل وارن بافت وجورج سوروس. يصف جويل تلينجهاست من شركة فيديليتي للاستثمارات كينز بأنّه من المُمارسين الأوائل في استثمار القيمة وهي مدرسة فكرية شُكلت رسمياً في الولايات المتحدة من قبل بنيامين غراهام وديفيد دود في كلية كولومبيا للأعمال خلال عشرينات وثلاثينات القرن العشرين. رغم تميزه في الاستثمار إلاّ أنّ الاعتقاد السائد يقول بأن كينز طوّر أفكاره الاقتصادية بشكل مستقل، كان أيضاً رائداً في التنويع المالي لأنّه أدرك أهمية الاحتفاظ بالأصول ذات «المخاطر المُتعارضة»؛ وكتب عنها: «حيث من المحتمل أن تتحرك في اتجاهين متعاكسين عندما تكون هناك تقلبات عامة». إضافة لوضعه أولوية للمُستثمر الدولي وهو تجنب التحيز للبلد الأم، واستثمار جزء كبير من أمواله خارج المملكة المُتحدة. وصف كين فيشر كينز بأنه استثناء من القاعدة القائلة بأن الاقتصاديين عادة ما يكونون مستثمرين سيئين.

### الحياة السياسية
طوال حياته كان كينز عضواً في الحزب الليبرالي، وهو أحد الحزبين الرئيسين في المملكة المتحدة آنذاك، والحزب المُسيطر على الحكومة حتَى العشرينات. ساعد كينز الحزب في حملته الانتخابية قرابة عام 1906 إلا أنّه كان يرفض أن يُرشح لمنصبٍ رغم عرض منصبٍ عليه لاحقاً في ثلاث مناسباتٍ منفصلةٍ عام 1920. عند وصول لويد جورج لزعامة الليبراليين عام 1926 تولى كينز دوراً رئيسياً في تحديد السياسة الاقتصادية للحزب، لكن الحزب كان قد خسر نفوذه لصالح حزب العُمال.
كان لدى كينز فرصة لدخول البرلمان في العام 1939 عضواً مستقلاً حيث كان من المُقرر إجراء انتخابات فرعية لأحد المقاعد بسبب مرض أحد كبار السن من حزب المحافظين، وقد حصل رئيس كلية المجدلية في كامبريدج على تعهدٍ بعدم قيام أي حزبٍ بترشيح مُمثل في حال قرر كينز التَرَشُح، لكن كينز رفض الترشح بعدما شعر بأنّه سيمارس تأثيراً أكبر إذا ما ظلّ حُراً.
دعا كينز لتحسين النسل وشغل منصب مدير الجمعية البريطانية لتحسين النسل من عام 1934 وحتّى 1944. وقد أعلن قبل فترة وجيزة من وفاته عام 1946 أن علم تحسين النسل «العلم الأكثر أهمية، وسأضيف بأنّه السبب الرئيسي لوجود علم الاجتماع».
لاحظ كينز أن «الشباب لم يكن لهم دين سوى الشيوعية وكان هذا أسوأ من لا شيء». واعتبر أنّ الماركسية «لم تؤسس أفضل من سوء فهمٍ لريكاردو»، وبمرور الوقت كان كينز مُقبلاً على التعامل بدقةٍ مع الماركسيين وغيرهم من الاقتصاديين لحل المشكلات الاقتصادية التي أنذرت نظرياتهم بحدوثها.
في عام 1931 كتب عن اللينينية:
«كيف يمكنني قبول عقيدةٍ تجعل من نصوصها كُتباً مُقدسةً فوق النقد، كُتباً دراسيةً قديمةً لا أعرف أنها خاطئة علمياً فحسب، بل ودون اهتمام أو تطبيق في العالم الحديث؟ كيف يمكنني أن أتبنى عقيدةً تُفضل الطين على السمك وترفع البروليتاريا الفقيرة فوق البرجوازية والمثقفين الذين يمثلون بكل أخطائهم نوعية الحياة ويحملون بالتأكيد بذور كل الإنجازات البشرية؟ حتى لو كنا بحاجةٍ إلى دين فكيف نجده في القمامة العكرة للمكتبة الحمراء؟ من الصعب على ابن أوروبا الغربية المتعلم ومالك الذكاء أن يجد مُثله العليا هنا، إلا إذا عانى أولاً من عملية اهتداء غريبة وبشعة غيرت كل قيمه.»
أيّد كينز بشدة حقوق المرأة وشغل منصب نائب رئيس جمعية ماري ستوس التي عملت على زيادة الوعي بما يخص تحسين النسل، كما قام بحملةٍ ضد التمييز الوظيفي ضد المرأة، وعدم مساواتها في الأجور مع الرجل إضافة لكونه مؤيداً صريحاً لإصلاح القوانين المناهضة للمثلية الجنسية.

## الحياة المهنية
في العام 1908 وتحديداً في شهر أكتوبر بدأ كينز العمل في مكتب الهند التابع للحكومة البريطانية، كان عمله في البداية مُمتعاً لكنه مع نهاية العام شعر بالملل واستقال من منصبه ليعود لكامبريدج ويعمل على نظرية الاحتمالات بعد تلقيه تمويلاً مبدئياً من شخصين في الجامعة هما والده والاقتصادي آرثر بيغو.
قدم كينز أول مقالة علمية في الاقتصاد عام 1909 ونشرت في «المجلة الاقتصادية» (بالإنجليزية: The Economic Journal)، شرحت المقالة الانكماش الاقتصادي الأخير في الهند. في العام نفسه أسس النادي الاقتصادي وهو مجموعة تُجري نقاشات أسبوعية، وفي ذاك العام قَبل تمويلاً من ألفريد مارشال لدراسة الاقتصاد، واستطاع لاحقاً أن يوفر المال من خلال الدروس الخاصة التي يُعطيها للطلاب.
عام 1911 أصبح كينز مُحرراً للمجلة الاقتصادية التي نشر بها وبحلول عام 1913 نشر كتابه الأول «العملة الهندية والتمويل» (بالإنجليزية: Indian Currency and Finance)  وعُين بعدها في الهيئة الملكية للعملة الهندية والتمويل حيث أظهر كينز موهبة كبيرة في تطبيق النظرية الاقتصادية على المشكلات العلمية. نُشرت أعماله المكتوبة تحت اسم ج.م كينز (بالإنجليزية: J M Keynes) رغم أنّه عُرف باسم مينارد بين عائلته وأصدقائه.

### الحرب العالمية الأولى
كان كينز في الحادية والثلاثين من عمره عندما اندلعت الحرب العالمية الأولى وقد استُدعي إلى لندن قبل بدء الأعمال العسكرية بأيام؛ عندها كان المصرفيون الإنكليز يحاولون الضغط لأجل تجميد المدفوعات المُترتبة على الحكومة البريطانية وتحويل النقد الموجود إلى ذهب، أقنع كينز وزير الخزانة لويد جورج بأنها فكرة سيئة وستضر بسمعة الدولة إذا ماجُمّدت المدفوعات قبل أن يصبح الأمر ضرورياً، في العام 1915 عمل كينز رسمياً في وزارة الخزانة ونظم التعاملات المالية بين بريطانيا وحلفائها القاريين. وفق ما كتب الاقتصادي روبرت ليكاتشمان فإن «إتقان كينز كان أسطورياً» في أغلب الأحيان كحالة جمعه لكمياتٍ من البيزيتا الإسبانية. سُرّ وزير الخزانة لمعرفته بأن كينز قد وفرّ ما يكفي من العملة الإسبانية لأجل الحكومة البريطانية، لكن وعلى عكس ما توقعه فإن كينز لم يُسلم البيزيتا الإسبانية للحكومة بل باعها كُلها في السوق، وقد آتتْ هذه الجرأة ثمارها حيث أصبحت العُملة الإسبانية أقل ندرةً وأقل تكلفةً.
بعد اندلاع الحرب فُرض على الجميع الخدمة العسكرية عام 1916، لكن كينز طلب إعفاءً من الخدمة -وهو طلب رمزي لأنّه كان مُعفىً فعلياً- وذلك لقاء استمراره في العمل الحكومي.
في الاحتفال الرسمي بعيد ميلاد الملك عام 1917 حصل كينز على وسام الحمام عن عمله في زمن الحرب؛ هذا النجاح أدى لتعيينه ممثلاً مالياً للخزانة في مؤتمر فرساي عام 1919 إضافة لتعيينه ضابطاً في الفريق المانح لوسام ليوبولد البلجيكي.

### مؤتمر باريس للسلام

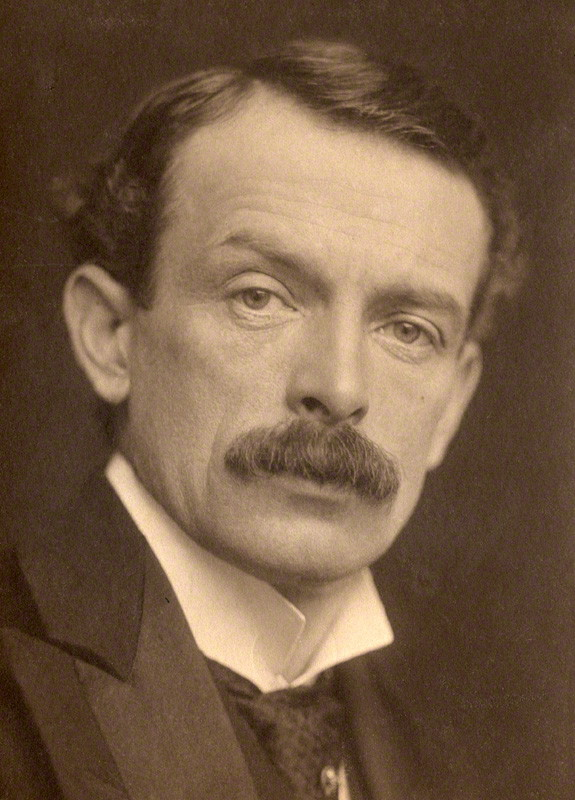
زميل كينز ديفيد لويد جورج.

كانت تجربة كينز في معاهدة فرساي مؤثرة كثيرًا على نظرته المستقبلية لكنها لم تنجح؛ اهتم كينز بفرض غراماتٍ معقولةٍ على ألمانيا ورفض التعويضات العالية التي ستُصيب الشعب الألماني بصدمةٍ ما يعني ضعف القدرة الألمانية على شراء المُنتجات من الدول الأُخرى، وعندها سيتأثر الاقتصاد العالمي كله لا ألمانيا فقط.
لسوء حظ مينارد كينز فقد كانت القوى المُحافظة في عام 1918 قادرة على استبعاده، بل واستبعاد وزارة الخزانة كلها في أثناء المحادثات. فقد استولى التوأم السماوي على أمكنتهما، القاضي اللورد سومنر والمصرفي اللورد كونليف اللذين اشتُقت ألقابهما من خلال الأموال «الفلكية» التي طالبوا ألمانيا بدفعها. في فرساي كان اللاعبون الثلاث الأساسيون هم البريطاني لويد جورج والفرنسي جورج كليمنصو إضافة للرئيس الأمريكي وودرو ويلسون. لم يكن لكينز تواصلٌ مباشرٌ إلاّ مع لويد جورج الذي تعاطف بعض الشيء مع وجهة نظر كينز، إلاّ أنّه وجد نفسه في انتخابات 1918 مُضطراً للحديث عن طلب تعويضاتٍ عاليةٍ من ألمانيا، فقد كانت هذه الخُطب تلقى دعم الجمهور.
موقف لويد جورج ضد الفرنسيين في مؤتمر باريس -عندما طلب ضمان إرسال الإمدادات الغذائية للمدنيين الألمان- جعله يحصل على بعض الولاء من كينز. طالب كليمنصو بتعويضاتٍ كبيرةٍ، وبشكل عام فإن فرنسا ولأسبابها الخاصة بأمنها القومي حاولت دفع الأمور لتسويةٍ أقسى من تلك التي اقترحتها بريطانيا. أراد الرئيس الأمريكي ويلسون ترك رأس مالٍ كافٍ لألمانيا لتدفع ثمن ما تستورده، لكن مرضه في بداية المؤتمر ساعد لويد وكليمنصو بالضغط عليه للموافقة على تسوية قاسية ضمتْ حتّى المعاشات التقاعدية.
قبل نهاية المؤتمر توّصل كينز (وفق منظوره حول خفض التعويضات) إلى خطّةٍ تستطيع مساعدة ألمانيا وغيرها من الطبقات الوسطى والفقيرة في أوروبا، واعتبر أيضاً أنّها ستكون مفيدة للاقتصاد العالمي ككل، شملت الخطة إعادة هيكلةٍ جذريةٍ لديون الحرب والتي كان من الممكن أن تؤثر بشكل مباشر على تحسن وضع التجارة الدولية من جميع النواحي، لكنها في الوقت نفسه تُلقي بتكلفة إعادة الإعمار في أوروبا كاملةً على عاتق الولايات المتحدة الأمريكية. وافق لويد جورج على الخطة مُعتبراً أنّها ربما تكون مقبولة لدى الناخبين البريطانيين، لكن أمريكا آنذاك كانت الدائن الأكبر للدول الأوربية وكان الرئيس الأمريكي بدأ يؤمن أن بلاده قدمت تضحياتٍ مُفرطةً في الحرب، ولذلك وافق على فرض السلام القاسي (بما فيها القيم الفلكية للتعويضات). انتهى المؤتمر بمعاهدةٍ أثارت اشمئزاز كينز لأسبابٍ أخلاقيةٍ واقتصاديةٍ، وأدت لاستقالته من منصبه في وزارة الخزانة البريطانية.
شرح كينز النتائج الضارة المتوقعة بسبب المعاهدة في كتابه الآثار الاقتصادية للسلام الذي نُشر عام 1919. وُصف هذا الكتاب بأنّه أعظم مؤلفاته، ففيه قدم كينز كل مواهبه إضافة إلى مهاراته الاقتصادية ومناشداتٍ تُشعر القارئ بالتعاطف:
«لا أستطيع أن أترك هذا الموضوع وكأن علاجه مُتوقفٌ على ما تعهدنا به أو على الحقائق الاقتصادية؛ إن سياسة اختزال ألمانيا بالعبودية لجيلٍ كاملٍ وإهانة حياة الملايين من البشر وحرمان أُمّةٍ بأكملها من السعادة يجب أن تكون سياسةً بغيضةً ومكروهةً حتّى ولو كانت مُمكنةً، حتّى ولو كانت تُثرينا، حتّى لو كان ذلك لا ينزع يُطفئ الحياة في أوروبا بكاملها»
استحضر أيضاً صور الاتفاقية «يجب أن تظل ألمانيا فقيرةً عاماً بعد عام ويجب أن يُعاني أطفالها من الجوع والشلل» إضافةً لتنبؤاتٍ جريئةٍ عللها من خلال الوقائع:
«إذا كنا نتعمد إفقار أوروبا الوسطى، فلا أتوقع أن الانتقام سيتأخر؛ لا شيء يمكن أن يؤخر تلك الحرب النهائية بين قوى رد الفعل والاضطرابات اليائسة للثورة والتي ستنتهي قبلها أهوال الحرب الألمانية الأخيرة»
يؤكد أتباع كينز على صدق تنبؤاته حيث أكدتها أزمة التضخم المُفرط في ألمانيا عام 1923 وزاد تأكيدها من خلال انهيار جمهورية فايمار (1934) واندلاع الحرب العالمية الثانية، على الرغم من ذلك فإن المؤرخة روث هينغ تعتقد أن الكثير من موثقي معاهدة فرساي للسلام يرون أنّ شكلها الاقتصادي لم يكن قاسياً على ألمانيا إلى حد الإفراط، وفي الوقت الذي أُكد فيه على الأضرار والالتزامات في الصحف اليومية لإرضاء الناخبين، فإن الهدف كان تقديم مساعدةٍ لألمانيا لدفع فواتيرها إضافةً لبعض التعديلات التي حدثت بناء على الطلب الألماني لإعادة هيكلة جدول التعويضات عملياً.
لم يُدفع سوى جزء صغير من التعويضات؛ يعتبر المؤرخ ستيفان آلان شوكر بشأن التعويضات الأمريكية لألمانيا (1919-1933) أن تدفق رأس المال من أمريكا تجاوز بشكلٍ كبيرٍ المدفوعات الألمانية، بحيث تلقت ألمانيا دعماً يساوي أربعة أضعاف المبلغ المُتفق عليه في خطة مارشال بعد الحرب العالمية الثانية.
وضح شوكر أيضاً بأن كينز أصبح مستشاراً غير رسمي للتعويضات الألمانية في السنوات التي تلت معاهدة فرساي، وكتب إحدى المذكرات الرئيسية ودعم التضخم المُفرط على أسس سياسية، كل ذلك لم يُلغِ الشهرة الكبيرة التي حققها كتاب «الآثار الاقتصادية للسلام» رغم اعتباره مُناهضاً للمؤسسة الاقتصادية البريطانية. ومع عدم وجود أي عرض أمام كينز للعمل كمديرٍ لأحد البنوك البريطانية أو بوظيفةٍ رسميةٍ، إلاّ أنّه كان قادراً على التأثير في صنع السياسات الحكومية من خلال أعماله المنشورة وشبكة اتصالاته الواسعة ممّا سهل عليه حضور بعض الاجتماعات الرسمية رفيعة المستوى بصفة مستشار غير رسمي.

### فترة العشرينات 1920-1930
كان كينز قد أنهى اطروحته عن الاحتمالات قبل الحرب لكنه نشرها عام 1921. حقق هذا العمل اهتماماً من الناحية الفلسفية والرياضية من خلال أسس نظرية الاحتمالات، وذلك عبر دفاعه عن فكرة أن الاحتمالات ليست سوى قيمٍ وسيطةٍ للصِّحة التي تتراوح ما بين الحقيقة المجردة والزيف. طوَّر كينز أول نهج فاصل احتمالي للحدود الدنيا والعليا في نظرية الاحتمالات في الفصلين 15 و17 من الكتاب، بالإضافة لتطوير نهج أهمية القرار الأول بمعاملاته التقليدية للخطر والوزن في الفصل 26. بعيداً عن العمل الأكاديمي فقد نشط كينز من خلال بيع أعماله الصحفية دولياً كما عمل مستشاراً مالياً، في عام 1924 كتب نعياً لأستاذه ألفريد مارشال وقد وصف جوزيف شومبيتر النص بأنّه «أجمل سيرةٍ ذاتيةٍ لرجل علمٍ قرأتها في حياتي». واعتُبرت السيرة أحد أفضل أعمال كينز.
واصل كينز الدعوة لخفض التعويضات الألمانية ومُراجعة معاهدة فرساي وشنّ هجوماً على سياسات الانكماش التي تلت الحرب العالمية الأولى في مؤلفه «كرّاسة في الإصلاح النقدي» المنشور عام 1923، وهو حجة قوية تهدف لاستقرار الأسعار المحلية وتجنب الانكماش عن طريق السماح بانخفاض قيمة العملة. دفعت أزمة البطالة البريطانية في العقد الثاني من القرن العشرين كينز للدعوة لتخفيض قيمة الجنيه الإسترليني وذلك لتحسين وضع الوظائف الحكومية من خلال جعل الصادرات البريطانية في متناول السوق [الدولية].
منذ عام 1924 دعا أيضاً لاستجابةٍ ماليةٍ حيث يمكن للحكومة توفير فرص العمل من خلال الاستثمار في المشاريع العامة. كانت آراء كينز في تلك الفترة محدودة التأثير على صانعي السياسات وذلك -وفقاً لهيمان مينسكي- يعود لعدم وضوح الفكرة النظرية. كما دعا كينز لوضع حدٍّ للغطاء الذهبي إذ رآى أنّه لم يعد هناك فائدة من اعتماد دول مثل بريطانيا لهذا الغطاء لأنّه بتعارض مع تحقيق استقلاليةٍ في الاقتصاد المحلي كما أنّه يمكن أن يجبر البلدان على تطبيق سياسة الانكماش في الوقت التي تريد فيه معالجة أزمة البطالة، في تلك الأثناء كان مصرف إنجلترا ووزارة الخزانة يؤيدان الغطاء الذهبي وفي عام 1925 استطاعا إقناع وينستون تشرشل بإعادته (كما كان قبل الحرب)، وهو الأمر الذي كان مُحبطاً للصناعة البريطانية وقد رد كينز بكتابة «العواقب الاقتصادية للسيد تشرشل»، واستمر في المجادلة ضد الغطاء الذهبي حتّى تخلت عنه بريطانيا عام 1931.

### فترة الكساد الكبير

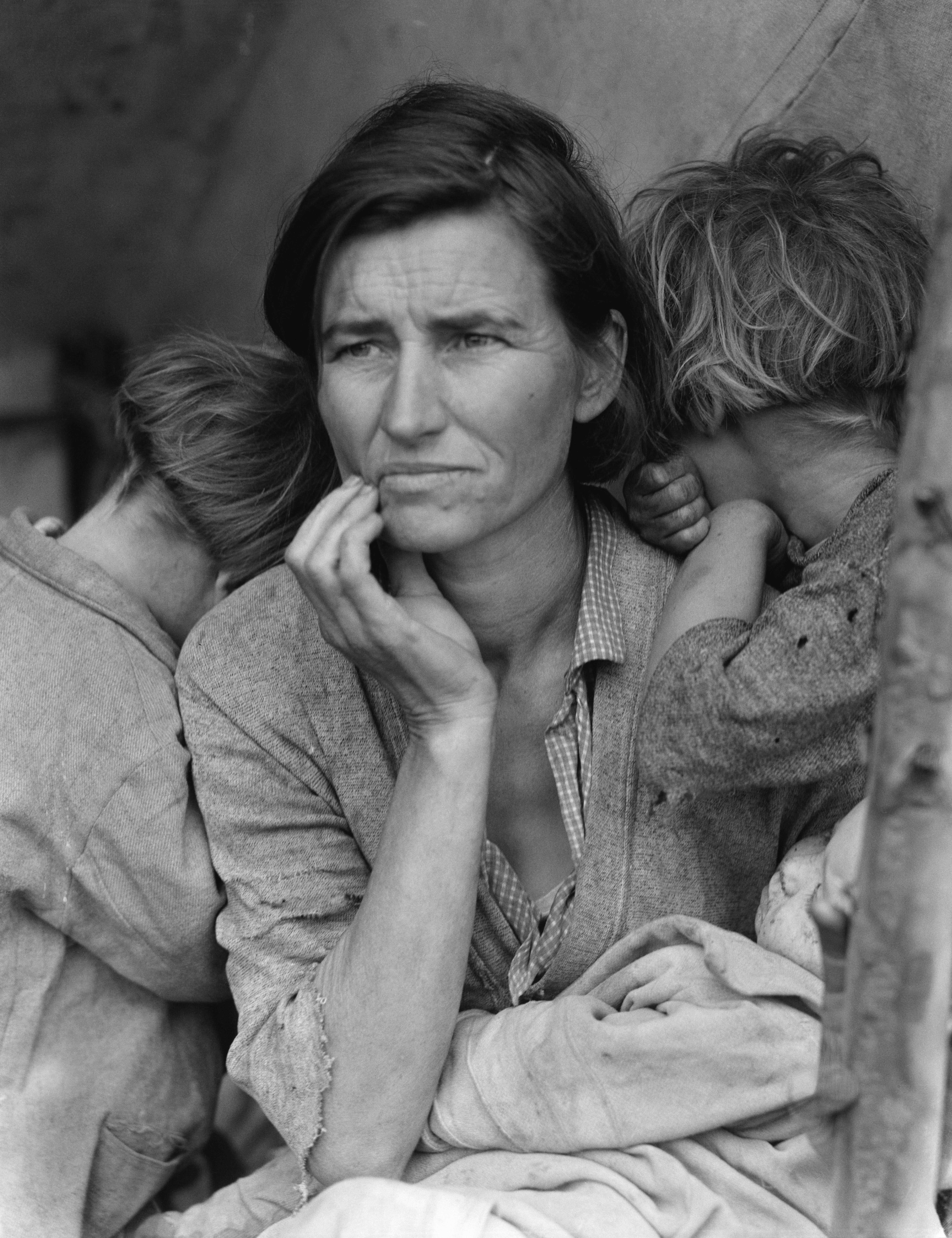
صورة (الأم المهاجرة) تُعبر عن سوء الأوضاع في أثناء فترة الكساد الكبير.

في العشرينات كان كينز قد بدأ بعملٍ يدرس العلاقة بين البطالة والمال والأسعار، نُشر العمل عام 1930 تحت عنوان بحث في النقود. مَفاد الفكرة الأساسية للكتاب أنه إذا تجاوز إجماليُّ الادخار (المدخرات) إجماليَّ الاستثمار (الرساميلَ المُستثمَرةَ)، فإن البطالة سترتفع. يرجع هذا لرغبة العمال في تحصيل أجورٍ عاليةٍ من عملهم، ما يجعل تحقيق الربح على أرباب العمل صعباً. الموضوع الآخر للكتاب هو عدم موثوقية المؤشرات العامة في إعطاء صورةٍ صحيحةٍ للوضع الاقتصادي، وربّما تكون غير مفيدةٍ أصلاً، فقد انتقد عودة بريطانيا للعمل بالغطاء الذهبي عام 1925 بعد الرجوع لمؤشر أسعار الجملة، إذ اعتبر المؤشر يقلل من أهمية الآثار المُتغيرة في تكاليف الخدمات والعمالة.
انتقد كينز بشدةٍ إجراءات التقشف التي اتخذتها الحكومة البريطانية في فترة الكساد الكبير، واعتقد أن عجز الميزانية خلال فترة الركود نتيجة طبيعية للكساد الاقتصادي:
«بالنسبة للاقتراض الحكومي بأي شكلٍ كان فهو العلاج الطبيعي لمنع حدوث خسائرَ في الأعمال، لكن في حالة ركودٍ كبيرةٍ مثل الركود الحالي فالنتيجة هي توقف الإنتاج تماماً»
في عام 1933 أي في ذروة الكساد الكبير نشر كينز كتاب رسالة في الرخاء (بالإنجليزية: The Means to Prosperity). احتوى الكتاب على توصياتٍ لمعالجة البطالة في أثناء الركود العالمي، توصية كينز الأساسية كانت الإنفاقَ العامَّ من أجل مواجهة تقلبات السوق الدورية من خلال الإرشادات الأولى لتأثير "المضاعف"، ورغم أن الكتاب كان موّجهاً للحكومة البريطانية إلاّ أنّه تضمن نصائحَ لدولٍ أُخرى مُتأثرةٍ بالركود العالمي. أُرسلت نسخة للرئيس الأمريكي فرانكلين روزفلت وغيره من رؤساء العالم وأُخذ الكتاب بجديةٍ في أمريكا وبريطانيا وعُرضت الأفكار في مؤتمر لندن الاقتصادي عام 1933. ممّا مهد الطريق لقبول الأفكار الكينزية رغم عدم وجود منهج عملٍ مُوحدٍ ولا تأثيرٍ عمليٍّ فوري.
تبنت ألمانيا والسويد سياساتٍ شبيهةً بسياسات كينز إلا أن السويد كانت أصغر من أن تحظى باهتمامه وكان صامتاً عن عمْدٍ إزاء الجهود الناجحة في ألمانيا (النازية) وذلك بسبب استيائه من طموحاتها الإمبريالية والمُعادية لليهود. إضافةً لبريطانيا العُظمى انصبّ اهتمام كينز أيضاً على الولايات المتحدة الأمريكية وتلقى منها دعماً كبيراً لوجهات نظره الخاصة بالإنفاق العام المعاكس للدورة الاقتصادية عام 1931 حيث شكلت أفكاره والاتجاه الأمريكي الأولي المعاكس للنظم الاقتصادية السائدة. عمومًا بقي الرأي العام الأمريكي معادياً فيما يتعلق بالتدخل المالي الحكومي للتخفيف من الكساد. عام 1933 أقنع فيليكس فرانكفورتر كينز بمخاطبة الرئيس روزفلت مباشرةً وهو ما فعله من خلال إرسالِ عدّةِ رسائلَ عام 1934 ورغم إشادة الرجلين ببعضهما إلاّ أن المُفكرين أجمعوا على أن جهود كينز بدأت بالتأثير على السياسة الأمريكية بعد عام 1939. 
أهم أعمال كينز النظرية العامة للتوظيف والفائدة والنقد نُشر عامَ 1936. كان للكتاب تأثيرٌ جذريٌّ على السياسات الاقتصادية وعلى طريقة فهم معظم الاقتصاديين للعمليات الاقتصادية. لاحقاً قدم الاقتصادي ديفيد بانسان-بات مسوّغاً نظرياً لسياسات التدخل الحكومي لمُعالجة الركود، ورغم أن كينز نشر في مقدمة العمل توضيحاً بأنّ مهمة الكتاب «تطبيق النظرية على الممارسة» فقط، إلاّ أن نشر الكتاب شكل المنهج الذي شاع في الثلاثينيات. بالإضافة إلى ذلك قدم كينز للعالم تفسيراً جديداً للضرائب؛ فبما أنّ العملة الوطنية مُحددّةٌ من قبل الدولة فإن التضخم يصبح ضريبةً، وبانخفاض قيمة العملة فإن هذه الضريبة المُخيفة تعني:
(آ) أن معيار القيمة يجب أن يُحكم بقرار مدروس؛ (ب) أن من الممكن الحفاظَ على مسارٍ وسطيٍّ ما بين الانكماش والتضخم.
جاء هذا التفسير من خلال البحث البائس للنموذج الكلاسيكي للسيطرة على الاقتصاد. تحدّتْ نظرية كينز العامة النموذج الكلاسيكي القائم على حريّة اقتصادية كاملة دون تدخل الدولة وبهذه الحريّة سيؤسس السوق بنفسه حياةً اقتصاديةً متوازنةً، وهنا وضع كينز نفسه في مواجهة أساتذته السابقين، إذِ اعتقد أنّ النظرية الكلاسيكية كانت «حالة خاصة» تنطبق فقط على ظروف القرن التاسع عشر، أمّا نظريته فهي نظرية عامة. كان الاقتصاديون الكلاسيكيون يؤمنون بقانون ساي الذي ينص على أن «العرض يُولد الطلب»، وأنّه في السوق الحرة سيكون العمال مستعدين دائماً لخفض أجورهم إلى المستوى الذي يُتيح لأرباب العمل عرض العمل عليهم بشكلٍ مُريح. وكان أحد ابتكارات كينز مفهوم «ثبات الأسعار»، والاعتراف بأن العمال في كثيرٍ من الأحيان يرفضون خفض أجورهم حتّى في الحالات التي يرى فيها الاقتصاد الكلاسيكي منطقيّةً في خفضها، وبسبب ثبات الأسعار جزئياً فقد أثبت أن كلاً من «إجمالي العرض» و«إجمالي الطلب» يؤديان إلى توازنٍ مستقرٍ في البطالة [بمعنى سوية بطالةٍ دائمة]، وهنا وجب أن تعتمد الاقتصادات على الدولة وليس على السوق فقط.

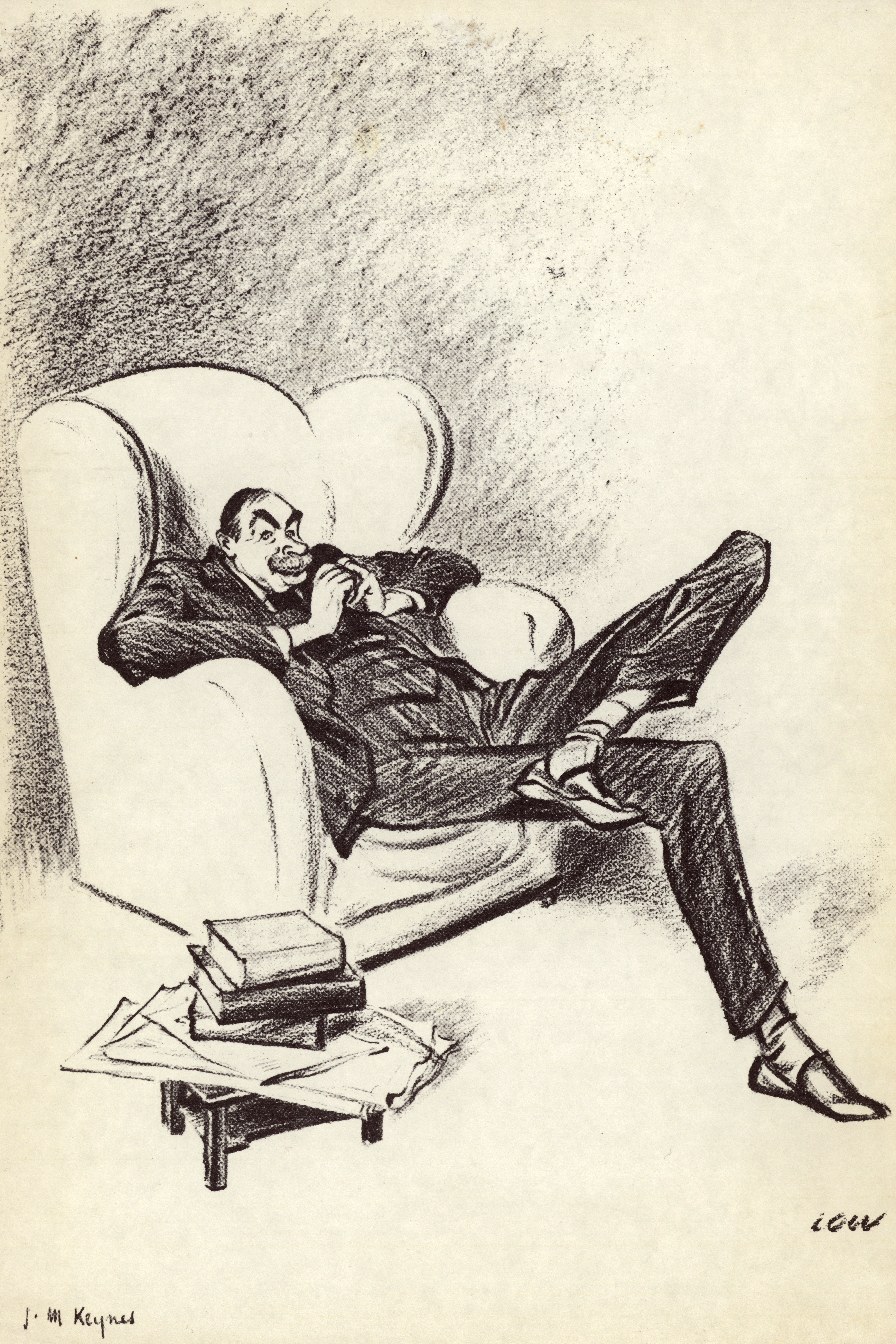
كاريكاتير لجون مينارد كينز عام 1934.

تُجادل النظرية العامة بأنّ الطلب هو المُحرك الرئيسي للنشاط الاقتصادي وليس العرض؛ يُحدَّدُ اجمالي الطلب من خلال مجموع الاستهلاك والاستثمار بناءً على إجمالي الدخل في مجتمعٍ ما، في حالة البطالة والقُدرة الإنتاجية الضعيفة أو غير المُستخدَمة يُمكن تعزيز العمالة من خلال الإنفاق على الاستهلاك والاستثمار، وإذا لم تتدخلِ الحكومة لزيادة هذا الإنفاق فيمكن أن يظل توازن التوظيف منخفضاً والبطالة مرتفعة. وُصف هذا الإثبات بأنّه الإنجاز الرسمي الثوري لكتاب كينز. دعا الكتاب لسياسةٍ اقتصاديةٍ نشطةٍ من قبل الحكومة لتعزيز الطلب في أثناء أزمات البطالة المُرتفعة مثلاً من خلال الإنفاق على القطاعات العامة، وقد كتب كينز عام 1928: 
غالباً ما يُنظر إلى النظرية العامة على أنّها أساس الاقتصاد الكلي الحديث؛ إن القليل من الاقتصاديين الأمريكان اتفقوا مع كينز خلال الثلاثينيات، لكن أفكاره سرعان ما حظيت بالقبول على نطاقٍ واسعٍ حيث وافق أساتذة أمريكيون بارزون على طرحه مثل ألفين هانس قبل اندلاع الحرب العالمية الثانية.
تعرض كينز لأزمةٍ قلبيةٍ في عام 1937 جعلته غير قادر على متابعة النقاشات الخاصة بالنظرية العامة إلاّ بشكلٍ محدودٍ فقد كان مُضطراً لفترات الراحة بين الحين والآخر. جادل هيمان مينسكي وبعض علماء الاقتصاد ما بعد الكينزي بأنّ حالة كينز الصحية هي التي تسببت بإضعاف بعض أفكاره من قبل الحريصين على المساومة مع الاقتصاديين الكلاسيكين وتقديم مفاهيمَ مُرتبطةٍ بنماذج رياضيةٍ مثل نموذج IS-LM حيث يزعمون أنّه نموذج يشّوه أفكار كينز. مع نهاية عام 1939 بدأ كينز بالتعافي وبقيت طاقته موجهةً نحو الجانب العملي للاقتصاد؛ مشاكل ضمان التخصيص الأمثل للموارد لجهود الحرب، ومفاوضات ما بعد الحرب مع أمريكا، والنظام المالي الدولي الذي قُدم في مؤتمر بريتون وودز.
ردّ كينز على الاشتراكيين الذين جادلوا بأنّ الرأسمالية هي سبب الحرب وجادلهم بأنّه بإدارة الرأسمالية محلياً ودولياً ووضع نظامٍ نقديٍّ لا يضع مصالح الدول بمواجهة بعضها بعضاً إضافةً لتطبيق مبدأٍ عالٍ من حرية التجارة حينها يستطيع النظام الرأسمالي تعزيز السلام بدلاً من الصراع مع الدول. ساهمت خطط كينز لما بعد الحرب العالمية الثانية في إنشاء صندوق النقد الدولي والبنك الدولي وفي وقتٍ لاحقٍ إنشاء الاتفاقية العامة للتعريفات الجمركية والتجارة وفي النهاية منظمة التجارة العالمية ما فعّل رؤية كينز للنظام الرأسمالي.
تعرض كينز لانتقاداتٍ واسعةً خصوصاً من مدرسة شيكاغو للاقتصاد بحجة دعوته إلى الإنفاق الحكومي غير المسؤول عن طريق الاقتراض، لكن الواقع أنّه كان من أشد المؤمنين بالموازنات المتوازنة واعتبر أن مقترحات برامج الأشغال العامة هي مقترحاتٌ استثنائيةٌ وماهي إلا استجابةٌ للظروف.

### الحرب العالمية الثانية

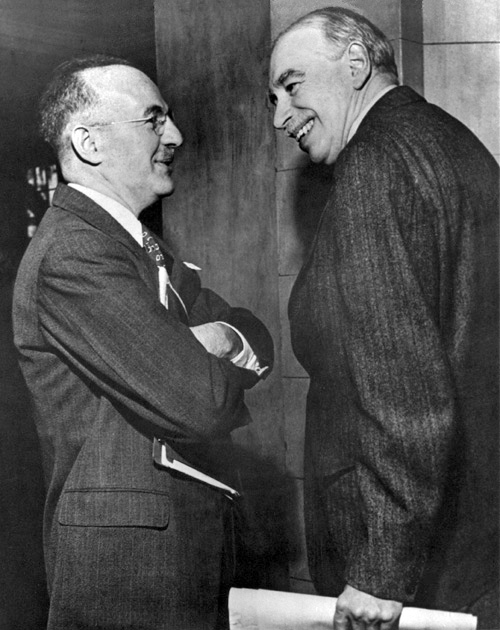
مساعد وزير الخزانة الأمريكية هاري ديكستر وايت (يسار) وجون مينارد كينز المستشار الفخري لخزانة المملكة المتحدة في الاجتماع الافتتاحي لمجلس محافظي صندوق النقد الدولي في سافانا، جورجيا، الولايات المتحدة، 8 مارس 1946.

نشر كينز في أثناء الحرب العالمية الثانية عام 1940 رؤيته من خلالِ أطروحةٍ كتبها كيف تدفع ثمن الحرب (بالإنجليزية: How to Pay for the War) واعتبر بأن المجهود الحربي يجب تمويله من خلال فرض ضرائب أعلى ومن خلال الادخار الإجباري (التقشف) وذلك لتجنب التضخم، حيث يعمل الادخار الإجباري على تنشيط الطلب المحلي ويساعد في توجيه الإنتاج الإضافي باتجاه الحرب وهي طريقة أكثر إنصافاً من فرض ضرائبَ عقابيةٍ إضافة لكونها تُجنبنا الركود فبمجرد انتهاء الحرب سيُسمح للعمال بسحب مدخراتهم. اقتُرح على كينز العمل في منصب شاغر في محكمة مصرف إنجلترا عام 1941 ليشغل المنصب لفترة كاملة، وكوفئ في عيد ميلاد الملك البريطاني عام 1942 على خدماته النبيلة، وفي 7 يوليو نُشر لقبه في الجريدة الرسمية باسم «بارون كينز، من تيلتون في مقاطعة ساسكس»، وشغل مقعداً في مجلس اللوردات مُمثلاً عن الحزب الليبرالي.
عندما بدأ نصر الحلفاء يتأكد كان كينز مُنخرطاً في عمله كثيرًا حيث كان زعيم الوفد البريطاني ورئيس لجنة البنك الدولي في مفاوضات (1944) والتي أسست لنظام بريتون وودز؛ خلال المؤتمر دعا كينز لإنشاء نظام جديد لإدارة العملات واقترح وحدة عملة عالمية هي البانكور إضافة لمؤسسات جديدة مثل مصرف مركزي عالمي واتحاد المقاصة الدولي. حيث تصور من خلال هذه المؤسسات إمكان إدارة نظام للتجارة الدولية والمدفوعات، كما تستطيع منح حوافز للبلدان لتجنب العجز التجاري الذي قد يصيب ميزانياتها. رغم اقتراحات كينز إلاّ أن القوة التفاوضية للولايات المتحدة الأمريكية أجبرت المجتمعين على التوافق مع سياسات هاري ديكستر وايت الأكثر تحفظاً. وفقاً للاقتصادي الأمريكي برادفورد ديلونغ فقد أُبطلت كل نقطةٍ تقريباً من قبل الأمريكيين لكن صحة أفكار كينز أثبتتها الأحداث لاحقاً.
أُسس البنك الدولي وصندوق النقد الدولي ليكون تأسيسهما حلاً وسطاً يعكس الرؤية الأمريكية. لن يكون هناك حوافز للدول وبدلاً من ذلك سيستمر عبء تصحيح الخلل التجاري على البلدان التي تُعاني عجزاً في الميزانية -تلك التي وصفها كينز بأنّها البلدان الأقل قدرة على معالجة المشاكل الاقتصادية- دون إلحاق ضرر بشعوبها، رغم ذلك كان كينز سعيداً بإنجاز الاتفاقية النهائية: «إذا ظلت المؤسسات وفية لمبادئِها التأسيسية؛ فإن أخوة الإنسان ستصبح أكثر من عبارة.»

### ما بعد الحرب
رغم تدهور صحة كينز بعد الحرب إلاّ أنّه واصل تمثيله للمملكة المتحدة في المفاوضات الدولية ونجح في الحصول على شروط تفضيلية من الولايات المتحدة للديون الجديدة لتسهيل إعادة بناء الاقتصاد البريطاني.
أخبر كينز أستاذ الاقتصاد الاجتماعي في مصرف إنجلترا هنري كلاي عن آماله بأن تُساعد اليد الخفية لآدم سميث الاقتصاد البريطاني للخروج من الفجوة الواقع فيها: «أجد نفسي أعتمد أكثر فأكثر في إيجاد حل لمشاكلنا على اليد الخفية التي حاولت استنتاجها من التفكير الاقتصادي قبل عشرين عاماً»

## الآراء الشخصية

### آراء حول العِرق
كان تفسير كينز للقتل الجماعي في السنوات الأولى للشيوعية في روسيا مبنياً على أساس عرقي؛ «الطبيعة الروسية واليهودية» ولم يكن نتيجة الحكم الشيوعي. بعد رحلته إلى الاتحاد السوفييتي كتب في «نظرة مختصرة عن روسيا» أنّ «هناك وحشية في الطبيعتين الروسية واليهودية إذا تحالفا كما هو الحال الآن»، وكتب أيضًا أنه «من قسوة وغباء روسيا القديمة لا يمكن أن يظهر شيء على الإطلاق، ولكن تحت قسوة وغباء روسيا الجديدة قد تختبئ ذرة من المُثل العُليا.»
حاول بعض النقاد إظهار كينز بصورة المتعاطف مع النازية ووصفه عدد من الكتاب بأنه معادٍ للسامية. تحتوي رسائل كينز الخاصة على صور وأوصاف يمكن قراءة بعضها بأنها معادية للسامية، بينما يمكن وصف البعض الآخر بأنها فلسفية.
اعتبر بعض العلماء أن هذه الرسومات تُعبر عن قبول الحياة دون تمييز ولا تُعبر عن العنصرية، ففي عدّة مناسبات استخدام كينز نفوذه لمساعدة أصدقائه اليهود خصوصاً عندما مارس ضغوطاً ناجحةً لحصول لودفيغ فيتغنشتاين على الإقامة في المملكة المتحدة وذلك لإنقاذه من الترحيل بعدما احتل النازيون النمسا. كان كينز من أنصار الصهيونية وخدم في اللجان الداعمة لقضيتها.
كاتب السيرة الذاتية روربرت سيكدلسكي إضافة لغيره من كُتاب سيرة حياة كينز رفضوا المزاعم القائلة بأنّه عنصري أو لديه معتقدات شمولية. البروفيسور جوردن فيلتشر كتب أن اعتقاد وجود صلّة بين كينز والاستبداد هو أمر لا يمكن أن يستمر. فبمجرد ظهور العدوانية النازية ضد اليهود أوضح كينز كراهيته للنازية، وباعتباره من دعاة السلام طوال حياته فقد فضل التعامل السلمي مع ألمانيا النازية رغم دعوته لوجود حل قاسٍ في وقت لاحق بينما كان العديد من المحافظين يحاولون التهدئة، إضافة لذلك فقد انتقد كينز اليسار بشدةٍ بسبب عدم منطقيته في محاربة هتلر: «كان المثقفون من اليسار هم الأشد في المطالبة بمقاومة العدوان النازي بأي ثمن. وعندما تعلق الأمر بالمواجهة لم تمر سوى أربعة أسابيع قبل أن يتذكروا أنهم دعاة سلام ويكتبوا رسائل انهزامية، تاركين الدفاع عن الحرية والحضارة للعقيد بليمب»

### آراء حول التضخم
وُصف كينز بغير المبالي بالتضخم أو حتّى بأنه إيجابي إزاء فكرة التضخم المعتدل وأعرب بشكل واضح عن تفضيله للتضخم على الانكماش قائلاً: من الأفضل إن كُنا بين خيارين أن نختار الجزء الذي لا يُحول الاقتصاد إلى ريعي بدلاً من إلحاق الأذى بالطبقة العاملة. كما وأيد التضخم في ألمانيا كوسيلة للتحرر من التعويضات، وقد أدرك مخاطر التضخم في الآثار الاقتصادية للسلام:
«يقال إن لينين أعلن أن أفضل طريقة لتدمير النظام الرأسمالي هي إفساد العملة. من خلال عملية تضخم مستمرة يُمكن للحكومات أن تصادر سراً ودون مراقبة  جزءاً مهماً من ثروة مواطنيها. لا توجد وسيلة أدق وأضمن لقلب الأساس الحالي للمجتمع من إفساد العملة. تُشرك هذه العملية جميع القوى الخفية للقانون الاقتصادي في التدمير، وتُنشئ بذلك طريقة لا يستطيع شخص واحد في المليون تشخيصها.»
كانت القضايا التي شغلت مساحةً واسعةً من أفكار كينز هي القضايا المتعلقة بالتضخم إضافة لأزمة الديون بعد الحرب العالمية الأولى وقد أرجع ذلك إلى التمويل الحكومي التضخمي. فكرة كينز التي شرحها في «بحث في الإصلاح النقدي» نصت على أنّ عدم الاستقرار في قيمة النقود سيولد عدم استقرار في النشاط الاقتصادي على المدى القصير فهي تُخل بالتوقعات المالية القائمة في المجتمع وتسبب نقصاُ في عملية التوظيف، لكنه وبرغم ذلك دافع عن التضخم:
«سيكون من الأسوأ في عالم فقير زيادة نسبة البطالة بدلاً من إحباط أصحاب الدخول الربوية.»
كتاب «بحث في الإصلاح النقدي» هو العمل الأكثر تركيزاً على العمليات الخاصة بإصدار النقد والتضخم وقد حوى أربع نقاط لافتة للنظر:
- رفض كينز العودة لمعيار الذهب العالمي.
- استبعد أن تكون الأجور عاملاً في هذه المشكلة ورأى أن السياسات النقدية الصحيحة وحدها تستطيع أن تُحقق استقرار الأسعار.
- اهتم كينز بالنقد بالمعنى الواسع، واعتبر أن مراقبة عملية توليد الائتمان والسيطرة عليه هي أساس السياسات النقدية السليمة.
- رفض وضع قاعدة خاصة بالمعروض من النقود مُعتبراً وضع مثل هذه القاعدة غير مناسب للسيطرة على دورة الائتمان.[ar 23]

### آراء حول التجارة الحرّة

#### التحول في فترة الكساد الكبير
في بداية حياته المهنية كان كينز اقتصادياً مُقرباً من ألفريد مارشال ومؤيداً بشدّة للتجارة الحرّة، لكن وبحلول العام 1929 والتزام السلطات البريطانية بالدفاع عن الغطاء الذهبي للجنيه الإسترليني وتجميد الأجور الاسمية اقترب أكثر من التدابير الحمائية.
بعد الاستماع للجنة ماكميلان لإنقاذ الاقتصاد البريطاني في 5 نوفمبر 1929 أشار كينز إلى أن فرض التعريفات الجمركية على الواردات من شأنه أن يساعد في إعادة التوازن للميزان التجاري. يذكر تقرير اللجنة في قسم بعنوان «مراقبة الواردات ومساعدة الصادرات» أنه في اقتصاد لا يوجد فيه توظيف كامل يمكن أن يؤدي إدخال التعريفات الجمركية إلى تحسين الإنتاج والتوظيف، وبذلك يُقلَّص العجز التجاري ممّا يساعد على نمو البلاد.
في يناير 1930 اقترح في المجلس الاستشاري الاقتصادي إدخال نظام حماية لتقليل الواردات، وفي خريف عام 1930 اقترح تعريفة موحدة بنسبة 10٪ على جميع الواردات وإعانات بنفس المعدل لجميع الصادرات. وقد نشر في العام نفسه رسالة حول النقود سُميت في البداية «نظرية النقود والائتمان» قبل أن يُغير اسمها ليصبح «بحث في النقود» (بالإنجليزية: Treatise on Money) تحدث فيه عن التعريفات الجمركية أو القيود التجارية الأخرى بهدف تقليل حجم الواردات وإعادة التوازن إلى الميزان التجاري.
في 7 مارس 1931 نشر مقالاً في نيوستيتسمان بعنوان «مقترحات لتعرفة الإيرادات الجمركية» (بالإنجليزية: Proposals for a Revenue Tariff)، وأشار إلى أن تخفيض الأجور أدى إلى انخفاض الطلب المحلي مما أدى إلى تقييد الأسواق، ولذلك اقترح فكرة سياسةٍ توسعيةٍ مقترنةٍ بنظام التعريفة الجمركية لتحييد التأثيرات على الميزان التجاري. حيث رأى أن تطبيق التعريفات الجمركية «أمر لا مفر منه، أياً كان وزير الخزانة». وبالتالي بالنسبة لكينز فإن سياسة الانتعاش الاقتصادي لا تكون فعالة بالكامل إلا إذا قُضي على العجز التجاري، كما اقترح فرض ضريبة بنسبة 15٪ على السلع المصنعة وشبه المصنعة، و5٪ على بعض المواد الغذائية والمواد الخام مع إعفاء بعض المواد من الضريبة مثل الصوف والقطن.

#### نقد نظرية الميزة النسبية

رسم بياني يوضح نظرية الميزة النسبية

في أزمة 1929 اعتبر كينز أن الافتراضات المتعلقة بنموذج التجارة الحُرّة غير واقعية؛ وانتقد الافتراض الكلاسيكي لتعديل الأجور، ومع بدايات 1930 قدم مُذكرة للمجلس الاستشاري الاقتصادي شككّ فيها بالمكسب الآتي من خصخصة بعض البضائع، واعترف لاحقاً في أثناء مشاركته في لجنة ماكميلان بأنّه لم يعد يؤمن بالخصخصة الوطنية ويرفض التخلي عن الصناعات لصالح القطاع الخاص وانتقد بشكل واضح نظرية الميزة النسبية مُعتبراً أنّ مفاضَلتَها بين الأشخاص هدرٌ للموارد الوطنية.
في 13 مارس من العام 1931 وصف في الديلي ميل افتراض التنقل الجغرافي للعمالة بأنّه «هراء» لأنّه ينص على اعتبار الشخص الذي لا يعمل في البلد مُساهماً في خفض معدل الأجور، قد يشمل خفض معدل الأجور أيضاً الأشخاص الباحثين عن وظائف، وهذا ما لم يك مُمكناً بالنسبة لكينز فافتراضاته تقول بأن العمل لأجل التوظيف الكامل يوجِد عودةً تلقائيةً إلى التوازن وهذا ما يشوه نظرية الميزة النسبية.
في يونيو 1933 نشر في نيوستيتسمان مقالًا بعنوان الاكتفاء الذاتي الوطني (بالإنجليزية: National Self-Sufficiency) انتقد فيه حجة تخصيص الاقتصادات التي هي أساس التجارة الحرة، وعليه اقترح البحث عن درجة معينة من الاكتفاء الذاتي بدلاً من خصخصة الاقتصادات الذي دعت إليه النظرية الريكاردية للميزة النسبية. فضّل كينز الحفاظ على مجموعةٍ متنوعةٍ من الأنشطة للدول، وهذا يدحض مبدأ تجارة صنع السلام لتصبح رؤيته للتجارة هي نظام يتنافس فيه الرأسماليون الأجانب على أسواق جديدة. دافع كينز عن فكرة الإنتاج على التراب الوطني عندما يكون ذلك ممكناً ومعقولاً وأعرب عن تعاطفه مع دعاة حماية الإنتاج الوطني: «درجة كبيرة من التخصبص الدولي ضروري في عالم عقلاني في جميع الحالات حيث تمليه الاختلافات الواسعة في المناخ والموارد الطبيعية والقدرات المحلية ومستوى الثقافة وكثافة السكان. ولكن على نطاق واسع وبشكل متزايد من المنتجات الصناعية وربما المنتجات الزراعية أيضاً فقد أصبحتُ أشك فيما إذا كانت الخسارة الاقتصادية للاكتفاء الذاتي الوطني كبيرة بما يكفي لتجاوز المزايا الأخرى لإدخال المنتِج والمستهلكِ تدريجياً في نطاق نفس المنظومة الوطنية والاقتصادية والمالية. تتراكم الخبرة لإثبات أن معظم عمليات الإنتاج الضخم يمكن إجراؤها في معظم البلدان والمناخات بكفاءةٍ متساويةٍ تقريبًا.»
في وقتٍ لاحقٍ جرت مراسلات بين كينز وجيمس ميد تركزت حول قيود الاستيراد حيث ناقشوا الخيار الأفضل بين الحصة [أو الكوتا] والتعريفات [الجمركية]، وفي مارس 1944 بدأ كينز مناقشة مع ماركوس فليمنج بعد أن كتب الأخير مقالاً بعنوان «الحصص مقابل الاستهلاك». في هذه المراسلات نرى كينز يتخذ موقفاً حمائياً بعد الكساد الكبير. واعتبر أن نظام الحصص يمكن أن يكون أكثر فعالية من انخفاض قيمة العملة في التعامل مع الاختلالات الخارجية. وبذلك فإن انخفاض العملة لم بعد كافياً بالنسبة لكينز وأصبحت التدابير الحمائية ضروريةً لتجنب العجز التجاري وتجنب عودة الأزمات التي يسببها نظام اقتصادي منظم ذاتياً. بدا [بالنسبة لكينز] أنّ من الضروري تنظيم التجارة ووقف التجارة الحرة (وقف تحرير التجارة الخارجية).
أشار كينز إلى أن الدول التي تستورد أكثر مما تصدر تُضعف اقتصاداتِها وعندها يزداد العجز التجاري وترتفع البطالة ويتباطأ الناتج المحلي الإجمالي. والدول التي تمتلك فائضاً نتيجة ارتفاع قيمة صادراتها على وارداتها (ميزانها التجاري رابح) تمارس «عواملَ خارجيةً سلبيةً» على شركائها التجاريين، وبالتالي تزداد ثروة بعض الدول مقابل تدميرها لاقتصادات شركائها. اعتقد كينز أن منتجات البلدان ذات الفائض يجب أن تخضع للضريبة (مثلاً فرض تعرفة جمركية عليها) لتجنب الاختلالات التجارية، وهكذا لم يعد يؤمن بنظرية الميزة النسبية (التي تقوم عليها التجارة الحرة) والتي تنص على أن العجز التجاري غير مهم لأن التجارة تعود بالنفع على الطرفين. وهذا يفسر أيضاً رغبته في الاستبدال بالتجارة الدولية (التجارة الحرة) نظاماً تنظيمياً يهدف إلى القضاء على الاختلالات التجارية في مقترحاته بشأن اتفاقية بريتون وودز.

### آراء حول الاختلالات التجارية
كينز مُقترح الفكرة التي عُرفت لاحقاً بالخطة الكينزية لإقامة اتحاد مَقاصّةٍ دولي؛ بُنيت الخطة على أساسين الأول أنّ تسوية الأرصدة غير المسددة يجب حلها عن طريق إنشاء أموال دولية إضافية، والثاني ينص على معاملة المَدين والدائن على حد سواءٍ تقريباً فكلاهما يسببان اضطراباً في التوازن. رُفضت الخطة ويرجع ذلك نسبياً لتردد الرأي الأمريكي الرافض للمساواة بين المدين والدائن.
خطة كينز لم تعتمد على تحرير التجارة الحرة بل على تنظيم التجارة الدولية من أجل القضاء على الاختلالات التجارية، وبذلك فالدول التي لديها فائض سيكون لديها حافز لتقليصه لأنها ستُسدد عجز الدول الأُخرى. اقترح كينز مصرفاً عالمياً يصدر عملة قابلة للتداول في جميع دول العالم وفق أسعار صرف ثابتة، وتكون هذه العملة هي وحدة القياس بين الدول ما يعني أنّ احتساب العجز أو الفائض سيكون بها، وستتمتع كل دولةٍ بتسهيلات سحبٍ وفق حسابها في اتحاد المقاصة الدولي. وأشار كينز إلى أنّ الفوائض لدى الدول ستؤدي إلى ضعفٍ في الطلب العالمي ذلك لأن البلدان التي تمتلك فائضاً ستمارس ضغوطاً خارجيةً سلبيةً على شركائها التجاريين [للحفاظ على تفوقها التجاري] وهذا سيشكل تهديداً للازدهار العالمي أكثر بكثير من تهديد العجز.
في مقالة «الاكتفاء الذاتي الوطني» سلط كينز الضوء بشكل واضح على المشكلات التي ولدتها التجارة الحُرّة. كانت وجهة نظره -التي أيدها العديد من الاقتصاديين والمُنظرين في ذلك الوقت- هي أن الدول الدائنة قد تكون مسؤولةً تماماً مثل الدول المَدينة عن عدم التوازن في التبادلات وأن كليهما يجب أن يكون مُلزماً بإعادة التجارة إلى حالة التوازن وعدم قيامهنَّ بذلك يمكن أن يكون له عواقب وخيمة. على حد تعبير جيفري كروثر رئيس تحرير مجلة الإيكونومست: «إذا لم تكن العلاقات الاقتصادية بين الدول قريبةً من التوازن بطريقة أو بأخرى فلا توجد مجموعة من الترتيبات المالية التي يمكن أن تنقذ العالم من تقليل نتائج الفوضى.»
استُرشد بهذه الأفكار من خلال الأحداث التي سبقت الكساد الكبير عندما تجاوز الإقراض الدولي المُقدم من الولايات المتحدة قدرة الاستثمار السليم وبالتالي حُوّل إلى استثماراتٍ غير منتجةٍ وبذلك حدث التقصير والتوقف المفاجئ عن عملية الإقراض.

## وفاته

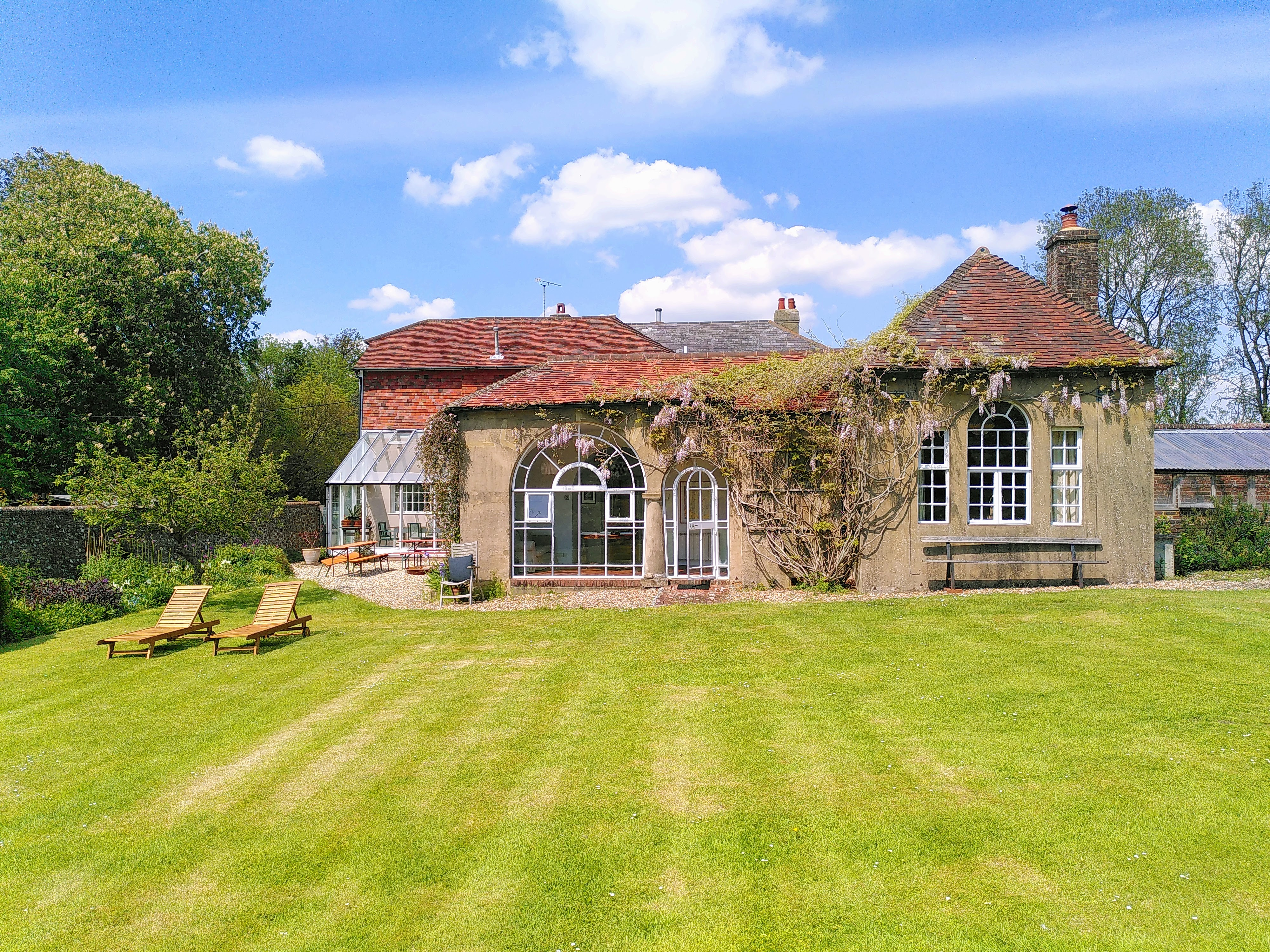
منزل تيلتون 2021

عمل كينز بشكل مُجد طوال حياته، وحتّى عندما كانت صحته سيئة بقي يعمل لفرز الشؤون المالية لكليته القديمة، وساعد في إنشاء نظام بريتون وودز وعمل على إنشاء نظام نقدي دولي من شأنه أن يكون مُفيداً للاقتصاد العالمي. عانى كينز في عام 1946 من سلسلةِ نوباتٍ قلبية أثبتت لاحقاً أنّها قاتلة ورغم ذلك شارك في مفاوضات القرض الأنجلو أمريكي في سافانا، جورجيا وحاول تأمين شروطٍ مواتيةٍ للملكة المُتحدة مع الولايات المتحدة، وقد وصف هذه المفاوضات بـِ«الجحيم المُطلق». في 21 أبريل 1946 وبعد أسابيع من عودته من الولايات المتحدة قضى كينز نحبه في منزله الريفي في تيلتون عن عُمرٍ قارب 62 عاماً، وعلى عكس رغبته بوضع رماده في أحد السراديب فقد نُثر هذا الرماد فوق تيلتون.
توفي والدا كينز بعد وفاته فقد عاش أبوه جون نيفل ثلاث سنواتٍ بعد وفاته، بينما عاشت والدته حتّى عام 1958، كان السير جيفري كينز شقيقه جراحاً وباحثاً ومُحباً للكتب وعاش إلى عام 1928، ومن بين أبناء أخيه كان ريتشارد كينز عالم وظائف الأحياء الذي توفي عام 2010، وكيونتين كينز وتوفي عام 2003. لم يكن لكينز أطفال وتوفيت أرملته ليديا لوبوكوفا عام 1981.

## الإرث

### مضاعف الاستثمار
طُوّر مفهوم المُضاعَف (بالإنجليزية: Multiplier) لأول مرةٍ على يد الاقتصادي البريطاني ريكارد خان. في مقالاته التي نشرها عام 1931 بعنوان «علاقة الاستثمار المنزلي بالبطالة» (بالإنجليزية: The Relation of Home Investment to Unemployment). مُضاعَفُ خان كان مضاعف العمالة، ومنه انطلق كينز وصاغ مفهوم مضاعف الاستثمار والذي يعني في جوهره أنّ الزيادة الإجمالية في الدخل أو الإنتاج أو العمالة تتضاعف بسبب الزيادة الأصلية في الأصول المُستثمَرة؛ فمثلاً إذا كان مقدار الاستثمار مليون دولار فإن إجمالي الناتج لن يكون مساوياً مليون دولار بل سيكون من مضاعفات هذا المبلغ.

### صعود كينز 1939-1979

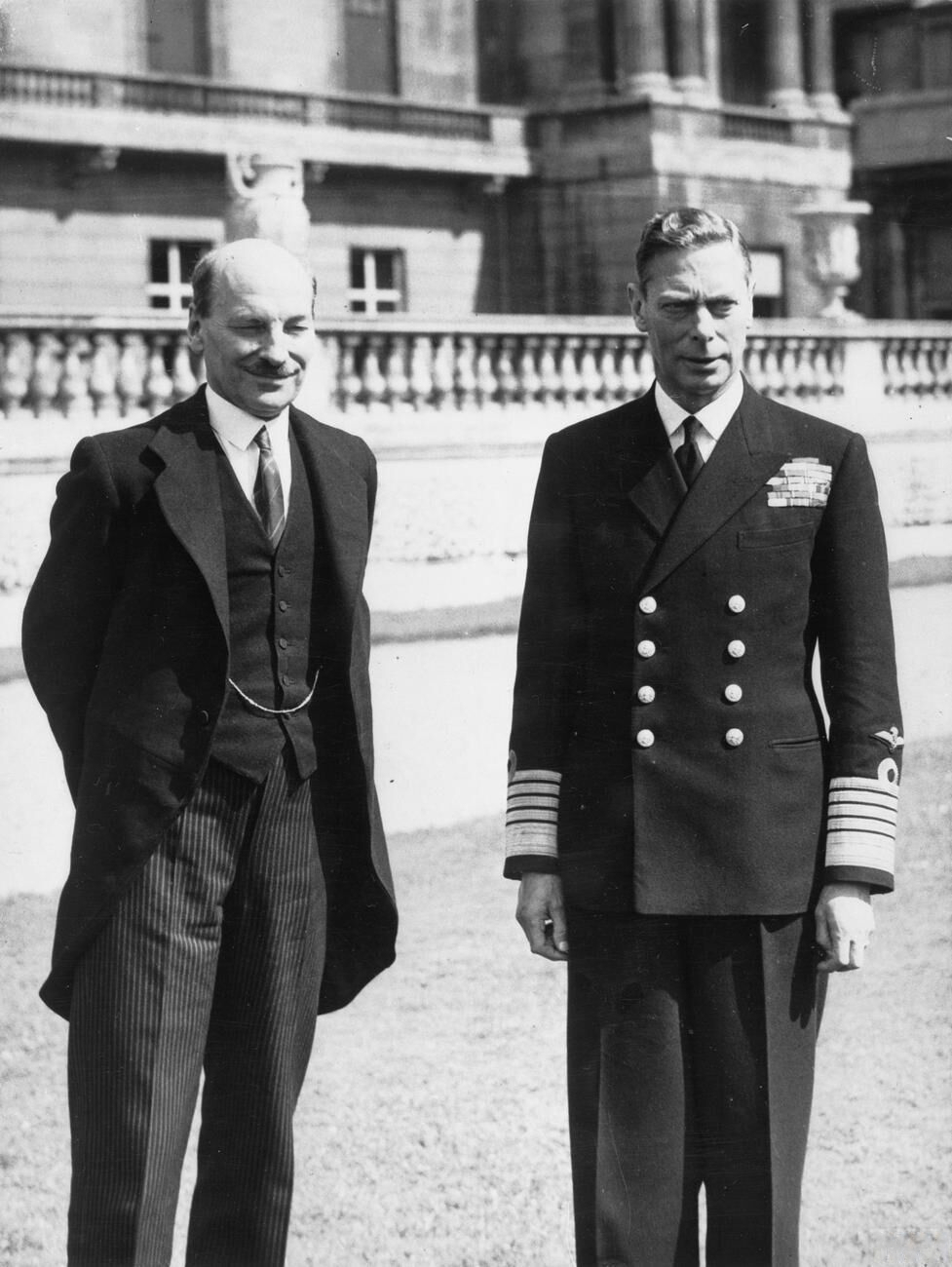
لقاء كليمنت أتلي مع الملك جورج السادس في ساحة قصر باكنغهام، بعد فوز حزب العمال في الانتخابات العامة لعام 1945.

قدم كينز الإلهام الرئيسي لصانعي الاقتصاد في أوروبا وأمريكا ومعظم دول العالم منذ فترة الكساد الكبير وحتّى منتصف السبعينات من القرن العشرين، وفي حين حدث الانجذاب الأول نحو أفكار كينز في نهاية الثلاثينات إلا أن الدول لم تبدأ بالإنفاق بشكلٍ كافٍ لمكافحة البطالة إلاّ بعد الحرب العالمية الثانية، ووفقاً للاقتصادي الأمريكي جون كينيث جالبرايث الذي كان مسؤولاً عن التحكم في التضخم في الولايات المتحدة الأمريكية في أثناء الحرب فإنّه «لا يمكن للمرء أن يجد أفكاراً أفضل من الأفكار الكينزية».
ارتبطتِ الثورة الكينزية بصعودِ الليبرالية الحديثة في الغرب بعد الحرب العالمية الثانية حيث انتشرت بشكلٍ كبيرٍ لدرجة أن بعض العلماء والاقتصاديين اعتبروا كينز صانع مُثلِ الليبرالية الجديدة. كما صنع سلفه آدم سميث في الليبرالية الكلاسيكية. وعندما حاول ونستون تشرشل التقليل من شأن الأفكار الكينزية مستخدماً في حملته الانتخابية عام 1945 خطاباً ناقداً للاقتصاد المُختلط هُزم هزيمةً ساحقةً أمام كليمنت أتلي الذي استمرت سياسات حكومته متأثرةً بأفكار كينز.
وبسبب التأثير الكينزي فقد ركزت النصوص الاقتصادية في فترة ما بعد الحرب مباشرة كثيرًا على التوازن في التجارة؛ فمثلاً خَصصت الطبعة الثانية من الكتاب المدرسي التمهيدي الشهير مخطط النقود الفصول الثلاثة الأخيرة من فصوله العشرة لمسائل إدارة النقد الأجنبي وخاصة مشكلة التوازن. لكن أفكار كينز اختفت في السنوات الأخيرة لانهيار نظام بريتون وودز عام 1971 وذلك بفعل تأثير مدرسة الاقتصاد النقدي خاصة في مواجهة الاختلالات التجارية الكبيرة، كانت المخاوف وخاصة تلك المٌتعلقة بالآثار المُزعزعة للاستقرار بسبب الفوائض التجارية الضخمة سبباً في هذا الغياب للاقتصاد الكينزي في الخطاب السائد، وبقيت أفكاره متوارية عن الأنظار حتّى بروزها من جديد في أزمة 2007-2008.

#### الاقتصادات الكينزية الجديدة

مثال لنموذج IS-LM وهو النموذج المُستخدم لتحليل صدمات الطلب على الاقتصاد

في آواخر الثلاثينات حتّى الأربعينيات من القرن العشرين حاول الاقتصاديون ولا سيما جون هيكس وفرانكو موديلياني وبول صمويلسون تقديم شروحات لكتابات كينز وإعطائها طابعاً رسمياً من حيث التوافق مع النماذج الرياضية الرسمية، فيما عُرف لاحقاً بالتركيب الكلاسيكي الجديد إذ دمجوا التحليل الذي آتى به كينز مع الاقتصاد الكلاسيكي ليُعطوا الاقتصاد الكينزي الجديد والذي سيطر على الاقتصاد الكلي لأربعين عاماً لاحقة.
مع حلول خمسينات القرت العشرين تبنت غالبية دول العالم المُتقدم السياسات الكنزية إضافة لاستخدام العديد من الدول النامية برامج مُماثلة من الاقتصاد المختلط، ومع استخدام دول العالم للأفكار الكينزية أصبحت هذه الأفكار سائدة في جامعات العالم. شهدت فترة الخمسينات والستينات ازدهاراً في الاقتصادات الرأسمالية الحُرّة، والتي بدأت تنمو بوتيرةٍ مرتفعةٍ وتشهد تحسناً في الأُجور بشكلٍ استثنائي مع معدلات بطالة مُنخفضة.
 كتب البروفيسور جوردون فليتشر أن سنوات الخمسينات والستينات كانت ذروة التأثير الكينزي وبدت الرأسمالية في عصرها الذهبي.
في أواخر 1965 نشرت مجلة تايم على غلافها عنواناً كتبه ميلتون فريدمان وردده الرئيس الأمريكي ريتشارد نيكسون لاحقاً: «كلنا كينزيون الآن». قدمت المقالة وصفاً للظروف الاقتصادية السائدة آنذاك وذكرت أن الاقتصاديين في واشنطن التزموا بفكرة كينز المركزية القائلة بأن الاقتصاد الرأسمالي الحديث لا يعمل تلقائياً بكفاءةٍ عاليةٍ ولكن يمكن رفع كفاءته من خلال تدخل الحكومة، يذكر المقال أيضاً أن كينز كان واحداً من أهم ثلاثة اقتصاديين عرفتهم البشرية، وأنّ نظريته العامة كانت شديدة التأثير مثل كتاب ثروة الأمم لآدم سميث.
أدى الخلل في توازن الاقتصاد الكلي عام 1971 إلى انهيار نظام أسعار الصرف الثابتة، وكما نُسب لكينز النجاح الاقتصادي حتّى الستينات فقد تسببت الأزمة مع بداية السبعينات في الحديث عن فشل الأفكار الاقتصادية التي أتى بها.

### الاقتصاد الكينزي 1979-2007
تعرض الاقتصاد الكينزي للتجاهل في بريطانيا مع مجيء المحافظين بزعامة مارغريت تاتشر في عام 1979، وفي أمريكا مع الجمهوريين وإدارة رونالد ريغان (81-1989)، لكن بداية الحشد ضد أفكار كينز بدأ قبل قُرابةِ ثلاثين عاماً من هذا التاريخ عندما أنشأ النمساوي قريدريك هايك جمعية مونت بيليرين عام 1947 بقصدٍ صريحٍ وهو تنظيم التيارات الفكرية المُعارضة للكينزية. كان من بين أعضاء الجمعية لودفيج فون ميزس إلى جانب الشاب ميلتون فريدمان في تلك الفترة. في البداية كان للجمعية تأثير ضئيل جداً فوفقاً لفريدريك هايك: «بدا الأمر وكأن كينز أتى من القداسة حيث رفض الناس نقد أعماله بعد وفاته». مع ذلك استطاع فريدريك هايك إثبات نفسه باعتباره ناقداً للاقتصاد الكينزي منذ منتصف خمسينات القرن العشرين، وتعمقت صورة الناقد بخاصةٍ بعد نشره عام 1963 كتاب التاريخ النقدي للولايات المتحدة.
من الناحية العملية في الحياة الاقتصادية فإن الحكوماتِ الضخمةَ بدت راسخةً بقوةٍ في خمسينات القرن العشرين لكن كفّة الميزان بدأت تميل باتجاه المصالح الخاصة في الستينات. كان كينز قد كتب واصفاً بالحماقةِ تلك السياسةَ المُتمثلةَ في السماح للمضاربين «المنحلين والأنانيين» بالتأثير الذي تمتعوا به منذ الحرب العالمية الأولى، وبعد ذلك على مدى عقدين عقب الحرب العالمية الثانية. كان الرأي العام مُعارضاً بقوةٍ للمضاربين من القطاع الخاص. قُيّدتِ المضاربة الدولية بشدةٍ من خلال ضوابط رأس المال المعمول بها في اتفاقية بريتون وودز، ووفقاً للصحافيّيْنِ لاري إليوت ودان أتكينسون فإن العام 1968 كان العام المحوري الذي تحولت فيه السلطة لصالح وكلاء خاصين مثل المضاربين بالعملات. اعتبر الصحفيان أن الحدث الرئيس عام 1968 كان تعليق أمريكا شراء الذهب مقابل الدولار الأمريكي إلاّ بناءً على طلب حكوماتٍ أجنبيةٍ؛ الحدث الذي مثل بداية الانهيار لاتفاقية بريتون وودز.

منحنى فيليبس.

نُظر إلى السياسات الكينزية على أنّها تتسبّب بالعجز في الميزانية بطريقةٍ مُتعمَّدةٍ؛ ولاحقاً أدت القفزة في الأجور عام 1968 إضافةً إلى أزمة حظر النفط (73-1974) إلى تعاظم الانتقادات للسياسات الكينزية. بدأت هذه الانتقادات تلقى قَبولاً واسعاً مع بداية السبعينات بشكل أساسي حيث تمكن مُنتقدو النظرية من تقديم حجّةٍ ذات مصداقيةٍ مفادها أنّ النماذج الكينزية لم تعد تعكس الواقع الاقتصادي. لم يُضمّن كينز نفسه صيغاً رياضيةً واضحةً في نظريته العامة ما دفع اقتصاديين مثل هيمان منسكي للاعتقاد بأنّ سبب الاستخدام المحدود للرياضيات هي الشكوك في قدرة النماذج الرياضية على رصد النشاط الاقتصادي بشكلٍ كافٍ، ورغم ذلك فإن الاقتصاديين الكينزيين طوّروا العديد من النماذج مٌستخدمين كمثالٍ منحنى فيلبس الذي تنبأ بعلاقةٍ عكسيةٍ بين البطالة والتضخم، وكان يعني ضمناً أنّه يمكن الحد من البطالة عن طريق الحوافز الحكومية. كان ميلتون فريدمان قد نشر ورقةً بحثيةً عام 1968 يجادل فيها بأن العلاقة الثابتة التي ينطوي عليها منحنى فيليبس غير موجودة. اقترح فريدمان في ورقته أنّ السياسات الكينزية المُستدامة يمكن أن تؤدي إلى البطالة والتضخم في آنٍ واحد، وهي ظاهرة عُرفت لاحقاً بالركود التضخمي. ظهر الركود التضخمي في أوائل السبعينات في كلٍّ من الولايات المتحدة الأمريكية وبريطانيا كما توقع فريدمان، كما تدهورت الأوضاع الاقتصادية مع أزمة حظر النفط (73-1974). اكتسب ميلتون فريدمان بفضل توقعاته مكانةً عاليةً قاد من خلالها انتقاداتٍ ناجحةً موجهةً للمدرسة الكينزية، واستطاع من خلال البرامج الإذاعية والتلفزيونية إقناع شريحةٍ واسعةٍ من الناس إضافةً للأوساط الأكاديمية والسياسية. لتُقوَّضَ بعدها المصداقية الأكاديمية للاقتصاد الكينزي من قبل علماءٍ آخرين يتّبعون مدرسة شيكاغو إضافةً لانتقاداتٍ من مدرسة هايك النمساوية. كانت هذه الانتقادات ناجحةً إلى درجة أنّ روبرت لوكاس زعم -عام 1980- بأنّ الاقتصاديين سيتعرضون لإهانةٍ إذا ما وُصفوا بأنّهم كينزيون.
من حيث الجانب العملي للاقتصاد كان أداء الاقتصاد الكينزي سيئاً، واستُبدل به اقتصاد المدرسة النقدية باعتبارها كانت قد صاحبت التأثير الأساسي على السياسات الاقتصادية في بريطانيا والولايات المتحدة. ورغم تراجع تأييد المدرسة الكينزية إلاّ أن العديد من الاقتصاديين على جانبي المحيط الأطلسي تمسكوا بأفكار كينز، لكن وبحلول عام 1984 بدأ نظام الاحتياطي الفدرالي يتجاهل السياسة النقدية تماماً، وبدأ بالعودة الجزئية مجدداً إلى مبادئ جون مينارد كينز. لم يحظَ النقد الموجه لكينز بقبول جميع الأكاديميين. فهيمان مينسكي جادل بأنّ الاقتصاد الكينزي تعرض للتدهور بسبب الاختلاط المفرط بالأفكار الكلاسيكية الجديدة منذ الخمسينات، وأسف لأن هذا الفرع الجديد من الاقتصاد كان يُلحَق باسم «كينز». كتب روبرت كونتر في كتابه التوقع الأمريكي (بالإنجليزية: The American Prospect) أن النشاط المُفرط للأفكار الكينزية لم يك من تسبب بالمشاكل الاقتصادية في السبعينات، وإنما انهيار نظام بريتون وودز لضوابط رأس المال مما سمح بهروب رأس المال من الاقتصادات المنظمة إلى الاقتصادات غير المنظمة بطريقةٍ شبيهةٍ بقانون جريشام (حيث تطرد العملات الضعيفة العملات القوية).
 صرّح المؤرخ بيتر بوغ بأن سبب ما عانته أمريكا في السبعينات هو رفض زيادة الضرائب لأجل تمويل حرب فيتنام، وهذا مُخالف لنصيحة كينز.
الرد الأكثر نموذجيةً كان في قَبولِ بعض الانتقاداتِ وتطوير النظرية على ضوئِها للدفاع أمام الحجج التي تُريد إبطال مفعول الفكر الكينزي بأكمله، هذا الرد أدى إلى ظهور مجموعة عملٍ نجحت في إنتاج الاقتصادات الكينزية الجديدة. كتب آلان بليندر عام 1992 عن «عودة كينز» حيث أصبح الفكر الكينزي رائجاً بشكلٍ كبير في الأوساط الأكاديمية العالمية رغم أن الاتجاه السائد للاقتصاد خلط أفكار كينز بشكلٍ كبيرٍ مع المدرسة النقدية والتفكير الكلاسيكي الجديد. على أن التعاطف مع السوق الحرّة بقي موجوداً على نطاقٍ واسعٍ في القطاعات الحكومية الأمريكية، وفي مؤسساتٍ مثل البنك الدولي وصندوق النقد الدولي والخزانة الأمريكية إضافةً لوسائل إعلامٍ مؤثرةٍ عالمياً مثل صحيفتي الفايننشال تايمز وذي إيكونوميست.

### عودة الاقتصاد الكينزي 2008-2009

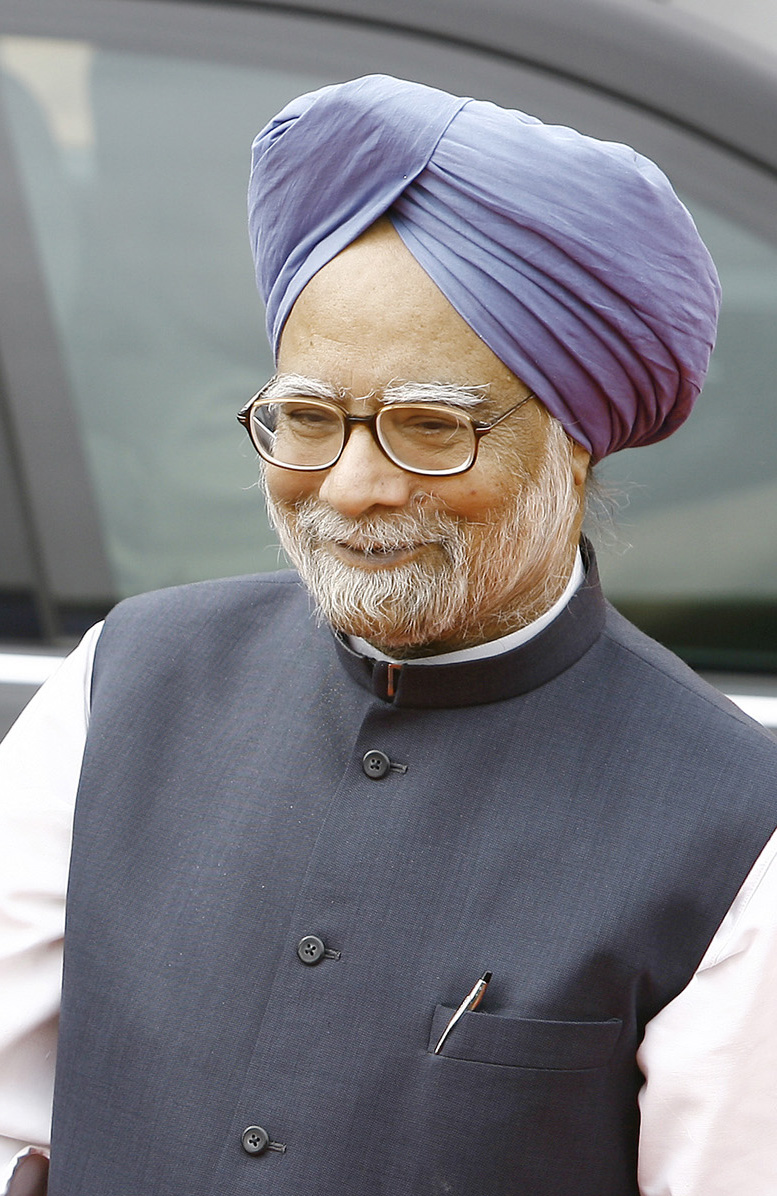
تحدَّث الاقتصادي مانموهان سينغ رئيس وزراء الهند السابق بقوة لصالح الحوافز المالية الكينزية في قمة مجموعة العشرين في واشنطن لعام 2008.

أدت الأزمة المالية العالمية (2007-2008) إلى شكوك كبيرة حوّل آلية السوق الحرة حتّى من قبل حركات اليمين الاقتصادية، في شهر مارس عام 2008 أعلن مارتن وُلف كبير المعلقين الاقتصاديين في صحيفة فاينانشال تايمز عن موت حلم رأسمالية السوق الحر. في الشهر نفسه استخدم الاقتصادي جيمس جالبرايث (وهو غير جون كينيث جالبرايث الاقتصادي الكينزي) محاضرة ميلتون فريدمان السنوية الخامسة والعشرون لشن هجوم على الاقتصاد النقدي مُجادلاً بأن الاقتصاد الكينزي كان أكثر منطقية في معالجة الأزمات الناشئة. دعا روبرت شيلر إلى التدخل الحكومي لمعالجة الأزمات المالية وناقش بول كروغمان الحائز على جائزة نوبل للاقتصاد قضية التدخل الكينزي القوي في الاقتصاد في أعمدته الصحفية التي كان يكتبها لصحيفة نيويورك تايمز، كما جادل الكثير من المعلقين الاقتصاديين مثل جورج أكيوف في تدخل الحكومة لتخفيف الأزمة المالية، برادفورد ديلونج، روبرت رايخ، وجوزيف ستيجليتز. إضافة لاستشهادات الصحف والإعلام بأعمال كينز لهيمان مينسكي، روبرت سكيدلسكي، دونالد ماركويل وأكسيل ليجونهوفود.
بعدها تتابعت السياسات لإنقاذ العالم من الأزمة المالية ففي 7 سبتمبر 2008 أعلنت الحكومة الأمريكية تأميم الشركتين العقاريتين المملوكتان لها فاي ماي وفريدي ماك والمُشرفتين بشكل مباشر على معظم عمليات سوق الرهن العقاري في الولايات المتحدة، وفي أكتوبر أشار وزير الخزانة البريطاني أليستر دارلينغ إلى السياسات الكينزية في إعلانه لخطط تحفيز مالي كبير لإنقاذ السوق من آثار الركود. تبنت حكومات أُخرى في أغلب دول العالم سياسات مُماثلة، وهذا تناقض كبير مع الإجراءات التي فُرضت على إندونيسيا عام 1997 بإجبارها على إغلاق 16 مصرفاً دفعةً واحدةً ما أدى لانتشار ظاهرة الجري نحو المصارف والتي تعني تهافت الناس على المصارف لسحب أموالهم. الكثير من المناقشات خلال الأزمة وما بعدها عكست بشكل واضح أهمية الدعوة التي كان أطلقها كينز لوجود تنسيق دولي للتحفيز المالي أو النقدي، وتنظيم المؤسسات الاقتصادية مثل صندوق النقد الدولي والبنك الدولي والتي اعتبرها الكثيرون «بريتون وودز جديدة» لذلك يجب إصلاحها قبل اندلاع أزمات جديدة. دعا خبراء الاقتصاد في كلٍّ من صندوق النقد الدولي والأمم المتحدة لنهج دولي مُنسق للتحفيز المالي. وقد ناقش دونالد ماركويل بأن غياب هذا التنسيق سيؤدي لتدهور العلاقات الدولية وربّما لحربٍ عالميةٍ ناشئةٍ عن عواملَ اقتصاديةٍ مُماثلةٍ لتلك التي كانت موجودة إبان أزمة الكساد الكبير في الثلاثينيات.
وفي ديسمبر من العام 2008 نشرت صحيفة فايننشال تايمز تقول: «الظهور المفاجئ للسياسة الكينزية هو انعكاس مذهل لعقيدة العقود العديدة الماضية»، ولاحقاً أصدر بول كروغمان كتاب عودة اقتصاديات الكساد، وأزمة عام 2008 مُعتبراً أن الظروف الاقتصادية مشابهة لتلك التي انتشرت مع بداية القرن العشرين ممّا جعل وصفات السياسات الكينزية أكثر أهميةً من أي وقتٍ مضى. وفي عام 2009 نشر روبرت شيلر وجورج أكرلوف كتاب الأرواح الحيوانية وفيه جادلا بأن حزمة التحفيز الأمريكية الحالية صغيرة جداً لأنّها لا تأخذ في الاعتبار رؤية كينز حول أهمية الثقة والتوقعات في تحديد السلوك المستقبلي لرجال الأعمال.
في عام 2009 ألقى محافظ مصرف الصين الشعبي خطاباً بعنوان «إصلاح النظام النقدي الدولي» أيد فيه فكرة كينز الخاصة بعملةٍ احتياطيةٍ عالميةٍ تُدار مركزياً، واعتبر أنّ جزءاً من انهيار بريتون وودز كان بسبب الفشل في تبني عملة البانكور التي تكلم عنها كينز واقترح تحركاً تدريجياً نحو زيادة استخدام حقوق السحب من صندوق النقد الدولي.
 رغم عدم قبول أفكار محافظ البنك الشعبي الصيني إلاّ أن قادة قمّة مجموعة العشرين اللذين اجتمعو في أبريل 2009 في لندن اتفقوا على السماح بسحب 250 مليار دولار من صندوق النقد الدولي لتُوزع على العام بأسره وسُجلت الخطط التحفيزية باعتبارها مُساهمة في تحقيق توقعات اقتصادية أفضل من قبل منظمة التعاون الاقتصادي والتنمية وصندوق النقد الدولي، وقد حذرت المنظمتان في تقريرهما عام 2009 دول العالم بأنّ التعافي سيكون بطيئاً لذا لا يجوز التراجع عن إجراءات مكافحة الركود مبكراً.
رغم الرضا عن الإجراءات التحفيزية بين أغلب صانعي السياسات في العالم إلاّ أن الجدل استمر حول كيفية تمويل الإنفاق وقد أعرب بعض القادة مثل أنجيلا ميركل ومؤسسات مثل البنك المركزي الأروبي عن قلقهم بشأن التأثير المحتمل على التضخم والدين القومي والمخاطرة بأن يؤدي التحفيز الضخم إلى تعافي غير مستدام.
أحدث الاقتصاد الكينزي انقساماً بين مُحترفي الاقتصاد أكثر مما أحدث اهتماماً ورغم أن الكثير من الاقتصاديين مثل جورج أكيرلوف، وبول كروغمان، وروبرت شيلر، وجوزيف ستيجليتز أيدوا التحفيز الكينزي إلاّ أن آخرين عارضوا ولم يتفقوا بأن زيادة الإنفاق الحكومي ستؤدي لخروج الولايات المتحدة من أزمة الركود. بعض الاقتصاديين مثل روبرت لوكاس شككوا في الأساس النظري لحزم التحفيز وآخرون مثل روبرت بارو وجاري بيكر اعتبروا أننّا لا نملك أدلة على أن التحفيز الكينزي سيفيد الأسواق ورغم ذلك إلا أنّ المؤلفات الأكاديمية المُتتابعة تُظهر باستمرار أن التوّسع المالي يُساعد الاقتصاد على النمو في المدى القريب وأن أنواعاً مُعينة من الحوافز المالية فعالة كثيرًا.

## تأييد وانتقاد

### التأييد
على نطاق الأشخاص فإن كينز اعتُبر من الأشخاص المُرحب بهم أينما حل حتّى من قبل أولئك اللذين تعرضوا للنقد منه. خطاب كينز الذي ختم به مفاوضات بريتون وودز بالحفاوة وأقرّ المندبون بجودة أفكار كينز على الرغم من مشاكله الصحية. كان الاقتصادي في المدرسة النمساوية قريدرك هايك من أبرز المُنتقدين لكينز ورغم ذلك فقد كتب بعد وفاته: «لقد كان أعظم رجل عرفته على الإطلاق، وكنت أُكن له الكثير من الإعجاب، إنّ العالم كان سيكون أفقر بكثير بدونه.»
رئيس قسم الاقتصاد السابق في كلية لندن للاقتصاد ليونيل روبنز والذي شارك في العديد من المناقشات مع كينز خلال فترة الثلاثينات، وقد كتب بعد مراقبته في أثناء المفاوضات مع الأمريكيين لوضع خطّة لبريتون وودز:
«سارت الأمور بشكل جيد للغاية بالفعل. كان كينز بكلامه الأكثر إقناعاً ووضوحاً "كان تأثيره لا يُقاوم". في مثل هذه اللحظات غالباً ما أجد نفسي أفكر في أن كينز يجب أن يكون أحد أبرز الرجال الذين عاشوا على الإطلاق؛ بهذه المحاكاة السريعة وحدسه السريع المُشابه للطيور والرؤية الواسعة، وفوق كل ذلك الإحساس الذي لا يضاهى باللياقة الكلامية، كل هذه العناصر تتحد جميعها لتكوين شيء يتجاوز حدود الإنجاز البشري العادي بعدة درجات»
مسؤول المفوضية الكندية العُليا دوجلاس لوبان كتب: «أنا مندهش. هذا هو أجمل مخلوق استمعت إليه على الإطلاق. هل ينتمي إلى جنسنا؟ أم أنه من جماعة أخرى؟ هناك شيء أسطوري ورائع عنه. أشعر فيه بشيء ضخم مثل أبو الهول وأيضاً أشعر أنّ لديه أجنحة»
برتراند راسل وصف كينز بأنّه من أكثر الأشخاص اللذي عرفهم ذكاءً وعلّق: «كان عقل كينز هو الأكثر حدة ووضوح من بين كل من عرفتهم، عندما تناقشت معه شعرت أنني وضعت حياتي بين يدي ونادراً ما كنت أخرج دون الشعور بأني أحمق بعض الشيء»
كتبت صحفية نيويرك تايمز تعليقاً في نعي كينز: «هناك الرجل نفسه: متألق، لامع، فوار، مثلي الجنس، مليء بالنكات الشيطانية...، لقد كان رجلاً إنسانياً مكرساً حقاً لقضية الصالح العام.»

### الانتقاد
جعل اعتماد الحكومة البريطانية على كينز منه صاحب التأثير الأكبر على اقتصاد القرن العشرين، وبسبب هذا المركز فقد تلقى الكثير من الانتقادات من جانبي الصيف السياسي حيث اعتُبر مناهضاً للرأسمالية من قبل الحركات اليمينية في فترة العشرينات وفي فترة الثلاثينات الحمراء فضل العديد من الاقتصاديين الآراء الماركسية حتّى في كامبريدج وكان كينز يحاول اقناعهم بمزايا السياسة الأكثر تقدمية. النقد الأكبر لكينز كان من الحركات اليسارية حيث اعتبروه مؤيداً للرأسمالية وبقيت الانتقادات يساريةً كثيرًا حتّى الخمسينات عندما عادت حركات اليمين توجه له الانتقادات.

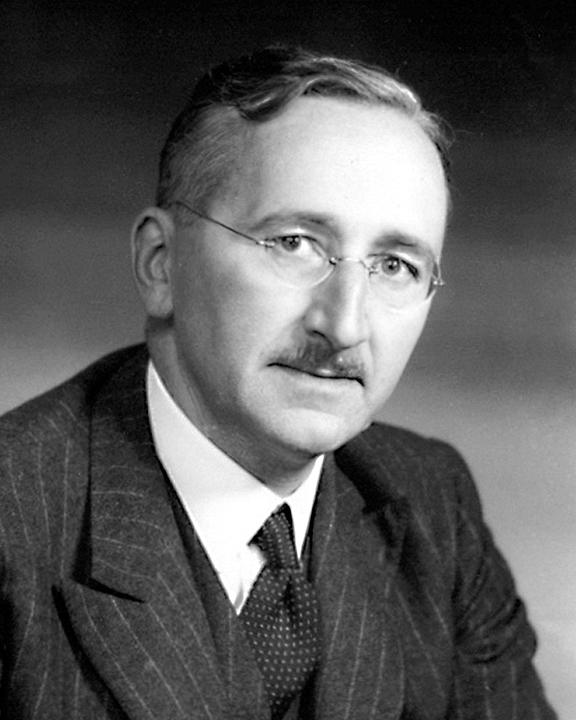
فريدرش هايك أحد منتقدي كينز

في عام 1931 انتقد فريدرش هايك رسالة كينز في النقود التي نُشرت عام 1930، وبعد قراءة كتاب هايك الطريق إلى العبودية كتب كينز لهايك «أجد نفسي مُتفقاً أخلاقياً وفلسفياً مع كل هذا تقريباً»، لكنه أنهى الخطاب:
«وبالتالي فإن ما نحتاجه في رأيي ليس تغييراً في برامجنا الاقتصادية فهذ لن يؤدي في الممارسة العملية إلاّ إلى خيبة الأمل من نتائج فلسفتك؛ بل ربما نحتاج العكس أي توسيع السياسة الحالية. الخطر الأكبر بالنسبة لك هو الفشل العملي المحتمل لتطبيق فلسفتك في الولايات المتحدة.»
القضية الأكثر أهمية في ذلك الوقت هي الفكرة القائلة أنّ إنفاق الدولة في حالة العجز يمكن أن يُخرج بلداً من الكساد، وقد ردّ كينز على انتقادات هايك:
«يجب أن أختتم بشكل مختلف إلى حد ما. يجب أن أقول إن ما نريده ليس عدم وجود تخطيط أو حتى تخطيط أقل، في الواقع يجب أن أقول إننا نريد بالتأكيد هو المزيد. لكن يجب أن يُحطط هذا في مجتمع يشارك فيه أكبر عدد ممكن من الأشخاص، تخطيط يشارك فيه القادة والأتباع. سيكون التخطيط المعتدل آمناً بدرجة كافية إذا كان من ينفذونه موجهين أخلاقياً بشكل صحيح.»
هايك أجاب عن سؤالٍ متعلق باتفاق كينز الأخلاقي والفلسفي مع آراءه في كتاب الطريق إلى العبودية قائلاً:
«لأنه كان يعتقد أنه لا يزال في الأساس ليبرالياً إنكليزياً كلاسيكياً ولم يكن مدركاً تماماً للمدى الذي ابتعد فيه عن هذه الأفكار. كانت أفكاره الأساسية لا تزال أفكار الحرية الفردية. لم يفكر بشكل منهجي بما يكفي لرؤية الصراعات. كان -بمعنىً ما- فاسدًا بسبب الضرورة السياسية.»
شعر هايك أن الأرثوذكسية الكينزية أعطت الكثير للدولة مقابل سلب الأشخاص وبذلك ستؤدي إلى الإشتراكية.
وصف ميلتون فريدمان النظرية العامة بأنّها «كتاب عظيم» لكنه حادل بفكرة الفصل الضمني بين المقادير الاسمية والأحجام الحقيقية واعتبر هذا شيئاً غير مرحّبٍ به، رأى فريدمان أن سياسة الاقتصاد الكلي تؤثر بشكل مؤكد على النواحي الاسمية فقط وبهذا اعتبر مع عدد من الاقتصاديين أنّ الاقتصاد الكينزي يمكن أن يؤدي لتضخم مصحوبٍ بركودٍ مُكوناً مزيجاً من النمو المُنخفض والتضخم المُرتفع وهذا ما عانته الاقتصادات الامُتقدمة في أوائل السبعينات. العمل الأكثر تأثيراً بفريدمان كان «مسلك على الإصلاح النقدي» (بالإنجليزية: Tract on Monetary Reform) والذي اعتبره أفضل أعمال كينز لتركيزه على الاستقرار في الأسعار المحلية.
كان جوزيف شومبيتر خبيراً اقتصادياً في عمر كينز نفسه وأحد منافسيه الرئيسيين ومن بين المراجعين الأوائل الذين جادلوا بأن نظرية كينز العامة لم تكن نظرية عامة بل هي حالة خاصة. وأن العمل يعبر عن «موقف الحضارة المتعفنة». بعد وفاة كينز كتب شومبيتر مقالاً مُختصراً عن سيرة كينز الاقتصادي. بشكلٍ عام كان إيجابياً للغاية بشأن كينز كرجل حيث أشاد بلطفه وطبيعته الودودة وقيّم بعض السير الذاتية التي كُتبت عن كينز مُعتبراً إياها أفضل ما رآه على الإطلاق لكنه ظلّ مُتمسكاً بانتقاد السياسات الكينزية في الاقتصاد وربط عدم إنجاب كينز للأطفال بالنظرة قصيرة المدى التي كان يمتلكها. واعتبر كينز مالكاً لوطنيةٍ لا واعيةٍ تسببت في عدم فهمه لمشاكل الدول الأُخرى. بالنسبة لشومبيتر فإن «الكينزية العملية هي نبتة لا يمكن زرعها في تربة غير إنكليزية: تموت هناك وتصبح سامة عند موتها.» كان شومبيتر مُعجباً بكينز وحاسداً له، لكنه بعد موته عام 1946 تعامل مع أفكار كينز تعاملاً روتينياً بوصفها «علاج رروتيني دون مفتاح» وهذه المعاملة نفسها أعطاها لاحقاً لآدم سميث في كتابه تاريخ التحليل الاقتصادي حيث اعتبر أفكارهم لا تملك مصداقية ولا إضافة ولا ابتكاراً واحداً في تحليل التقانات الاقتصادية.
كان الرئيس هاري ترومان متشككاً في التنظير الكينزي. بدا ذلك واضحاً عندما أخبر ليون كيزرلينج كبير مستشاريه الاقتصاديين وهو كينزي الفكر: «لا أحد يستطيع أن يقنعني أبداً أن الحكومة تستطيع إنفاق دولار لم تحصل عليه».

## جائزة كينز
منذ عام 2015 تُمنح «جائزة جون مينارد كينز» في المملكة المتحدة، وهي جائزة عالمية تُقدم لأي شخص أياً كانت جنسيته بشرط أن يتمتع بمواهب استثنائية.

## مؤلفات

### كُتب
مُترجمة
- «النظرية العامة للتوظيف والفائدة والنقد» (1936)[ar 36]

غير مُترجمة  [متبوعة بسنة النشر]
- العملة الهندية والتمويل (بالإنجليزية: Indian Currency and Finance) (1913)[227]
- الآثار الاقتصادية للسلام (بالإنجليزية: The Economic Consequences of the Peace) (1919)[228]
- رسالة في الاحتمال (بالإنجليزية: A Treatise on Probability) (1921)[229]
- مراجعة المعاهدة (بالإنجليزية: A Revision of the Treaty) (1922)[230]
- مسلك في الإصلاح النقدي (بالإنجليزية: A Tract on Monetary Reform) (1923)[231]
- نهاية "دعه يعمل" (بالإنجليزية: The End of Laissez-Faire) (1926)[232][هامش 14]
- العواقب الاقتصادية للسيد تشرشل (بالإنجليزية: The Economic Consequences of Mr. Churchill) (1926).
- رسالة في المال (بالإنجليزية: A Treatise on Money) (1930)[233]
- مقالات في الإقناع (بالإنجليزية: Essays in Persuasion) (1931)[234]
- كيف تدفع ثمن الحرب: خطة جذرية لوزير الخزانة (بالإنجليزية: How to pay for the war, a radical plan for the chancellor of the exchequer) (1940)[235]
- مذكرتان. إد. بقلم ديفيد جارنيت (عن كارل ملكيور وجي إي مور) (بالإنجليزية: Two memoirs: Dr. Melchior, a defeated enemy ; and My early beliefs. Introd. by David Garnett) (1949)[236]

### مقالات مُختارة
غير مُترجمة [متبوعة بسنة النشر]
- اقتصاد الحرب في ألمانيا (بالإنجليزية: The Economics of War in Germany) (1915)[237]
- تضخم العملة كطريقة لفرض الضرائب (بالإنجليزية: The Inflation of Currency as a Method of Taxation) (1022)[238]
- هل أنا ليبرالي؟ (بالإنجليزية: ?Am I a Liberal) (1925)[239]
- [مقولة] "دعه يعمل" والشيوعية (بالإنجليزية: Laissez-Faire and Communism) (1926)[240]
- هل يستطيع لويد جورج أن يفعل ذلك؟ (بالإنجليزية: ?Can Lloyd George Do It)[241]
- الإمكانيات الاقتصادية لأحفادنا (بالإنجليزية: Economic Possibilities for our Grandchildren)[242]
- نهاية المعيار الذهبي (بالإنجليزية: The End of the Gold Standard (Sunday Express)) (1931)[243]
- الركود الكبير عام 1930 (بالإنجليزية: The Great Slump of 1930) (1930)[244]
- وسيلة الرخاء (بالإنجليزية: The Means to Prosperity)[245]
- رسالة مفتوحة إلى الرئيس روزفلت (نيويورك تايمز) (بالإنجليزية: An Open Letter to President Roosevelt) (1933)[246]
- مقالات في السيرة الذاتية (بالإنجليزية: Essays in Biography) (1933)[247]
- النظرية العامة للتوظيف (بالإنجليزية: 1937 The General Theory of Employment) (1937)[248]

## الهوامش
1. ↑  بقيت إسبانيا على الحياد ولم تشارك في الحرب العالمية الأولى، وأدى هذا إلى تجنيبها الآثار السلبية التضخمية التي عانت منها الدول المتحاربة وأضحت البيزيتا الإسبانية -لمحافظتها على قيمتها- ملاذاً آمناً لاجتذاب الرساميل فارتفع سعرها. كان طبيعياً أن تحاول الدول الاحتفاظ بأرصدةٍ بالبيزيتا وصرفها على دفعات حسب الحاجة، وهو ما عمله كينز للخزانة البريطانية، لكن ثورية فكره وبعد نظره برزا في أنه تصرف على مستوى دولة لا كمستثمر فردي. باع رصيده من البيزيتا -مما خفض سعرها- مقابل الإسترليني -مما رفع سعره-، وباعتبار أنه سيتم صرف الإسترليني على حسب الحاجة لاحقاً، فإن ذلك مما يتيح إمكانية التحكم بسعره إلى حدٍّ ما.
2. ↑  كانت النظرة التقليدية إلى النقد كوعاءٍ للادخار ومعيارٍ للقيمة -من وظائف النقد- أنها تتطلب ثباتاً في قيمته مقابل الذهب (أي حرية مبادلته بالذهب لقاء سعرٍ ثابتٍ في أي وقت، وهو ما يدعى الغطاء الذهبي للنقد)، فضلاً عن اعتبار ثبات قيمة العملة قضية ثقةٍ بالاقتصاد ومظهر قوةٍ على مستوىً قوميٍّ، ونُظر إلى تذبذب قيمتها على أنه حالة استثنائية. كانت رؤية كينز أن قيمة العملة ترتبط بوضع الاقتصاد ككل وبالتالي فإن له انعكاساتٍ عليها. قضت خطة تشرشل ومستشاريه الاقتصاديين -ببساطةٍ- العودة إلى سعر صرف الإسترليني مقابل الذهب ما قبل الحرب، وتغطية العملة كاملاً بالذهب، وحتّم هذا تداعياتٍ شبه كارثيةٍ، فالاقتصاد البريطاني في العشرينات لم يك في مستواه ما قبل الحرب ليدعم عملةً بمعادلٍ ذهبيٍّ أعلى من إمكاناته، فضلاً عن أن العملات الأخرى عودلت بمعادلٍ ذهبيٍّ منخفضٍ يتناسب وإمكانات اقتصاداتها عقب الحرب. أدى هذا إلى تسعير الإسترليني بأعلى من قيمته الفعلية (كما يعكسها الوضع الاقتصادي) مقابل العملات الأخرى، إحدى النتائج أن الصادرات الإنجليزية لم تعد تجد رواجاً لغلائها، فتباطأت وتيرة الأعمال الاقتصادية في وقتٍ كان تسريعُها مطلباً ملحاً لرفع معدلات التوظيف وخفض البطالة.
3. ↑  وهو ما يُرجح حدوثه عندما تكون أسعار الفائدة مرتفعةً بحيث تكون أعلى من العائد على الاستثمار، لأن الرساميل ستتجه عندها نحو الإيداعات المصرفية.
4. ↑  كانت وجهة نظر كينز أن على الدولة أن تتخذ سياساتٍ اقتصاديةً ونقديةً معاكسةً للدورة الاقتصادية للتخفيف من آثارها السلبية، فمثلاً في فترة الانتعاش وصولاً إلى الازدهار (الذروة) يكون إجمالي الإنفاق عادةً أكبر من حجم الناتج العام مما يؤدي إلى زيادة الطلب على العرض وهو ما يعني التضخم، وهنا على السياسة الحكومية تقليص الكتلة النقدية بوسائلَ متعددةٍ مثل رفع الضرائب، أو رفع الفائدة توجيهاً للرساميل نحو الادخار المصرفي، أو السحب من المعروض النقدي في السوق وما شابه، بالمقابل خلال فترة الانكماش وصولاً إلى الركود يكون الادخار مرتفعاً والاستثمار منخفضاً نتيجة ضعف الطلب، وهنا على السياسة العامة زيادة الإنفاق الحكومي لرفع المعروض النقدي المتداوَل وتحفيز الطلب. إحدى السياسات الكينزية الشائعة في هذه الحالة الاقتراض الحكومي بغية توجيه الأرصدة الادخارية نحو الإنفاق على مشاريع البنى التحتية التي يُحجم عنها رأس المال الخاص عادةً لارتفاع أصولها وطول فترة تحصيل العوائد منها.
5. ↑  يجدر الذكر أن الحملتين الانتخابيتين للرئيس روزفلت عامي 1932 و1936 قامتا على مبدأ زيادة الإتفاق الحكومي العام وهو ما دُعي "بالصفقة الجديدة" (بالإنجليزية: The New Deal)، ومن ضمنه الاستثمار في مجال البنية التحتية، وقد أنجزت مشاريع كبيرة بعد وصوله للحكم -مثل مشروع سد وشبكة ري وادي تنيسي (هيئة وادي تنيسي)- مما أسهم في انتعاش الاقتصاد الأمريكي من أزمة 1929 الطاحنة، واعتبرت دليلاً على تأثر روزفلت وفريقه الاقتصادي بأفكار كينز. يُذكر أن الاقتصاد الأمريكي لم يُظهر مؤشراتِ تعافٍ من آثار أزمة 1929 حتى عام 1937.
6. ↑  فضّل كينز درجةً معينةً لا غنى عنها من تنويع الإنتاج الوطني في مقابل مبدأ التخصص الدولي القائم على نظرية الأفضلية النسبية التي أتى بها ديفيد ريكاردو عام 1817. كان ذلك بغية تحقيق نوع من الاكتفاء الذاتي وعدم جعل الاقتصاد رهينةً للطلب العالمي، وبالتالي الزيادة الحتمية في البطالة عندما ينخفض هذا الطلب، في جملته الأخيرة (الاقتباس آنف الذكر) يورد صراحةً أن معظم أنواع الإنتاج الضخم يمكن إدارته بالكفاءة نفسها تقريباً في معظم الدول. ما يعني أنه لا توجد ميزة تفاضلية حقيقية بين الدول في الإنتاج الصناعي إذا استثنينا مقارنة تكلفة المواد الخام ما بين الاستيراد أو الإنتاج المحلي، وحتى في هذه الحالة لدينا من الشواهد ما يؤكد أنها لا تمثل فرقاً معتبراً في القيمة المضافة، على سبيل المثال الدول الصناعية التي تستورد معظم موادها الخام كاليابان وسويسرا.
7. ↑  قد تبدو فكرة المضاعف بسيطةً لكنها تغدو معقدةً عند صوغها في معادلاتٍ رياضيةٍٍ لاحتساب قيمته وتغيرها بحسب العوامل المختلفة. طبعاً لايُقصد بالمُضاعَف مضاعفات صحيحة بل هي كسرية، مثلاً 1,1 أو 1,2...الخ بمعنى مُعامل أكبر من الواحد.
8. ↑  سعت أدبيّات الاقتصاد السياسي في الاقتصاد الحر دائماً للتسويق للدولة النحيلة (بالإنجليزية: Thin State) -أو الرشيقة- التي ينحصر عملها في الشؤون السيادية فقط كالدفاع والأمن والخارجية والقضاء وتحصيل الضرائب، وهي من التوجهات الاقتصادية للعولمة، وتوصيات البنك الدولي تحت مسمياتٍ مختلفةٍ مثل التقشف وتحرير الاقتصاد، في مقابل "الدولة الضخمة" -أو السمينة، المترهلة- التي تمارس تدخلاً في الحياة الاقتصادية، وتوحي المفردات المستخدمة لوصفهما بموقف الاقتصاد الحر من كلٍّ منهما.
9. ↑  كتب إليوت وأتكينسون مؤلفاً عام 2008 بعنوان "الآلهة الفاشلة: كيف كلفنا الإيمان الأعمى بالسوق مستقبلنا" (بالإنجليزية: The Gods That Failed: How Blind Faith in Markets Has Cost Us Our Future) في عز أزمة الرهونات العقارية (المضاربات العقارية) في الولايات المتحدة (07-2008) التي سببتها المضاربة في السوق العقارية، وذلك اتهاماً للمضاربين وأسواق المضاربة.
10. ↑  نصت اتفاقية بريتون وودز (يوليو/تموز 1944) على معادلة جميع العملات مقابل الدولار الأمريكي بسعرٍ ثابتٍ لكلٍّ منها، على أن يعادَل الدولار الأمريكي بدوره بسعرٍ ثابتٍ مقابل الذهب (35 دولاراً للأونصة)، وهذا يعني بالتبعية ثبات أسعار العملات جميعاً مقابل الذهب بشرط ضمان حرية مبادلتها به في أي وقت، لذلك التزمت الولايات المتحدة بميادلة أي كميةٍ من أوراق الدولار الأمريكي النقدية بالذهب في أي وقت. أدى نظام "بريتون وودز" إلى ثباتٍ نقديٍٍّ عالميٍّ استمر لأكثرَ من ربع قرنٍ بعد الحرب العالمية الثانية، لكنه تعرّض لهزةٍ عنيفةٍ عام 1968 عندما امتنعتِ الولايات المتحدة جزئياً عن صرف الذهب مقابل الدولار، ثم أوقفته تماماً بموجب ما دُعي آنذاك (صدمة نيكسون) وقضت بوقف التزام الولايات المتحدة "مؤقتاً" عن مبادلة الذهب مقابل الدولار الأمريكي، كان ذلك عندما اعتبر الرئيس الأمريكي نيكسون في كلمته المتلفزة يومَ الأحد (15-8-1971) أن قوة الدولار لا تعود لارتباطه بالذهب، بل لقوة الاقتصاد الأمريكي، واستناداً إلى ذلك فنحن لسنا في حاجةٍ لغطاءٍ ذهبيٍّ للدولار، وصرّح: «أعطيت الأمر للوزير كونالي [وزبر الخزانة] بالتوقف المؤقت عن تحويل الدولار إلى ذهب». كان لذلك أسبابٌ عديدةٌ ليس مجالها هنا، لكنه أفضى إلى تداعياتٍ خطيرةٍ مازال العالم يعيش في خضمّها. من هذه التداعيات كان تذبذب أسعار العملات بالنسبة إلى بعضها بعضاً وبالنسبة إلى الذهب بحسب توفره في السوق لمبادلته بالعملات الورقية، وبأي عملةٍ (إذ إن مالك الذهب غالباً ما يفضل بيعه لقاء عملةٍ قويةٍ تشكل "ملاذاً آمناً" له، وليس بأي عملةٍ كانت)، وهذا ما فتح المجال للمضاربين على مصراعيه، وتوسعت منذئذٍ أسواق المضاربة بالنقد توسعاً سرطانياً، ونشأت طبقة طفيلية من المضاربين بالعملات يهمها الجني السريع وتتكسّب من تذبذب أسعار العملات واضطرابها. تطرق كينز إلى الاستياء من المضاربين، وبوصفه أحد صانعي "بريتون وودز" فقد كان حريصاً على ثبات أسعار العملات، حتى إن مشروعه بإنشاء عملةٍ دوليةٍ موحدةٍ (البانكور) تكون وسيطاً بين الذهب وباقي العملات أضمن لثبات الاقتصاد النقدي العالمي من مشروع دوايت -الذي أقر في بريتون وودز- والذي أعطى هذا الدور المركزي للدولار بدلاً من البانكور، وربط العملات الأخرى به وبقرار الإدارة الأمريكية منفردةً، لكن كينز لم يتطرق بالتحليل إلى حالة الركود التضخمي التي نتجت بعد عام 1971.
11. ↑  ينص قانون غريشام (بالإنجليزية: Gresham's Law) على أن العملة الضعيفة تطرد العملة القوية من السوق، وتعني بمثالٍ بسيطٍ أنه عند وجود عملتين إحداهما قوية والأخرى ضعيفة متاحتين في التعامل بمعدل تبادلٍ ثابتٍ فيما بينهما، فإن الناس سيلجؤون إلى ادخار العملة القوية لثباتها وعدم الخوف من تذبذب قيمتها، وسيتعاملون في معاملاتهم بالعملة الضعيفة، وهو معنى مقولة: "العملة الرديئة تطرد العملة الجيدة من السوق". كان المقريزي (1364-1442) أول من نوّه إلى هذا القانون في رسالته "إغاثة الأمة في كشف الغمة" التي تناول فيها التضخم في مصر في وقته، ثم أعاد اكتشافه (وربما انتحله) توماس غريشام (19-1579) طبيب الملكة إليزابيث الأولى ومستشارها.
12. ↑  بحسب الاقتصاد الكينزي فإن التضخم مصاحبٌ للانتعاش في الأعمال، فيما يترافق الركودً مع انخفاض الأسعار -أو ثباتها على الأقل- لكن حالة الركود التضخمي (ارتفاع الأسعار في جميع الأحوال بما فيها حالة الركود) التي رافقت السبعينات كانت مخالفةً لآراء كينز. كان تضخم الأسعار في السبعينات فاحشاً وغير مسبوقٍ من حيث اتّساعُه عالمياً لدرجة أن معدله بلغ العشرينات بالمئة أحياناً، ودُعي بالتضخم ذي الخانتين (بالإنجليزية: Two-Digit Inflation)، ولقد لجأت الولايات المتحدة لإصدار أسنادِ خزينةٍ (أسناد قروضٍ حكوميةٍ) بعملاتٍ قويةٍ كالين الياباني، لأن الأسناد بالدولار الأمريكي لم تعد مرغوبةً من المستثمرين بسبب فداحة التضخم في الولايات المتحدة.
13. ↑  كان اقتراح كينز في مداولات مؤتمر بريتون وودز الذي جرى في تموز/يوليو 1944 (قبل انتهاء الحرب بأكثر من عامٍ) وضع عملةٍ عالميةٍ (البانكور) ثابتةِ المعادل الذهبي وتُثبّت جميع العملات الأخرى بالنسبة إليها بأسعار صرفٍ ثابتةٍ، في حين نصّ مشروع دوايت نائب وزير الخزانة الأمريكي على اعتماد الدولار الأمريكي كعملةٍ قياسيةٍ تُثبّت جميع العملات بالنسبة له وهو بدوره يُثبّت بسعر مبادلةٍ ثابتٍ مقابل الذهب. عنى هذا أن جميع العملات ارتبطت بالذهب كمقياسٍ عالمي موحد، ولكنه عنى أيضاً ربْطها -كذلك- بقرار الإدارة الأميركية في حالة قررت فك ارتباط الدولار بالذهب (تعويم الدولار)، وهو ما حدث بقرار نيكسون الشهير في (15-8-1971)، بينما لم يك هذا ممكناً في مشروع كينز لأن البانكور لاتخضع لإشراف جهةٍ وطنيةٍ واحدةٍ بل ستكون تحت إشرافٍ دولي.
14. ↑  عبارة "Laissez-Faire" (دعه يعمل) جزء من عبارة "Laissez Faire, Laissez Passe" (دعه يعمل، دعه يمر) بالفرنسية، وقد شاعت في القرن التاسع عشر، والمقصود بها توفير الحرية الكاملة لأداء الأعمال لكي يزدهر الاقتصاد. غدت "دعه يعمل، دعه يمر" شعاراً للرأسمالية والاقتصاد الحر، وكينز في عنوانه عنى بها -مجازاً- نهاية الاقتصاد الحر في إطار رؤيته حول ضرورة التدخل الحكومي في عجلة الحياة الاقتصادية.

### باللغة العربية
1. ↑  سكيدلسكي 2015، صفحة 23
2. 1 2 3  سكيدلسكي 2015، صفحة 25
3. ↑  "جون ماينارد مؤسس «الثورة الكينزية»". صحيفة الخليج. مؤرشف من الأصل في 2021-07-14. اطلع عليه بتاريخ 2021-07-14.
4. ↑  Skidelsky، Robert (23 فبراير 2016). "جون ماينارد كينز ونظريته العامة في الثمانين | by Robert Skidelsky". Project Syndicate. مؤرشف من الأصل في 2020-06-18. اطلع عليه بتاريخ 2021-07-14.
5. ↑  "جون مينارد كينز". www.aljazeera.net. مؤرشف من الأصل في 2021-02-10. اطلع عليه بتاريخ 2021-07-14.
6. ↑  سكيدلسكي 2015، صفحة 24
7. ↑  "بروفيسور هارفارد يعتذر عن تصريحاته المسيئة لرائد علم الاقتصاد". صحيفة الاقتصادية. 6 مايو 2013. مؤرشف من الأصل في 2021-07-28. اطلع عليه بتاريخ 2021-07-28.
8. ↑  سكيدلسكي 2015، صفحة 28
9. 1 2  
سكيدلسكي 2015، صفحة 29
10. ↑  سكيدلسكي 2015، صفحة 30
11. ↑  سكيدلسكي 2015، صفحة 31
12. ↑  سكيدلسكي 2015، صفحة 32
13. 1 2  
سكيدلسكي 2015، صفحة 35
14. ↑  سكيدلسكي 2015، صفحة 37
15. ↑  سكيدلسكي 2015، صفحة 38
16. ↑  سكيدلسكي 2015، صفحة 81
17. ↑  سكيدلسكي 2015، صفحة 39
18. ↑  سكيدلسكي 2015، صفحة 94
19. ↑  "توضيحات اقتصادية – لماذا رفض كنز الرؤية الكلاسيكية للعمل؟". annabaa.org. مؤرشف من الأصل في 2017-12-08. اطلع عليه بتاريخ 2021-07-25.
20. ↑  سكيدلسكي 2015، صفحة 95
21. ↑  سكيدلسكي 2015، صفحة 64
22. ↑  سكيدلسكي 2015، صفحة 65
23. ↑  سكيدلسكي 2015، صفحة 67
24. ↑  سكيدلسكي 2015، صفحة 68
25. ↑  سكيدلسكي 2015، صفحة 72
26. ↑  "شرح معنى " الميزة النسبية " | دليل مصطلحات هارفارد بزنس ريفيو". هارفارد بزنس ريفيو. مؤرشف من الأصل في 2021-08-29. اطلع عليه بتاريخ 2021-08-29.
27. ↑  سكيدلسكي 2015، صفحة 43
28. ↑  ""مضاعف الاستثمار".. أداة الحكومات للتحكم في الاقتصاد". أرقام. مؤرشف من الأصل في 2019-01-05. اطلع عليه بتاريخ 2021-09-06.
29. ↑  سكيدلسكي 2015، صفحة 121
30. ↑  "من الليبرالية إلى النيو ليبرالية – معهد هايك للسياسات والبحوث". hayekdz.net. مؤرشف من الأصل في 2021-08-09. اطلع عليه بتاريخ 2021-08-07.
31. ↑  سكيدلسكي 2015، صفحة 123
32. ↑  سكيدلسكي 2015، صفحة 124
33. ↑  اسكيدلسكي 2015، صفحة 125
34. ↑  سكيدلسكي 2015، صفحة 127
35. ↑  "الركود التضخمي .. ما هو وما مدى خطورته وما الذي حدث في السبعينيات؟". أرقام. مؤرشف من الأصل في 2020-08-18. اطلع عليه بتاريخ 2021-08-13.
36. ↑  📖 ❞ كتاب النظرية العامة للتشغيل والفائدة والنقود ❝ ⏤ جون كينز 📖. مؤرشف من الأصل في 2021-08-31.

#### المعلومات الكاملة للمراجع
- روبرت سكيدلسكي (2015) [1939]. مصطفى محمد فؤاد (المحرر). جون مينارد كينز (مقدمة قصيرة جداً) [Keynes: A Very Short Introduction]. ترجمة: عبد الرحمن مجدي (ط. الأولى). مصر - القاهرة: مؤسسة هنداوي.

### بلغات أجنبية
1. ↑  "Keynes, John Maynard, 1883-1946 - Social Networks and Archival Context". snaccooperative.org. مؤرشف من الأصل في 2021-02-24. اطلع عليه بتاريخ 2021-08-31.
2. ↑  "Katalog der Deutschen Nationalbibliothek". portal.dnb.de. مؤرشف من الأصل في 2021-05-14. اطلع عليه بتاريخ 2021-08-31.
3. ↑  "John Maynard Keynes (1883-1946)". data.bnf.fr (بالإنجليزية). Archived from the original on 2021-05-27. Retrieved 2021-08-31.
4. ↑  Colin Matthew, ed. (2004), Oxford Dictionary of National Biography (بالإنجليزية), Oxford: Oxford University Press, QID:Q17565097
5. ↑  "Keynes, John Maynard, Baron Keynes (1883–1946), economist". Oxford Dictionary of National Biography (بالإنجليزية). DOI:10.1093/ref:odnb/9780198614128.001.0001/odnb-9780198614128-e-34310. Archived from the original on 2021-05-09. Retrieved 2021-08-31.
6. ↑  Cairncross، Alec. "Keynes, John Maynard, Baron Keynes (1883–1946)". قاموس أكسفورد للسير الوطنية (ط. أونلاين). دار نشر جامعة أكسفورد. DOI:10.1093/ref:odnb/34310. (يتطلب وجود اشتراك أو عضوية في المكتبة العامة في المملكة المتحدة)
7. ↑  Yergin & Stanislaw 2002، صفحات 39–42.
8. ↑  
  - Sloman، John (22 أكتوبر 2008). "How to kick-start a faltering economy the Keynes way". بي بي سي. مؤرشف من الأصل في 2009-04-04.
  - Cohn، Steven Mark (2015). Reintroducing Macroeconomics: A Critical Approach. Taylor & Francis. ص. 111. ISBN:978-1-317-46120-3. مؤرشف من الأصل في 2021-07-14.
  - Davis، William L.؛ Figgins، Bob؛ Hedengren، David؛ Klein، Daniel B. (مايو 2011). "Economic Professors' Favorite Economic Thinkers, Journals, and Blogs" (PDF). Econ Journal Watch. ج. 8 ع. 2: 126–46. مؤرشف من الأصل (PDF) في 2021-04-17.
9. ↑  Skidelsky، Robert (26 أكتوبر 2010). Keynes: The Return of the Master. Cambridge: Public affairs. ISBN:978-1-58648-897-0.
10. 1 2  "The General Theory of Employment, Interest, and Money" (PDF). مؤرشف من الأصل (PDF) في 2019-11-26. اطلع عليه بتاريخ 2021-05-07.
11. ↑  Krugman، Paul (1995). Peddling Prosperity: Economic Sense and Nonsense in the Age of Diminished Expectations. W.W. Norton. ص. 43. ISBN:978-0-393-31292-8. مؤرشف من الأصل في 2021-04-17. In 1968 in one of the decisive intellectual achievements of postwar economics, Friedman not only showed why the apparent tradeoff embodied in the idea of the Phillips curve was wrong; he also predicted the emergence of combined inflation and high unemployment ... dubbed 'stagflation.
12. ↑  "To Set the Economy Right". تايم. 27 أغسطس 1979. مؤرشف من الأصل في 2021-06-26. اطلع عليه بتاريخ 2008-11-13.
13. ↑  Chris Giles؛ Ralph Atkins؛ Krishna Guha. "The undeniable shift to Keynes". Financial Times. مؤرشف من الأصل في 2021-04-17. اطلع عليه بتاريخ 2009-01-23.
14. ↑  Reich، Robert (29 مارس 1999). "The Time 100: John Maynard Keynes". تايم. مؤرشف من الأصل في 2021-05-24. اطلع عليه بتاريخ 2009-06-18.
15. ↑  "The IMF in Britain: Toothless truth tellers". ذي إيكونوميست. 11 مايو 2013. مؤرشف من الأصل في 2021-04-18. اطلع عليه بتاريخ 2013-10-02.
16. ↑  "Maynard Keynes". The Bloomsbury Group. 22 أغسطس 2007. مؤرشف من الأصل في 2021-04-30. اطلع عليه بتاريخ 2012-05-26.
17. ↑  Mulley، Claire (2009). The Woman Who Saved the Children: A Biography of Eglantyne Jebb: Founder of Save the Children. Oxford: One World Publications.
18. 1 2 3 4 5  
Skidelsky، Robert (2003). John Maynard Keynes: 1883–1946: Economist, Philosopher, Statesman. Pan MacMillan Ltd. ص. 14, 43–46, 456, 263, 834. ISBN:0330488678.
19. ↑  Sources:
  - "John Maynard Keynes – St Faith's School Website". St Faith's School Website. مؤرشف من الأصل في 2016-05-30. اطلع عليه بتاريخ 2016-04-28.
  - Deane، Phyllis (2001). The Life and Times of J. Neville Keynes: A Beacon in the Tempest. Edward Elgar Publishing. ص. 168–. ISBN:978-1-84064-534-7. مؤرشف من الأصل في 2021-04-17.
  - Skidelsky، Robert (1983). John Maynard Keynes: Hopes Betrayed, 1883–1920 Vol 1. Picador. ص. 69–73. ISBN:978-0333115992.
  - Felix، David (1999). Keynes: A Critical Life. Greenwood Press. ص. 22. ISBN:978-0-313-28827-2. مؤرشف من الأصل في 2021-04-17.
  - Harrod، Roy (1951). The life of John Maynard Keynes. Harcourt, Brace. ص. 10. ISBN:1-125-39598-2. مؤرشف من الأصل في 2021-04-17.
  - Moggridge، Donald (1992). Maynard Keynes: An Economist's Biography. Routledge. ص. 47. ISBN:978-1-134-79866-7. مؤرشف من الأصل في 2021-07-03.
20. ↑  Sources:
  - Hession، Charles Henry (1984). John Maynard Keynes: A Personal Biography of the Man Who Revolutionized Capitalism. MacMillan Ltd. ص. 12–. ISBN:0025513109. مؤرشف من الأصل في 2021-04-17.
  - Dostaler، Gilles (2007). Keynes and His Battles. Edward Elgar Publishing. ص. 262–. ISBN:978-1-78100-837-9. مؤرشف من الأصل في 2021-04-17.
  - O'Connor، J.J.؛ Robertson، E.F. (أكتوبر 2003). "John Maynard Keynes". School of Mathematics and Statistics, University of St Andrews, Scotland: MacTutor History of Mathematics. مؤرشف من الأصل في 2019-10-25. اطلع عليه بتاريخ 2014-01-25.
  - "John Maynard Keynes – Timeline". مؤرشف من الأصل في 2021-07-02. اطلع عليه بتاريخ 2012-05-26.
  - Gümüş، Erdal (2003). "J. M. Keynes; Liberalism and Keynes; Keynes's Personal Life; Keynes's School Years". Dumlupinar University Journal of Social Sciences. Eskisehir Osmangazi University. ج. 5 ع. 9: 81–100. MPRA Paper No. 42373. مؤرشف من الأصل في 2022-04-07. اطلع عليه بتاريخ 2014-01-25. (cites Skidelsky)
  - 130 years of Perse Girls – Stephen Perse Foundation، 2011، ص. 8، مؤرشف من الأصل في 2015-08-22، اطلع عليه بتاريخ 2014-01-25 includes a photograph that is said to show Keynes as a child at the Perse School Kindergarten
21. 1 2  
Thorpe، D.R. (2010). Supermac: The Life of Harold Macmillan. Chatto & Windus. ص. 27.
22. ↑  
McGee، Matt (2005). Economics – In terms of The Good, The Bad and The Economist. S.l.: IBID Press. ص. 354. ISBN:1-876659-10-6. OCLC:163584293.
23. ↑  Moggridge، Donald Edward (1992). Maynard Keynes: An Economist's Biography. Oxford: Routledge. ص. 52–81. ISBN:9781134798667. مؤرشف من الأصل في 2021-03-08.
24. ↑  Keynes, Milo (29 Nov 1979). Essays on John Maynard Keynes (بالإنجليزية). Cambridge University Press. ISBN:9780521296960. Archived from the original on 2021-04-17.
25. ↑  Cave, Peter (1 Mar 2009). Humanism: A Beginner's Guide (بالإنجليزية). Oneworld Publications. ISBN:9781780740294. Archived from the original on 2021-04-17.
26. ↑  
David Gowland. "Biography of Baron John Maynard Keynes". LiberalHistory.org. مؤرشف من الأصل في 16 يونيو 2011. اطلع عليه بتاريخ 29 مايو 2009.
27. 1 2 3  
Aschheim، J.؛ Tavlas، G. S.؛ Heinsohn، G.؛ Steiger، O.؛ Wood (editor)، John Cunningham (1994). "The Monetary Thought-Ideology Nexus: Simons verses Keynes; Marx and Keynes – Private Property and Money". John Maynard Keynes: Critical Assessments, pp. 101–120, 135. Second. ISBN:978-0-415-11415-8. {{استشهاد بكتاب}}: |مؤلف5-الأخير= باسم عام (مساعدة)
28. ↑  
Robert L. Heilbroner (11 مايو 1986). "The man who made us all Keynesians". The New York Times. مؤرشف من الأصل في 2021-04-06. اطلع عليه بتاريخ 2008-05-20.
29. ↑  Strachey 1994، صفحات 123, 127, 715.
30. ↑  The Sex Diaries of John Maynard Keynes The Economist, 28 January 2008, Evan Zimroth (Clare Hall, Cambridge) نسخة محفوظة 24 November 2009 على موقع واي باك مشين.
31. ↑  O'Grady, Sean. "John Maynard Keynes: New biography reveals shocking details about the economist's sex life", The Independent. 12 March 2015; accessed 19 November 2015. نسخة محفوظة 30 أبريل 2021 على موقع واي باك مشين.
32. ↑  Thorpe, p.18
33. ↑  Strachey 1994، صفحة 103.
34. ↑  Strachey 1994، صفحة 128.
35. 1 2  Bartlett، Bruce (7 مايو 2013). "Keynes's Biggest Mistake". The New York Times. مؤرشف من الأصل في 2021-07-28.
36. ↑  Adam Trimingham, "A man of numbers", The Argus  [لغات أخرى]‏, 12 November 2012. "نسخة مؤرشفة". مؤرشف من الأصل في 2021-05-12. اطلع عليه بتاريخ 2021-07-30.{{استشهاد ويب}}:  صيانة الاستشهاد: BOT: original URL status unknown (link)
37. ↑  Sources describing Keynes as bisexual include:
  - John Maynard Keynes, The Economic Consequences of the Peace, Indo-European Publishing, 2011, see back book cover notes, (ردمك 160444116X), 9781604441161
  - Paul Levy, "The Bloomsbury Group", Essays on John Maynard Keynes, ed. Milo Keynes, Cambridge University Press, 1979, p. 65, (ردمك 052129696X), 9780521296960
  - David Warsh, Economic Principles: The Masters and Mavericks of Modern Economics, سايمون وشوستر, 2010, p. 3, (ردمك 9781451602562) "نسخة مؤرشفة". مؤرشف من الأصل في 2016-01-01. اطلع عليه بتاريخ 2021-07-30.{{استشهاد ويب}}:  صيانة الاستشهاد: BOT: original URL status unknown (link)
38. ↑  Moggridge، Donald Edward (1995). Maynard Keynes: an economist's biography. Routledge. ص. 104.
39. ↑  D. E. Moggridge (1992). Maynard Keynes: an economist's biography. Routledge. ص. 395. ISBN:9780415051415. مؤرشف من الأصل في 2021-03-08. I again fell very much in love with her. She seemed to me perfect in every way.
40. ↑  The unlikely Lydia LopokovaThe Telegraph, 25 April 2008, Rupert Christiansen نسخة محفوظة 2021-07-29 على موقع واي باك مشين.
41. ↑  "The firebird of Gordon Square" Kathryn Hughes, The Guardian, 19 April 2008 نسخة محفوظة 2021-07-29 على موقع واي باك مشين.
42. 1 2 3 4  
Mackrell، Judith (6 مايو 2013). "Niall Ferguson is wrong: writing on Lopokova, Keynes' wife, I found evidence of a warm and loving relationship in which both wanted children". The Guardian. مؤرشف من الأصل في 2021-04-28. اطلع عليه بتاريخ 2021-04-28.
43. ↑  
"Keynes, John Maynard (1883–1946)". glbtq. مؤرشف من الأصل في 2 أكتوبر 2012. اطلع عليه بتاريخ 21 نوفمبر 2008.
44. 1 2  Lady Talky, Alison Light, London Review of Books, Vol. 30 No. 24, 18 December 2008
45. ↑  "Review: Keynes and the Celestial Dancer", by Anand Chandavarkar, Reviewed work(s): Lydia and Maynard: Letters between Lydia Lopokova and Maynard Keynes by Polly Hill; Richard Keynes, Economic and Political Weekly, Vol. 25, No. 34 (25 August 1990), p. 1896
46. ↑  Polly Hill؛ Richard Keynes، المحررون (1989). Lydia and Maynard: letters between Lydia Lopokova and John Maynard Keynes. André Deutsch. ص. 97. ISBN:9780233982830. مؤرشف من الأصل في 2021-03-08.
47. ↑  E.M. Forster (1987). Commonplace Book. ص. 195. Lydia Keynes, every whose word should be recorded, said to me as I was leaving her flat the other night: "You know I once tumbled from the stairs and believe me I paid the price." I took the sentence down before I forgot it.
48. 1 2 3  Universal Man Richard Davenport-Hines Collins 2015
49. 1 2 3  Hoggard، Liz (21 أكتوبر 2008). "Ten things you didn't know about Mr Keynes". Evening Standard. مؤرشف من الأصل في 2010-01-22. اطلع عليه بتاريخ 2019-09-08.
50. ↑  Donald؛ Johnson، Elizabeth؛ Keynes، John Maynard، المحررون (1978). KEYNES AND THE ARTS. The Collected Writings of John Maynard Keynes. Royal Economic Society. ج. 28. ص. 295–372. ISBN:978-1-139-52425-4. مؤرشف من الأصل في 2018-06-14.
51. ↑  Upchurch، Anna (1 يوليو 2004). "John Maynard Keynes, the Bloomsbury group and the origins of the arts council movement". International Journal of Cultural Policy. ج. 10 ع. 2: 203–217. DOI:10.1080/1028663042000255817. ISSN:1028-6632. مؤرشف من الأصل في 2021-07-30.
52. ↑  
Keynes، John Maynard (1956). James R. Newman (المحرر). The World of Mathematics (ط. 2000). Dover. ص. 277. ISBN:0-486-41153-2.
53. 1 2 3  
Quentin Bell. Virginia Woolf, A Biography (ط. revised 1996). The Hogarth Press. 1972. ج. 2. ص. 177.
54. 1 2  Skidelsky، Robert (1 يناير 1994). John Maynard Keynes: Volume 1: Hopes Betrayed 1883–1920. دار بنجوين للنشر. ص. 86. ISBN:014023554X.
55. ↑  
Lubenow، William C (1998). The Cambridge Apostles, 1820–1914. مطبعة جامعة كامبريدج. ISBN:0-521-57213-4.
56. ↑  Hession، Charles Henry (1984). John Maynard Keynes: A Personal Biography of the Man who Revolutionized Capitalism and the Way We Live. Macmillan. ص. 33. ISBN:9780025513105.
57. ↑  Milo Keynes، المحرر (1975). "A Personal View". Essays on John Maynard Keynes. Cambridge University Press. ص. 11. مؤرشف من الأصل في 2022-03-19.
58. ↑  "Cambridge Heretics Society". carihovanec.com. مؤرشف من الأصل في 2017-07-06. اطلع عليه بتاريخ 2021-07-31.
59. ↑  "The Cambridge Heretics". Humanist Heritage. الجمعية الإنسانية البريطانية. مؤرشف من الأصل في 2021-08-02. اطلع عليه بتاريخ 2021-04-30.
60. ↑  انظر "John Maynard Keynes" بقلم سكيدلسكي (2003)، الصفحات 520 إلى 21 ، ص. 563 وخاصة ص. 565 حيث تم اقتباس كينز على أنه «من واجب المستثمر الجاد قبول انخفاض قيمة حيازته برباطة جأش ... أي سياسة أخرى هي معادية للمجتمع ومدمرة للثقة ولا تتوافق مع عمل النظام الاقتصادي».
61. 1 2 3  Joel Tillinghast (2017). Big Money Thinks Small: Biases, Blind Spots and Smarter Investing. Columbia University Press, (ردمك 9780231544696)
62. ↑  Chambers, David; Dimson, Elroy (30 Jun 2013). "John Maynard Keynes, Investment Innovator". Journal of Economic Perspectives (بالإنجليزية). Rochester, NY: University of Cambridge. 27 (30): 1–18. DOI:10.1257/jep.27.3.213. SSRN:2287262.
63. ↑  
Chambers، David؛ Dimson، Elroy (Summer 2013). "Retrospectives: John Maynard Keynes, Investment Innovator". Journal of Economic Perspectives. American Economic Association. ج. 27 ع. 3: 213–228. DOI:10.1257/jep.27.3.213.
64. 1 2  كينيث فيشر (2007). 100 Minds That Made the Market. Wiley, ISBN 978-0-470-13951-6
65. ↑  David Chambers, Elroy Dimson, Justin Foo (2015). Keynes, King's, and Endowment Asset Management, in How the Financial Crisis and Great Recession Affected Higher Education (2015), Jeffrey R. Brown and Caroline M. Hoxby, editors (p. 127 - 150). Conference held September 27-28, 2012. "نسخة مؤرشفة". مؤرشف من الأصل في 2021-06-28. اطلع عليه بتاريخ 2021-08-02.{{استشهاد ويب}}:  صيانة الاستشهاد: BOT: original URL status unknown (link)
66. ↑  Freedland, Jonathan (17 Feb 2012). "Eugenics: the skeleton that rattles loudest in the left's closet | Jonathan Freedland". The Guardian (بالإنجليزية البريطانية). ISSN:0261-3077. Archived from the original on 2021-07-16. Retrieved 2020-06-15.
67. ↑  Keynes, John Maynard (1946). "The Galton lecture, 1946: Presentation of the society's gold medal". Eugenics Review. ج. 38 ع. 1: 39–40. PMC:2986310. PMID:21260495. On February I4th, I946, before a large gathering of Fellows, Members and guests at Manson house, London, Lord Keynes, On behalf of the Eugenics Society, presented the first Galton Medal... Opening the proceedings, Lord Keynes said: It is a satisfaction to take part in the presentation of the first Galton Gold Medal, both in piety to the memory of the great Galton and in recognition of a worthy and appropriate recipient of a medal established in his name.
68. ↑  
Keynes, John Maynard (1931). Essays in Persuasion. New York, W.W. Norton & Co. ISBN:0-393-00190-3. مؤرشف من الأصل في 2021-03-11.
69. ↑  "No. 11879". The London Gazette. 6 نوفمبر 1906. ص. 1124.
70. 1 2 3  
Donald Markwell. "Keynes and International Economic and Political Relations". Trinity College, University of Melbourne. مؤرشف من الأصل (PDF) في 2021-05-11. اطلع عليه بتاريخ 2009-07-03.
71. ↑  Keynes، John Maynard (1913). Indian Currency and Finance. London: Macmillan & Co. مؤرشف من الأصل في 2021-03-08.
72. ↑  "No. 28711". The London Gazette. 18 أبريل 1913. ص. 2809.
73. ↑  "Treaty of Versailles Analysis | More Info | Notesale | Buy and Sell Study Notes Online | Extra Student Income | University Notes | College Notes". www.notesale.co.uk. مؤرشف من الأصل في 2021-07-19. اطلع عليه بتاريخ 2021-07-19.
74. ↑  Jay L. Zagorsky (2019). "John Maynard Keynes, Man or Myth? The Incident of the Spanish Pesetas". Bioinformatics. Questrom School of Business ,Boston University: 1. DOI:10.2139/ssrn.3363332. مؤرشف من الأصل في 2021-07-19.
75. ↑  
Spiegel، Henry William (1991). The Growth of Economic Thought. Durham, UK: Duke University Press. ص. 602. ISBN:0-8223-0973-4. مؤرشف من الأصل في 2022-04-09.
76. ↑  "No. 30111". The London Gazette (Supplement). 1 يونيو 1917. ص. 5456.
77. ↑  "No. 31928". The London Gazette (Supplement). 1 يونيو 1920. ص. 6175.
78. ↑  
Antony Lentin (1984). Guilt at Versailles , p 33 - 38 , 55- 58. ISBN:9780416411300. مؤرشف من الأصل في 2021-07-22. اطلع عليه بتاريخ 2009-06-14.
79. ↑  
McDonough، Frank (1997). The Origins of the First and Second World Wars. Cambridge University Press. ص. 43–46. ISBN:1-4051-0664-6. مؤرشف من الأصل في 2022-07-12.
80. ↑  "Diplomacy and Negotiations at the End of the War | Boundless US History". courses.lumenlearning.com. مؤرشف من الأصل في 2019-03-20. اطلع عليه بتاريخ 2021-07-21.
81. 1 2 3 4 5 6  
Skidelsky، Robert (2003). John Maynard Keynes: 1883–1946: Economist, Philosopher, Statesman. Pan MacMillan Ltd. ص. 217–220, 245, 260–265, 283, 342–355. ISBN:0-330-48867-8.
82. ↑  "Treasury: Papers of Lord Keynes". www.nationalarchives.gov.uk. مؤرشف من الأصل في 2021-07-09. اطلع عليه بتاريخ 2021-07-21.
83. ↑  "John Maynard Keynes". Policonomics. مؤرشف من الأصل في 2021-05-15. اطلع عليه بتاريخ 2012-05-26.
84. ↑  "A quote from The Economic Consequences of the Peace". www.goodreads.com. مؤرشف من الأصل في 2013-10-31. اطلع عليه بتاريخ 2021-07-21.
85. ↑  "A quote from The Economic Consequences of the Peace". www.goodreads.com. مؤرشف من الأصل في 2021-07-22. اطلع عليه بتاريخ 2021-07-21.
86. ↑  Henig، Ruth (1995). Versailles and After, 1919–1933 (ط. second). Routledge. ص. 65. ISBN:978-1-134-79873-5. مؤرشف من الأصل في 2021-04-17.
87. ↑  Marks، Sally (سبتمبر 2013). "Mistakes and Myths: The Allies, Germany, and the Versailles Treaty, 1918–1921". دورية التاريخ الحديث  [لغات أخرى]‏. ج. 85 ع. 3: 632–659. DOI:10.1086/670825. JSTOR:10.1086/670825. S2CID:154166326. For nearly forty years, historians of twentieth-century diplomacy have argued that the Versailles treaty was more reasonable than its reputation suggests and that it did not of itself cause the Depression, the rise of Hitler, or World War II" (p. 632). Marks also claims that the book is a "brilliant but warped polemic" (p. 636) that is "long-discredited by scholars" and which Keynes regretted writing (p. 656).{{استشهاد بدورية محكمة}}:  صيانة الاستشهاد: علامات ترقيم زائدة (link)
88. ↑  Masood (22 Dec 2018). Promise to Pay (Vol. I): Banks, Battles & Bellies (بالإنجليزية). K. M. Rizvi (Independently Published). ISBN:978-1-7920-9582-5. Archived from the original on 2021-07-22.
89. ↑  John Maynard (2016). A treatise on probability (بالإنجليزية). ISBN:978-1-360-45553-2. OCLC:1179436385. Archived from the original on 2021-07-23.
90. ↑  
Schumpeter، Joseph (2003). Ten Great Economists. Simon Publications. ص. 271. ISBN:1-932512-09-8.
91. ↑  John Maynard (2013). A tract on monetary reform (بالإنجليزية). ISBN:978-1-139-52063-8. OCLC:1007516516. Archived from the original on 2021-07-23.
92. 1 2 3  
Pressman، Steven (1999). Fifty Major Economists. Routledge. ص. 99–104. ISBN:978-1-134-78082-2. مؤرشف من الأصل في 2021-04-17.
93. 1 2 3  Cassidy، John (10 أكتوبر 2011). "The Demand Doctor". The New Yorker. مؤرشف من الأصل في 2021-01-26.
94. ↑  
Sebastian Edwards (2017). "THE LONDON MONETARY AND ECONOMIC CONFERENCE OF 1933 AND THE END OF THE GREAT DEPRESSION: A "CHANGE OF REGIME" ANALYSIS" (PDF). NATIONAL BUREAU OF ECONOMIC RESEARCH. مؤرشف من الأصل (PDF) في 2021-07-27. {{استشهاد بدورية محكمة}}: الاستشهاد بدورية محكمة يطلب |دورية محكمة= (مساعدة)
95. 1 2  
Skidelsky، Robert (2003). John Maynard Keynes: 1883–1946: Economist, Philosopher, Statesman. Pan MacMillan Ltd. ص. 494–500, 504, 509–510. ISBN:0-330-488678.
96. 1 2 3 4 5  Hyman Minsky (16 Apr 2008). John Maynard Keynes , chapter 1 (بالإنجليزية). McGraw Hill Professional. ISBN:978-0-07-159301-4. Archived from the original on 2021-10-11.
97. ↑  Tribe، Keith (1997). Economic Careers: Economics and Economists in Britain, 1930–1970. London: Routledge. ص. 61. ISBN:0-415-14708-5. مؤرشف من الأصل في 2022-04-07.
98. ↑  Sangkuhl، Elfriede (يناير 2015). "How the Macroeconomic Theories of Keynes influenced the Development of Government Economic Finance Policy after the Great Depression of the 1930's: Using Australia as the Εxample". Athens Journal of Law. ج. 1 ع. 1: 34. DOI:10.30958/ajl.1.1.3.
99. ↑  Clarida، Richard (1999). "The Science of Monetary Policy: a New Keynesian Perspective". Journal of Economic Literature. ج. 37 ع. 4: 1661–1707. DOI:10.1257/jel.37.4.1661. hdl:10230/360. S2CID:55045787.
100. ↑  backgrounds, Full Bio Follow Linkedin Follow Twitter Investopedia contributors come from a range of; Thous, Over 20+ Years There Have Been; Writers, S. of Expert; Team, editors who have contributed Learn about our editorial policies The Investopedia. "Say's Law of Markets Definition". Investopedia (بالإنجليزية). Archived from the original on 2021-06-26. Retrieved 2021-07-25. {{استشهاد ويب}}: |الأول= باسم عام (help)صيانة الاستشهاد: أسماء عددية: قائمة المؤلفين (link)
101. 1 2 3 4 5  
Skidelsky، Robert (2003). John Maynard Keynes: 1883–1946: Economist, Philosopher, Statesman. Pan MacMillan Ltd. ص. 530, 572, 586, 750, 789, 833. ISBN:0-330-488678.
102. ↑  
Hazlitt، Henry (1995) [1960]. The critics of Keynesian Economics. Irvington-on-Hudson, N.Y.: Foundation for Economic Education. ISBN:978-1-57246-013-3.
103. 1 2  
Harris، Seymour E. (2005). The New Economics: Keynes's Influence on Theory and Public Policy. Kessinger Publishing. ص. xxii, 46. ISBN:1-4191-4534-7.
104. ↑  
Martin، Kingsley (16 مارس 1940). "Mr Keynes Has A Plan". Picture Post.
105. 1 2 3 4 5 6 7  Fletcher، Gordon A. (1989). Keynesian Revolution and Its Critics: Issues of Theory and Policy for the Monetary Production Economy (ط. second). Palgrave Macmillan UK. ص. xix–xxi, 88, 189–191, 234–238, 256–261. ISBN:978-1-349-20108-2. مؤرشف من الأصل في 2021-04-17.
106. ↑  See Donald Markwell, John Maynard Keynes and International Relations: Economic Paths to War and Peace, Oxford University Press, 2006.
107. ↑  "No. 35279". The London Gazette. 19 سبتمبر 1941. ص. 5489.

"No. 35511". The London Gazette. 3 أبريل 1942. ص. 1540.
108. ↑  "No. 35586". The London Gazette. 5 يونيو 1942. ص. 2475.
109. ↑  "No. 35623". The London Gazette. 7 يوليو 1942. ص. 2987.
110. ↑  Duggan, M. C. "Taking Back Globalization: A China-United States Counterfactual Using Keynes's 1941 International Clearing Union". Review of Radical Political Economics (بالإنجليزية). 45 (4): 508–516. DOI:10.1177/0486613412475191. ISSN:0486-6134. S2CID:154224790. Archived from the original on 2021-05-10.
111. ↑  
"Review of Robert Skidelsky, John Maynard Keynes: Fighting for Britain 1937–1946". Brad Delong, Berkeley university. مؤرشف من الأصل في 2013-05-26. اطلع عليه بتاريخ 2009-06-14.
112. ↑  
Keynes، J.M. (1980). Donald Moggridge (المحرر). The Collected Writings of John Maynard Keynes. London: Macmillan. ج. 26. ص. 103. ISBN:0-333-10736-5. Speech by Lord Keynes in Moving to Accept the Final Act at the Closing Plenary Session, Bretton Woods, 22 July 1944,
113. ↑  
Griffin، G. Edward (2004). The Creature from Jekyll Island: A Second Look at the Federal Reserve. American Media. ص. 85–106. ISBN:0-912986-40-9.
114. ↑  "John Maynard Keynes: Career Timeline". Maynardkeynes.org. مؤرشف من الأصل في 2021-07-02. اطلع عليه بتاريخ 2013-10-02.
115. ↑  
Sayers، Richard (1976). The Bank of England, 1891–1944, Volume 1. ISBN:978-0-521-21067-6. مؤرشف من الأصل في 2021-04-17.
116. ↑  
"After the War, The World Bank, the IMF, and the End, 1945 to 1946". مؤرشف من الأصل في 2015-02-06.
117. ↑  A Short View of Russia, Essays in Persuasion, (London 1932) John Maynard Keynes, 297–312
118. ↑  Reder، Melvin W. (2000). "The Anti-Semitism of Some Eminent Economists". History of Political Economy. ج. 32 ع. 4: 833–856. DOI:10.1215/00182702-32-4-833. S2CID:153960185.
119. ↑  Chandavarkar، A. (2000). "Was Keynes Anti-Semitic?". إكونوميك أند بوليتيكال ويكلي  [لغات أخرى]‏. ج. 35 ع. 6 May 2000: 1619–1624. JSTOR:4409262.{{استشهاد بدورية محكمة}}:  صيانة الاستشهاد: علامات ترقيم زائدة (link)
120. ↑  Nina Paulovicova. "The Immoral Moral Scientist. John Maynard Keynes". University of Alberta. مؤرشف من الأصل في 2021-08-11. اطلع عليه بتاريخ 2009-06-14.
121. 1 2  Daniel Yergin؛ Joseph Stanislaw. "Keynes on Inflation". PBS. مؤرشف من الأصل في 2021-07-08. اطلع عليه بتاريخ 2009-06-30.
122. ↑  Tabb، William K. (2002). Reconstructing Political Economy: The Great Divide in Economic Thought. Routledge. ص. 151. ISBN:9780203049310. مؤرشف من الأصل في 2021-04-17.
123. 1 2 3 4 5 6 7 8  Maurin، Max (03/01/2010). "J.M. Keynes, le libre-échange et le protectionnisme". L'Actualité économique. ج. 86 ع. 1: 109–129. DOI:10.7202/045556ar. مؤرشف من الأصل في 25/05/2021 – عبر www.erudit.org. {{استشهاد بدورية محكمة}}: تحقق من التاريخ في: |تاريخ= و|تاريخ أرشيف= (مساعدة) وتجاهل المحلل الوسيط |deadurl= لأنه غير معروف (مساعدة)
124. ↑  J. C. Stamp  [لغات أخرى]‏, The Report of the Macmillan Committee, The Economic Journal, pp. 424–435, Vol. 41, No. 163, September 1931. "نسخة مؤرشفة". مؤرشف من الأصل في 2016-03-04. اطلع عليه بتاريخ 2021-08-28.{{استشهاد ويب}}:  صيانة الاستشهاد: BOT: original URL status unknown (link)
125. ↑  Davanzati, Guglielmo Forges; Pacella, Andrea (2016). "Keynes's "Treatise on Money" and the role of the State". Iberian Journal of the History of Economic Thought (بالإنجليزية). 3 (1): 17–26. DOI:10.5209/IJHE.53077. ISSN:2386-5768. Archived from the original on 2019-08-03.
126. ↑  John Maynard Keynes (7 مارس 1931). "Proposals for a Revenue". https://www.economicsnetwork.ac.uk/ (بالإنجليزية). Archived from the original on 2021-01-21. Retrieved 28.08.2021. {{استشهاد ويب}}: تحقق من التاريخ في: |تاريخ الوصول= (help) and روابط خارجية في |موقع= (help)
127. 1 2 3  Maurin، Max (2013). Les fondements non neoclassiques du protectionnisme (Thesis). Université Bordeaux-IV. مؤرشف من الأصل في 2021-08-29.
128. ↑  "Comparative Advantage". Econlib (بالإنجليزية الأمريكية). Archived from the original on 2021-08-10. Retrieved 2021-08-29.
129. ↑  "BLS Information". Glossary. U.S. Bureau of Labor Statistics Division of Information Services. 28 فبراير 2008. مؤرشف من الأصل في 2021-08-28. اطلع عليه بتاريخ 2009-05-05.
130. ↑  Long، Jason. "Labour Mobility" (PDF). Oxford Encyclopedia of Economic History. مؤرشف من الأصل (PDF) في 2008-07-06. اطلع عليه بتاريخ 2011-02-24.
131. ↑  "John Maynard Keynes, "National Self-Sufficiency," The Yale Review, Vol. 22, no. 4 (June 1933), pp. 755-769". www.mtholyoke.edu. مؤرشف من الأصل في 2021-07-31. اطلع عليه بتاريخ 2021-08-29.
132. ↑  http://www.mtholyoke.edu/acad/intrel/interwar/keynes.htm [وصلة عارية] نسخة محفوظة 2021-07-31 على موقع واي باك مشين.
133. ↑  Joseph R. (5 Oct 2017). The Contributions of John Maynard Keynes to Foreign Trade Theory and Policy, 1909-1946 (بالإنجليزية). Routledge. ISBN:978-1-351-58704-4. Archived from the original on 2021-08-29.
134. ↑  David Colander (1984). "Was Keynes Keynesian or a Lernerian" (PDF). Journal pf Economic and literature. ج. 22: 1572–1575. مؤرشف من الأصل (PDF) في 2021-02-24.
135. ↑  "Back Matter". The Economic Journal. ج. 87 ع. 345: i–xiv. 1977. ISSN:0013-0133. مؤرشف من الأصل في 2021-08-29.
136. ↑  Joseph Stiglitz (5 مايو 2010). "Reform the euro or bin it". مؤرشف من الأصل في 2021-08-14.
137. ↑  Crowther, Geoffrey (1948). An Outline of Money. Second Edition. Thomas Nelson and Sons. ص. 326–29.
138. ↑  "What Is Deregulation?". Investopedia. 25 يونيو 2019. مؤرشف من الأصل في 2021-08-11. اطلع عليه بتاريخ 2019-09-05. Deregulation is the reduction or elimination of government power in a particular industry, usually enacted to create more competition within the industry.
139. ↑  "What Is Trade Liberalization". إنفستوبيديا. 18 أبريل 2019. مؤرشف من الأصل في 2021-04-17. اطلع عليه بتاريخ 2019-09-05. Trade liberalization is the removal or reduction of restrictions or barriers on the free exchange of goods between nations.
140. ↑  Costabile, Lilia (ديسمبر 2007). "Current Global Imbalances and the Keynes Plan (PDF)". Political Economy Research Institute. مؤرشف من الأصل في 2019-02-28. اطلع عليه بتاريخ 2019-09-05.
141. ↑  Stiglitz، Joseph (5 مايو 2010). "Reform the euro or bin it | Joseph Stiglitz". الغارديان. مؤرشف من الأصل في 2021-08-14.
142. ↑  Grewal، David Singh (سبتمبر 2009). "What Keynes warned about globalization". Seminar Magazine. New Delhi, India. ISSN:0971-6742. مؤرشف من الأصل في 2021-04-17. اطلع عليه بتاريخ 2019-09-05.
143. ↑  Crowther, Geoffrey (1948). An Outline of Money. Second Edition. Thomas Nelson and Sons. ص. 336.
144. ↑  Crowther, Geoffrey (1948). An Outline of Money. Second Edition. Thomas Nelson and Sons. ص. 368–72.
145. ↑  
Fraser، Nick (8 نوفمبر 2008). "John Maynard Keynes: Can the great economist save the world?". The Independent. United Kingdom. مؤرشف من الأصل في 2021-04-30. اطلع عليه بتاريخ 2008-11-20.
146. ↑  
Marr، Andrew (2007). A history of modern Britain. London: Macmillan. ص. 12. ISBN:978-1-4050-0538-8. مؤرشف من الأصل في 2021-04-17.
147. ↑  "Lord Keynes Dies of Heart Attack. Noted Economist Exhausted by Strain of Recent Savannah Monetary Conference". The New York Times. 22 أبريل 1946. مؤرشف من الأصل في 2021-04-17. اطلع عليه بتاريخ 2010-02-10. John Maynard Lord Keynes, distinguished economist, whose work for restoring the economic structure of a world twice shattered by war brought him world-wide influence, died of a heart attack today at his home in Firle, Sussex. His age was 63.
148. ↑  Wilson, Scott. Resting Places: The Burial Sites of More Than 14,000 Famous Persons, 3d ed.: 2 (Kindle Location 25430). McFarland & Company, Inc., Publishers. Kindle Edition.
149. ↑  "Munks Roll Details for Geoffrey Langdon (Sir) Keynes". munksroll.rcplondon.ac.uk. مؤرشف من الأصل في 2018-05-01. اطلع عليه بتاريخ 2018-04-18.
150. ↑  Mackrell، Judith (2008). Bloomsbury Ballerina: Lydia Lopokova, Imperial Dancer and Mrs John Maynard Keynes. London: Orion. ISBN:9780297849087.
151. ↑  Wright، A. Ll. (1956). "The Genesis of the Multiplier Theory". Oxford Economic Papers. ج. 8 ع. 2: 181–193. ISSN:0030-7653. مؤرشف من الأصل في 2021-09-06.
152. ↑  Kahn، R. F. (1931). "The Relation of Home Investment to Unemployment". The Economic Journal. ج. 41 ع. 162: 173–198. DOI:10.2307/2223697. ISSN:0013-0133. مؤرشف من الأصل في 2021-07-13.
153. ↑  Fern, Full Bio Follow Linkedin Jason; Investor, O. Is a Professional; Tackling, Writer Who Enjoys; Business, Communicating Complex; Fern, financial problems Learn about our editorial policies Jason; o. "What Does "Investment Multiplier" Mean?". Investopedia (بالإنجليزية). Archived from the original on 2021-08-13. Retrieved 2021-09-06. {{استشهاد ويب}}: |مؤلف4-الأخير= باسم عام (help)
154. 1 2  
Daniel Yergin, William Cran (writers / producer) (2002). Commanding Heights, see chapter 6 video or transcript (TV documentary). US: بي بي إس. مؤرشف من الأصل في 2021-08-03.
155. ↑  Clark، Barry Stewart (1998). Political Economy: A Comparative Approach. Greenwood Publishing Group. ص. 101. ISBN:978-0-275-95869-5. مؤرشف من الأصل في 2021-04-17. Modern liberalism was the dominant ideology in Western nations from the end of World War II until the early 1970s. Its appeal stemmed from not only the success of Keynesian economics in maintaining prosperity during that period, but also from the postwar revulsion towards any pure form of ideology.
156. ↑  Wolfe، Alan (2009). The Future of Liberalism. Alfred A. Knopf. ISBN:978-0-307-26677-4. مؤرشف من الأصل في 2021-04-17. If Adam Smith is the quintessential classical liberal, the twentieth-century British economist John Maynard Keynes, whose ideas paved the way for massive public works projects and countercyclical economic policies meant to soften the ups and downs of the business cycle, best represents the modern version.
157. ↑  Crowther, Geoffrey (1948). An Outline of Money. Second Edition. Thomas Nelson and Sons.
158. ↑  Krugman, P؛ Wells, R (2006). Economics. Worth Publishers.
159. ↑  Duncan, R (2005). The Dollar Crisis: Causes, Consequences, Cures. Wiley. ISBN:9780470821701. مؤرشف من الأصل في 2021-03-08.
160. ↑  Monbiot, George (18 نوفمبر 2008). "Clearing Up This Mess". George Monbiot Website. مؤرشف من الأصل في 2009-01-23. اطلع عليه بتاريخ 2019-09-05.
161. ↑  Mankiw, N. Gregory (2006). "The Macroeconomist as Scientist and Engineer". The Journal of Economic Perspectives. ج. 20: 35. مؤرشف من الأصل في 2021-04-19.
162. ↑  
Paul Davidson. "Crash: Reforming the world's international money" (PDF). ذا نيو سكول. مؤرشف من الأصل (PDF) في 2021-04-17. اطلع عليه بتاريخ 2010-04-05.
163. ↑  Davidson، Paul (2009). The Keynes Solution: The Path to Global Economic Prosperity. St. Martin's Press. ISBN:978-0-230-10101-2. مؤرشف من الأصل في 2021-04-17.
164. ↑  "We Are All Keynesians Now". Time. 31 ديسمبر 1965. مؤرشف من الأصل في 2007-02-11. اطلع عليه بتاريخ 2008-12-16.
165. ↑  "Nixon Reportedly Says He Is Now a Keynesian". The New York Times, Reuters. 7 يناير 1971. مؤرشف من الأصل في 2021-07-09. اطلع عليه بتاريخ 2021-02-14.
166. ↑  
"We Are All Keynesians Now". Time magazine. 31 ديسمبر 1965. مؤرشف من الأصل في 2009-03-25. اطلع عليه بتاريخ 2008-11-13.
167. ↑  Bruce Caldwell (يناير 2020). "1980-2020 THE MONT PELERIN SOCIETY" (PDF). STANFORD UNIVERSITY. مؤرشف من الأصل (PDF) في 2021-01-13. {{استشهاد بدورية محكمة}}: الاستشهاد بدورية محكمة يطلب |دورية محكمة= (مساعدة)
168. ↑  Daniel Yergin؛ Joseph Stanislaw. "transcript of Commanding Heights documentary, episode 1". بي بي إس. مؤرشف من الأصل في 2021-03-08. اطلع عليه بتاريخ 2009-07-03.
169. ↑  
Friedrich Hayek. "interview: Friedrich Hayek on John Maynard Keynes – Part II". hayekcenter. مؤرشف من الأصل في 2021-04-17. اطلع عليه بتاريخ 2009-07-03.
170. ↑  Michael D. Bordo؛ Hugh Rockoff (2013). "Not Just the Great Contraction: Friedman and Schwartz's A Monetary History of the United States 1867 to 1960". American Economic Review. ج. 103 ع. 3: 61–65. DOI:10.1257/aer.103.3.61. JSTOR:23469704. S2CID:154748046.
171. ↑  
Larry Elliott؛ Dan Atkinson (2008). The Gods That Failed: How Blind Faith in Markets Has Cost Us Our Future. The Bodley Head Ltd. ص. 78. ISBN:978-1-84792-030-0. مؤرشف من الأصل في 2021-03-08.
172. ↑  
Friedman، Milton (مارس 1968). "The Role of Monetary Policy". American Economic Review.
173. ↑  
Alan Blinder (يونيو 2001). "Keeping the Keynesian Faith" (PDF). Princeton University. مؤرشف من الأصل (PDF) في 2021-02-25. اطلع عليه بتاريخ 2009-06-27.
174. ↑  
Madrick، Jeff (8 أبريل 2008). "The End of the Age of Milton Friedman". The Huffington Post. مؤرشف من الأصل في 2018-09-15. اطلع عليه بتاريخ 2008-11-13.
175. ↑  
Robert Kuttner (23 أكتوبر 2008). "Capital Rues". The American Prospect. مؤرشف من الأصل في 2017-09-22. اطلع عليه بتاريخ 2011-11-23.مراجعة "قواعد رأس المال: بناء التمويل العالمي"، بقلم راوي عبد العال، مطبعة جامعة هارفارد، و"الجسر على حافة العالم: الرأسمالية والبيئة والعبور من الأزمة إلى الاستدامة" بقلم جيمس غوستاف سبيث، مطبعة جامعة ييل
176. ↑  
Peter Pugh & Chris Garratt (1993). Keynes for Beginners. Icon. ص. 155. ISBN:1-874166-13-7.
177. ↑  
Hunter-Wade، Robert (2005). "11". في John Ravenhill (المحرر). Global Political Economy. دار نشر جامعة أكسفورد. ص. 293.
178. ↑  Ram، N (17 نوفمبر 2008). "Keynesian warning is one of seven 'big messages': Manmohan". The Hindu. مؤرشف من الأصل في 2016-01-01. اطلع عليه بتاريخ 2015-10-08.
179. ↑  "The Rescue of Bear Stearns Marks Liberalization's Limit". Financial Times. مؤرشف من الأصل في 2022-07-05. اطلع عليه بتاريخ 2008-11-13. (التسجيل مطلوب)
180. ↑  James K. Galbraith. "The Collapse of Monetarism and the Irrelevance of the New Monetary Consensus" (PDF). The University of Texas. مؤرشف من الأصل (PDF) في 2009-03-04. اطلع عليه بتاريخ 2009-02-28.
181. ↑  Robert Shiller: The sub prime solution. Google Video. مؤرشف من الأصل في 2021-04-17. اطلع عليه بتاريخ 2008-11-13.
182. ↑  
"The Subprime Solution: How Today's Global Financial Crisis Happened, and What to Do about It". Princeton University Press. مؤرشف من الأصل في 2008-10-13. اطلع عليه بتاريخ 2008-11-13.
183. ↑  Shiller، Robert (19 مايو 2012). "Reviving 'animal spirits' to raise confidence". Taipeitimes.com. مؤرشف من الأصل في 2021-08-17. اطلع عليه بتاريخ 2012-05-26.
184. ↑  
Krugman، Paul (5 يناير 2009). "Fighting Off Depression". The New York Times. مؤرشف من الأصل في 2021-08-17. اطلع عليه بتاريخ 2009-08-15.
185. ↑  
Krugman، Paul (23 يناير 2009). "Stuck in the Muddle". The New York Times. مؤرشف من الأصل في 2021-04-17. اطلع عليه بتاريخ 2009-08-15.
186. ↑  
Krugman، Paul (15 يونيو 2009). "Stay the Course". The New York Times. مؤرشف من الأصل في 2021-08-17. اطلع عليه بتاريخ 2009-08-15.
187. ↑  Coy، Peter (22 مارس 2009). "Kill or cure? US stimulus kicks up a storm". The Independent. UK. مؤرشف من الأصل في 2021-06-09. اطلع عليه بتاريخ 2010-06-08.
188. ↑  "Is Obama's stimulus working?". Los Angeles Times. 19 أغسطس 2009. مؤرشف من الأصل في 2014-01-12.
189. ↑  "EconoMonitor " The Mini Depression and the Maximum-Strength Remedy". Rgemonitor.com. 9 نوفمبر 2008. مؤرشف من الأصل في 2009-10-04. اطلع عليه بتاريخ 2012-05-26.
190. ↑  "Chasing Stiglitz: Obama's economic team is missing the one guy who's been right all along". Mag.newsweek.com. 3 ديسمبر 2008. مؤرشف من الأصل في 2016-03-05. اطلع عليه بتاريخ 2013-12-05.
191. ↑  
Leijonhufvud، Axel (1969). On Keynesian Economics and the Economics of Keynes. Oxford University Press. ISBN:0-19-500948-7. مؤرشف من الأصل في 2021-03-08.
192. ↑  
Stratton، Allegra (20 أكتوبر 2008). "Darling invokes Keynes as he eases spending rules to fight recession". The Guardian. London. مؤرشف من الأصل في 2021-04-17. اطلع عليه بتاريخ 2008-11-13.
193. ↑  
Sam Coates (20 أكتوبر 2008). "Spend, spend, spend: Alistair Darling adopts John Maynard Keynes doctrine". The Times. London. مؤرشف من الأصل في 2011-05-10. اطلع عليه بتاريخ 2009-06-14. (الاشتراك مطلوب)
194. ↑  
Paul Maidment (9 نوفمبر 2008). "China Announces Massive Stimulus Package". Forbes. مؤرشف من الأصل في 2008-11-12. اطلع عليه بتاريخ 2008-11-11.
195. ↑  
"A global survey of stimulus plans". Vox EU. مؤرشف من الأصل في 2012-03-05. اطلع عليه بتاريخ 2009-06-14.
196. ↑  
Chang، Ha-Joon (20 أكتوبر 2008). "The economics of hypocrisy". The Guardian. London. مؤرشف من الأصل في 2021-05-06. اطلع عليه بتاريخ 2008-11-27.
197. ↑  
Markwell، Donald (2006). John Maynard Keynes and International Relations: Economic Paths to War and Peace. Oxford University Press. ISBN:0-19-829236-8.
198. ↑  
Antonio Spilimbergo؛ Steve Symansky؛ Olivier Blanchard؛ Carlo Cottarelli. "Fiscal Policy for the Crisis" (PDF). صندوق النقد الدولي. مؤرشف من الأصل (PDF) في 2021-04-30. اطلع عليه بتاريخ 2009-07-03.
199. ↑  Paul R (2009). The return of depression economics and the crisis of 2008 (بالإنجليزية). New York: W.W. Norton. ISBN:978-0-393-07101-6. OCLC:717602436. Archived from the original on 2021-08-19.
200. ↑  Animal Spirits (بالإنجليزية). 21 Feb 2010. ISBN:978-0-691-14592-1. Archived from the original on 2021-08-14.
201. ↑  Uchitelle, Louis (17 Apr 2009). "Irrational Exuberance". The New York Times (بالإنجليزية الأمريكية). ISSN:0362-4331. Archived from the original on 2021-05-15. Retrieved 2021-08-18.
202. ↑  
Jamil Anderlini (23 مارس 2009). "China calls for new reserve currency". Financial Times. مؤرشف من الأصل في 2016-05-25. اطلع عليه بتاريخ 2009-04-13. (التسجيل مطلوب)
203. ↑  
Zhou Xiaochuan (23 مارس 2009). "Reform the International Monetary System". People's Bank of China. مؤرشف من الأصل في 2015-09-24. اطلع عليه بتاريخ 2009-04-13.
204. ↑  
Norma Cohen (24 يونيو 2009). "OECD foresees end to global slide". Financial Times. مؤرشف من الأصل في 2009-07-28. اطلع عليه بتاريخ 2009-06-26. (التسجيل مطلوب)
205. ↑  Krishna Guha؛ Sarah O'Connor؛ Michael Mackenzie (8 يوليو 2009). "IMF says world is pulling out of recession". Financial Times. مؤرشف من الأصل في 2009-09-12. اطلع عليه بتاريخ 2009-07-09. (التسجيل مطلوب)
206. ↑  "Recession Loosens Grip But Weak Recovery Ahead". صندوق النقد الدولي. 8 يوليو 2009. مؤرشف من الأصل في 2021-05-12. اطلع عليه بتاريخ 2009-07-09.
207. ↑  Bertrand Benoit؛ Quentin Peel & Chris Bryant (28 مارس 2009). "Merkel warns on stimulus". Financial Times. مؤرشف من الأصل في 2022-06-13. اطلع عليه بتاريخ 2009-07-20. (التسجيل مطلوب)
208. ↑  
Mark Gilbert (17 يوليو 2009). "Keynes Arouses Fed as ECB Looks for Monetary Exit". Bloomberg. مؤرشف من الأصل في 2021-03-07. اطلع عليه بتاريخ 2009-07-22.
209. ↑  "The other-worldly philosophers". The Economist. 16 يوليو 2009. مؤرشف من الأصل في 2021-05-05. اطلع عليه بتاريخ 2009-07-20.
210. ↑  Robert J. Barro, Gary Becker, Wall Street Journal editorials, 24 August 2011, and 2 September 2011
211. ↑  Romer، Christina D. (7 نوفمبر 2011). "What do we know about the effects of fiscal policy? Separating evidence from ideology" (PDF). Lecture at Hamilton College. مؤرشف من الأصل (PDF) في 2021-04-17.
212. ↑  Guajardo، Jaime؛ Leigh، Daniel؛ Pescatori، Andrea (يوليو 2011). "Expansionary Austerity: New International Evidence" (PDF). IMF Working Paper, WP/11/158. International Monetary Fund. SSRN:1886910. مؤرشف من الأصل (PDF) في 2021-06-18. اطلع عليه بتاريخ 2012-01-18. Using this new dataset, our estimates suggest fiscal consolidation has contractionary effects on private domestic demand and GDP.
213. ↑  McCann، Charles Robert (1998). John Maynard Keynes – critical responses. Taylor & Francis. ج. 4. ص. 21. ISBN:0-415-15193-7.
214. ↑  Wapshott، Nicholas (2011). Keynes Hayek: The Clash that Defined Modern Economics. W. W. Norton. ص. 206. ISBN:978-0-393-08311-8. مؤرشف من الأصل في 2021-04-17.
215. ↑  Russell، Bertrand (1967). The Autobiography of Bertrand Russell: 1872–1914. Unwin Paperbacks. ص. 97.
216. ↑  Hayek, Friedrick August von (أغسطس 1931). "Reflections on the Pure Theory of Money of Mr. J.M. Keynes". Economica. ج. 11. مؤرشف من الأصل (PDF) في 2021-03-09. اطلع عليه بتاريخ 2008-05-20.
217. ↑  Hoover، Kenneth R. (2008). Economics as Ideology. Lanham, Maryland: Rowman & Littlefield. ص. 152. ISBN:978-0-7425-3113-0.
218. ↑  Heilbroner, Robert (2000). The Worldly Philosophers. ص. 278–8. ISBN:0-671-63482-8.
219. ↑  Hazlett، Thomas W. (يوليو 1992). "The Road from Serfdom". ريزون. مؤرشف من الأصل في 2008-10-13. اطلع عليه بتاريخ 2008-05-20.
220. ↑  Dransfield، Robert؛ Dransfield، Don (2003). Key Ideas in Economics. Nelson Thornes. ص. 81. ISBN:0-7487-7081-X. مؤرشف من الأصل في 2022-03-08.
221. ↑  Friedman, Milton (Spring 1997). "John Maynard Keynes". Economic Quarterly. Federal Reserve Bank of Richmond. ج. 83/2. مؤرشف من الأصل في 2021-07-20.
222. ↑  Thomas K. McCraw (7 فبراير 2009). "Dividends from Schumpeter's Noble Failure". Harvard Business School. مؤرشف من الأصل في 2021-04-30. اطلع عليه بتاريخ 2009-06-21.
223. ↑  Symour E Harris؛ Joseph Schumpter (1 مارس 2005). The New Economics: Keynes's Influence on Theory and Public Policy [Keynes the Economist by Schumpter]. and Kessinger Publishing. ص. 73–101. ISBN:978-1-4191-4534-6. مؤرشف من الأصل في 2021-04-17.
224. ↑  Prophet of innovation: Joseph Schumpeter and creative destruction.
225. ↑  "Leon H. Keyserling Papers". Harry S. Truman Library and Museum. مؤرشف من الأصل في 2019-01-25. اطلع عليه بتاريخ 2009-01-11.
226. ↑  "Sir Tim Berners-Lee Receives Charleston-EFG John Maynard Keynes Prize". World Wide Web Foundation (بالإنجليزية). 26 May 2016. Archived from the original on 2021-01-27. Retrieved 2021-08-30.
227. ↑  John Maynard (07/06/2015). Indian Currency and Finance. مؤرشف من الأصل في 24 يوليو 2021. {{استشهاد بكتاب}}: تحقق من التاريخ في: |تاريخ= (مساعدة)
228. ↑  John Maynard (06/05/2005). The Economic Consequences of the Peace. مؤرشف من الأصل في 2021-08-27. {{استشهاد بكتاب}}: تحقق من التاريخ في: |تاريخ= (مساعدة)
229. ↑  John Maynard (31/05/2010). A Treatise on Probability. مؤرشف من الأصل في 2021-07-23. {{استشهاد بكتاب}}: تحقق من التاريخ في: |تاريخ= (مساعدة)
230. ↑  John Maynard (19/06/2014). A Revision of the Treaty Being a Sequel to The Economic Consequence of the Peace. مؤرشف من الأصل في 2021-07-23. {{استشهاد بكتاب}}: تحقق من التاريخ في: |تاريخ= (مساعدة)
231. ↑  John Maynard (08/05/2021). A Tract on Monetary Reform. مؤرشف من الأصل في 23 يوليو 2021. {{استشهاد بكتاب}}: تحقق من التاريخ في: |تاريخ= (مساعدة)
232. ↑  John Maynard (25 Sep 2009). The End of Laissez-Faire: The Economic Consequences of the Peace (بالإنجليزية). Prometheus Books. ISBN:978-1-61592-018-1. Archived from the original on 2021-08-31.
233. ↑  Menken, Jules (1931-06). "A Treatise, on Money". Nature (بالإنجليزية). 127 (3216): 919–920. DOI:10.1038/127919a0. ISSN:1476-4687. Archived from the original on 2021-08-31. {{استشهاد بدورية محكمة}}: تحقق من التاريخ في: |تاريخ= (help)
234. ↑  John Maynard (2019). Essays in Persuasion (بالإنجليزية). Chicago: Papamoa Press. ISBN:978-1-78912-349-4. OCLC:1089554198. Archived from the original on 2020-11-11.
235. ↑  John Maynard (1940). How to pay for the war, a radical plan for the chancellor of the exchequer, by John Maynard Keynes (بالإنجليزية). London: Macmillan. OCLC:459767452. Archived from the original on 2021-08-31.
236. ↑  John Maynard (1949). Two memoirs: Dr. Melchior, a defeated enemy ; and My early beliefs. Introd. by David Garnett (بالإنجليزية). Ann Arbor, Mich.: University Microfilms International. OCLC:978222917. Archived from the original on 2020-05-04.
237. ↑  Keynes، J. M. (1915). "The Economics of War in Germany". The Economic Journal. ج. 25 ع. 99: 443–452. DOI:10.2307/2221908. ISSN:0013-0133. مؤرشف من الأصل في 2021-08-31.
238. ↑  EconEuler (5 ديسمبر 2020). "Finding a book: Keynes, The Inflation of Currency as a Method of Taxation (1922)". r/academiceconomics. مؤرشف من الأصل في 2021-08-31. اطلع عليه بتاريخ 2021-08-31.
239. ↑  "J.M. Keynes, 1925, "Am I a Liberal?", Nation & Athenaeum". www.hetwebsite.net. مؤرشف من الأصل في 2021-01-29. اطلع عليه بتاريخ 2021-08-31.
240. ↑  "J.M. Keynes, 1926, The End of Laissez-Faire". www.hetwebsite.net. مؤرشف من الأصل في 2020-11-27. اطلع عليه بتاريخ 2021-08-31.
241. ↑  John Maynard (2010). John Maynard (ed.). Can Lloyd George Do It? (بالإنجليزية). London: Palgrave Macmillan UK. pp. 86–125. DOI:10.1007/978-1-349-59072-8_9. ISBN:978-1-349-59072-8. Archived from the original on 2018-06-15. (1930)
242. ↑  Maynard Keynes، John (1930). "Economic Possibilities for our Grandchildren" (PDF). مؤرشف من الأصل (PDF) في 2021-08-19. اطلع عليه بتاريخ 31.08.2021. {{استشهاد بدورية محكمة}}: الاستشهاد بدورية محكمة يطلب |دورية محكمة= (مساعدة) وتحقق من التاريخ في: |تاريخ الوصول= (مساعدة)
243. ↑  John Maynard (2010). John Maynard (ed.). The End of the Gold Standard (27 September 1931) (بالإنجليزية). London: Palgrave Macmillan UK. pp. 245–249. DOI:10.1007/978-1-349-59072-8_19. ISBN:978-1-349-59072-8. Archived from the original on 2018-06-05.
244. ↑  "The Great Slump of 1930, by John Maynard Keynes". gutenberg.ca. مؤرشف من الأصل في 2021-06-13. اطلع عليه بتاريخ 2021-08-31.
245. ↑  John Maynard (2010). John Maynard (ed.). The Means to Prosperity (بالإنجليزية). London: Palgrave Macmillan UK. pp. 335–366. DOI:10.1007/978-1-349-59072-8_26. ISBN:978-1-349-59072-8. Archived from the original on 2018-06-09.
246. ↑  Maynard Keynes، John (1933). "An Open Letter to President Roosevelt" (PDF). مؤرشف من الأصل (PDF) في 2021-06-19. اطلع عليه بتاريخ 31.08.2021. {{استشهاد بدورية محكمة}}: الاستشهاد بدورية محكمة يطلب |دورية محكمة= (مساعدة) وتحقق من التاريخ في: |تاريخ الوصول= (مساعدة)
247. ↑  MAYNARD KEYNES، JOHN (1933). "Essays in Biography" (PDF). مؤرشف من الأصل (PDF) في 2021-07-26. اطلع عليه بتاريخ 31.08.2021. {{استشهاد بدورية محكمة}}: الاستشهاد بدورية محكمة يطلب |دورية محكمة= (مساعدة) وتحقق من التاريخ في: |تاريخ الوصول= (مساعدة)
248. ↑  Keynes، J. M. (1937). "The General Theory of Employment". The Quarterly Journal of Economics. ج. 51 ع. 2: 209–223. DOI:10.2307/1882087. ISSN:0033-5533. مؤرشف من الأصل في 2021-06-10.

### استشهاد عام
مراجع أولية 
- Keynes، John Maynard (1998). The Collected Writings of John Maynard Keynes (ط. 30 Volume Hardback). كامبريدج: Cambridge University Press. ISBN:978-0-521-30766-6.

### قراءة معمقة
- Barnett, Vincent. John Maynard Keynes. London: Routledge, 2013. (ردمك 978-0415567695).
- Bateman, Bradley (2010). The Return to Keynes. Harvard University Press. ISBN:978-0674035386. مؤرشف من الأصل في 2022-03-19.
- Blaug, Mark. "Recent Biographies of Keynes." Journal of Economic Literature, vol. 32, no. 3, September 1994, pp. 1204-1215. جايستور 2728608.
- Beaudreau, Bernard C.. The Economic Consequences of Mr. Keynes: How the Second Industrial Revolution Passed Great Britain By. iUniverse, 2006, (ردمك 0-595-41661-6)
- Buchanan, James M. and Richard E. Wagner. Democracy in Deficit: The Political Legacy of Lord Keynes. The Collected Works of James M. Buchanan, Vol. 8. Indianapolis: Liberty Fund, 2008.
- Clarke, Peter. Keynes: The Twentieth Century's Most Influential Economist. Bloomsbury, 2009, (ردمك 978-1-4088-0385-1)
- Clarke, Peter. Keynes: The Rise, Fall and Return of the 20th Century's Most Influential Economist, Bloomsbury Press, 2009
- Davidson، Paul (2007). John Maynard Keynes (PDF). Great Thinkers in Economics Series. Basingstoke, England: Palgrave Macmillan. ISBN:9780230229204. مؤرشف من الأصل (PDF) في 19 أغسطس 2016.
- Dillard، Dudley (1948). The Economics of John Maynard Keynes: The Theory of Monetary Economy. Prentice-Hall. ص. 384. ISBN:978-1-4191-2894-3.
- Dimand, Robert W. and Harald Hagemann, eds. The Elgar Companion to John Maynard Keynes (Edward Elgar, 20190 + 670 pp. online review
- Harrod, R. F.. The Life of John Maynard Keynes. Macmillan, 1951. (ردمك 1125395982).
- Keynes, Milo (ed). Essays on John Maynard Keynes. Cambridge University Press, 1975.  ISBN 0521205344.
- Markwell, Donald. John Maynard Keynes and International Relations: Economic Paths to War and Peace. دار نشر جامعة أكسفورد، 2006. (ردمك 0198292368). (ردمك 978-0198292364).
- Markwell, Donald. Keynes and Australia. Reserve Bank of Australia, 2000.
- Moggridge, Donald Edward. Keynes. Macmillan, 1980. (ردمك 0333295242).
- Patinkin, Don. "Keynes, John Maynard." In: The New Palgrave: A Dictionary of Economics, Vol. 2. Macmillan, 1987, pp. 19–41. (ردمك 0333372352). (ردمك 0935859101).
- Pecchi, Lorenzo & Gustavo Piga (2010). Revisiting Keynes. MIT Press. ISBN:978-0-262-51511-5.
- Roger Backhouse (economist)|Backhouse, Roger E. and Bateman, Bradley W.. Capitalist Revolutionary: John Maynard Keynes. 2011
- Schuker, Stephen A. "American 'Reparations' to Germany, 1919–33." Princeton Studies in International Finance, No. 61, 1988.
- Schuker, Stephen A. "J.M. Keynes and the Personal Politics of Reparations." Diplomacy & Statecraft, Vol. 25, Nos. 3/4, 2014. دُوِي:10.1080/09592296.2014.936197.
- Skidelsky، Robert Jacob Alexander (1994). John Maynard Keynes: Hopes Betrayed, 1883–1920. Penguin Books. ISBN:978-0140235548. مؤرشف من الأصل في 2021-08-29.
- Skidelsky، Robert Jacob Alexander (1995). John Maynard Keynes: the Economist as Saviour 1920-1937. دار بنجوين للنشر. ISBN:978-0140238068. مؤرشف من الأصل في 2021-08-29.
- Skidelsky، Robert (2002). John Maynard Keynes: Fighting for Britain, 1937-1946. Penguin Books. ISBN:978-0-14-200167-7. مؤرشف من الأصل في 2021-04-17.
- Skidelsky، Robert (2010). Keynes: A Very Short Introduction. أكسفورد: دار نشر جامعة أكسفورد. ISBN:978-0-19-959164-0. مؤرشف من الأصل في 2022-03-08.
- Skidelsky, Robert. John Maynard Keynes: 1883-1946: Economist, Philosopher, Statesman. (2005)
  - Skidelsky, Robert. John Maynard Keynes, Vol. 1: Hopes Betrayed, 1883-1920. (1986)
  - Skidelsky, Robert. John Maynard Keynes: Volume 2: The Economist as Savior, 1920–1937 (1994)
  - Skidelsky, Robert. John Maynard Keynes, Vol. 3: Fighting for Freedom, 1937–1946.
- Skidelsky، Robert (2010). Keynes: The Return of the Master. PublicAffairs. ISBN:978-1610390033. مؤرشف من الأصل في 2021-08-29.
- Strachey، Lytton (1994). Michael Holroyd (المحرر). Lytton Strachey by Himself: A Self-portrait. Vintage. ISBN:978-0-09-945941-5. مؤرشف من الأصل في 2021-08-29.
- Syll, Lars Pålsson (2007). John Maynard Keynes. SNS Förlag. ص. 95. ISBN:9789185695270.
- Temin, Peter, and David Vines. Keynes: Useful Economics for the World Economy. ميت بريس، 2014.
- Wapshott, Nicholas. Keynes Hayek: The Clash That Defined Modern Economics (2011)
- Yergin، Daniel؛ Stanislaw، Joseph (2002). The Commanding Heights: The Battle for the World Economy. Simon and Schuster. ISBN:978-0-7432-2963-0. مؤرشف من الأصل في 2021-08-29.

## روابط خارجية
- جون مينارد كينز على موقع الموسوعة البريطانية (الإنجليزية)
- جون مينارد كينز على موقع مونزينجر (الألمانية)
- جون مينارد كينز على موقع إن إن دي بي (الإنجليزية)